# Музыкальное сердце театра
«Музыкальное сердце театра» — российская национальная премия и фестиваль в области театрального искусства.

## История
Национальная премия и фестиваль «Музыкальное сердце театра» были учреждены по инициативе известных деятелей искусства, при поддержке Правительства Москвы в 2005 году. Проект объединяет российские спектакли, использующие все современные театральные средства, чтобы рассказать зрителю историю, в самом сердце которой — музыка.
Миссия проекта – содействие талантам в сфере музыкального театра, поддержка авторов, постановщиков, исполнителей, задействованных в данной области театрального искусства. Помимо этого, в числе главных задач проекта – популяризация музыкально-драматических постановок, знакомство публики с новыми произведениями, жанрами и творческими коллективами.
Президент премии и фестиваля с 2021 года — композитор, заслуженный деятель искусств РФ, народный артист России Максим Дунаевский.
С 2005 до 2021 года Президент премии и фестиваля — народный артист России, Лауреат Государственной премии, композитор Алексей Рыбников.
Генеральный продюсер премии и фестиваля — Дмитрий Калантаров.

## Хронология

### 2006
I Национальный фестиваль «Музыкальное сердце театра» прошёл при поддержке Комитета по культуре города Москвы 2—16 февраля 2006 года. Презентация проекта — церемония торжественного открытия I Национального фестиваля «Музыкальное сердце театра» состоялась 9 февраля 2006 года в ГЦКЗ «Россия». Также в рамках мероприятия прошла презентация Премии «Музыкальное сердце театра» и были вручены Благодарности «За выдающиеся творческие достижения в сфере музыкального театра» Народному артисту России Николаю Караченцову, Народному артисту СССР Владимиру Зельдину и Народной артистке СССР Татьяне Шмыге.

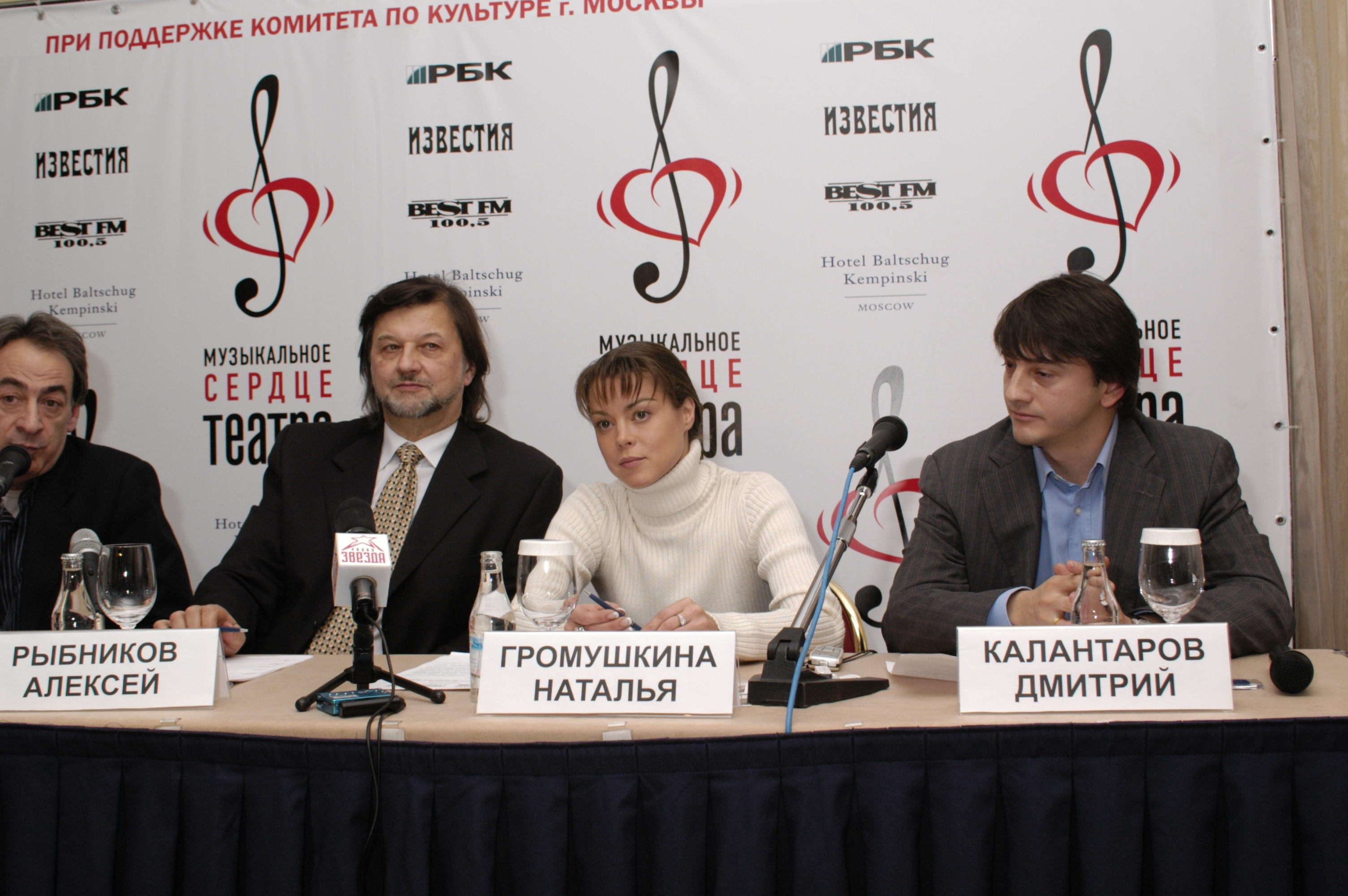
Пресс-конференция, посвящённая открытию фестиваля
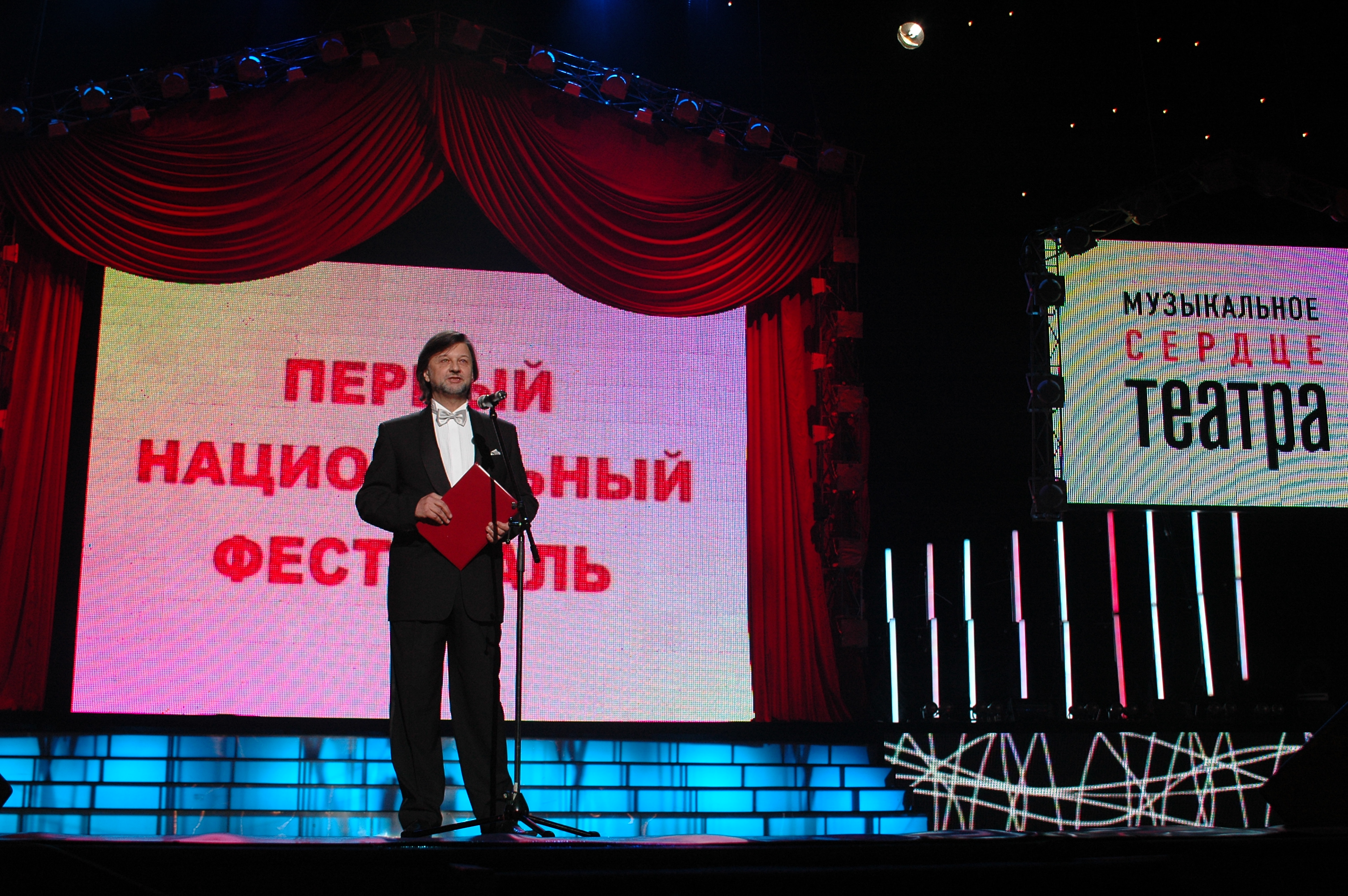
композитор Алексей Рыбников на открытии фестиваля
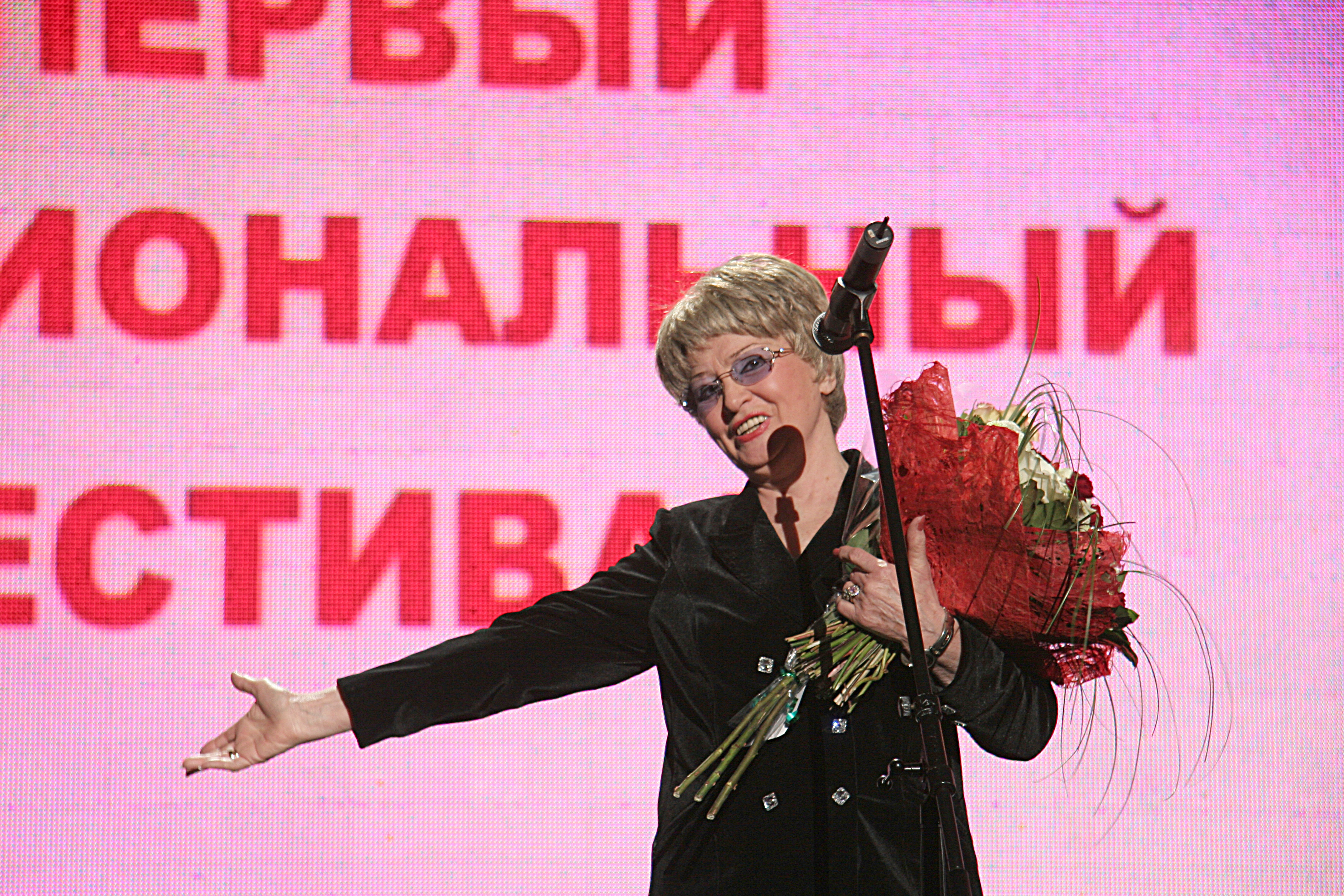
Татьяна Шмыга
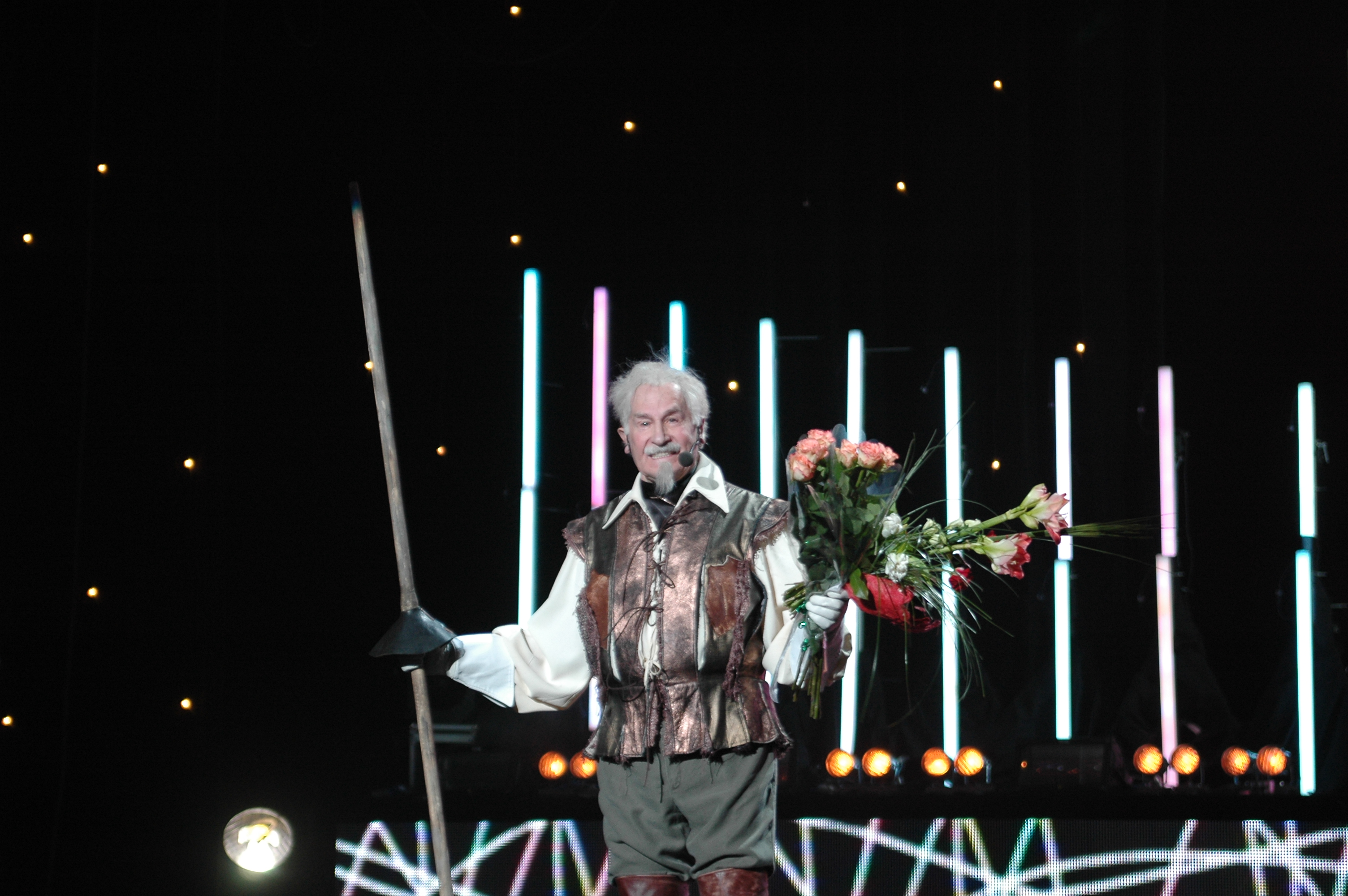
Владимир Зельдин
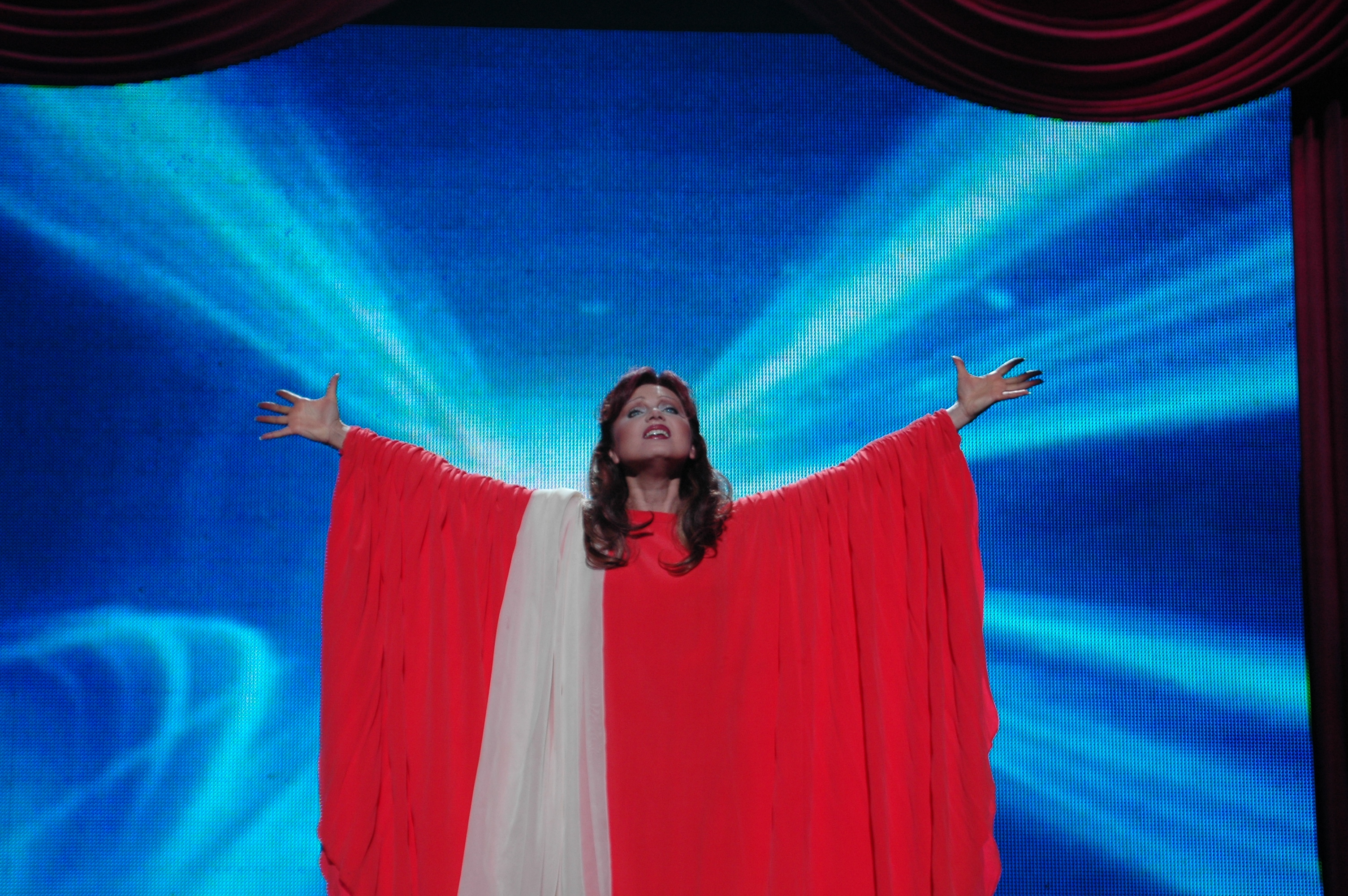
Ирина Климова
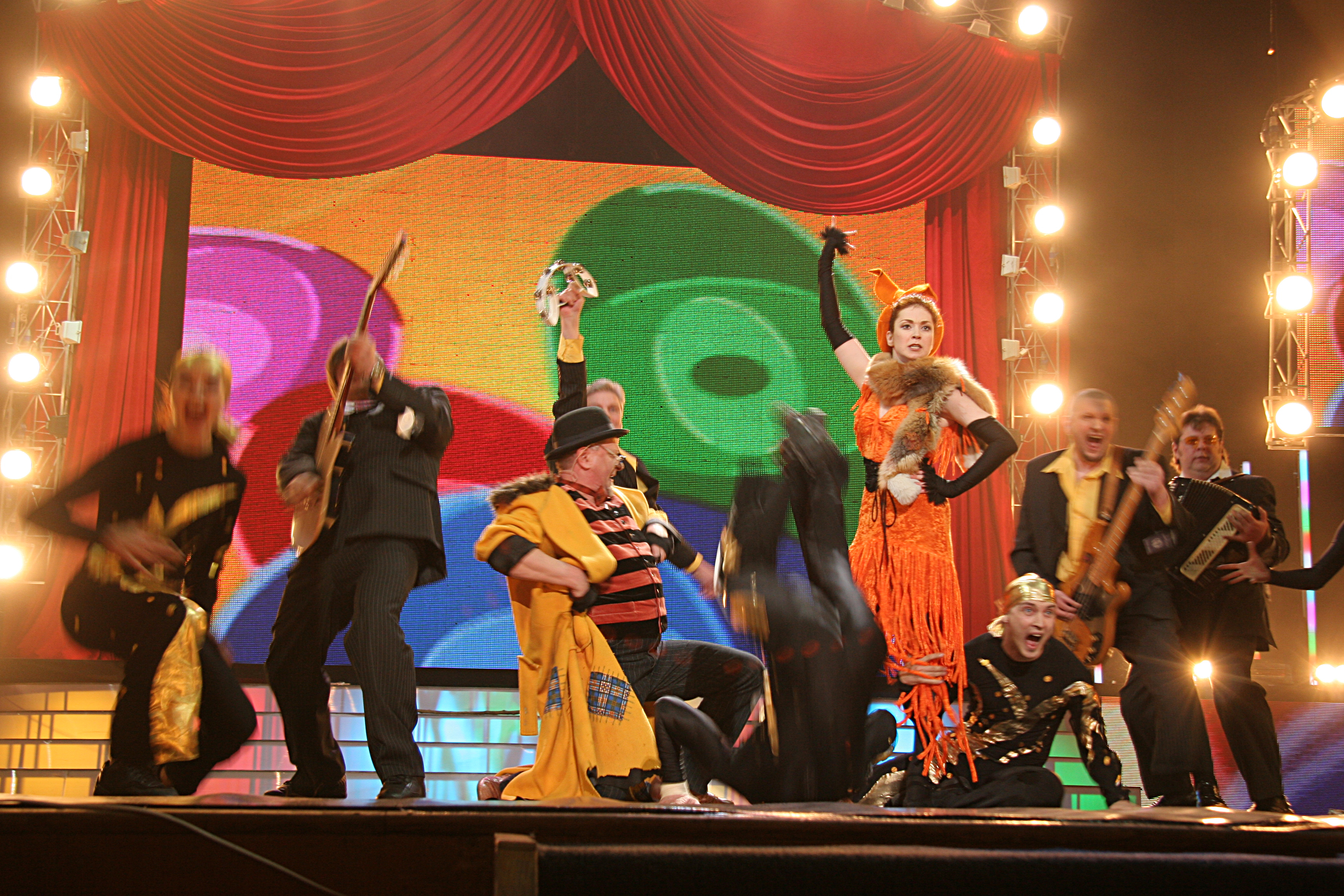
Анна Большова
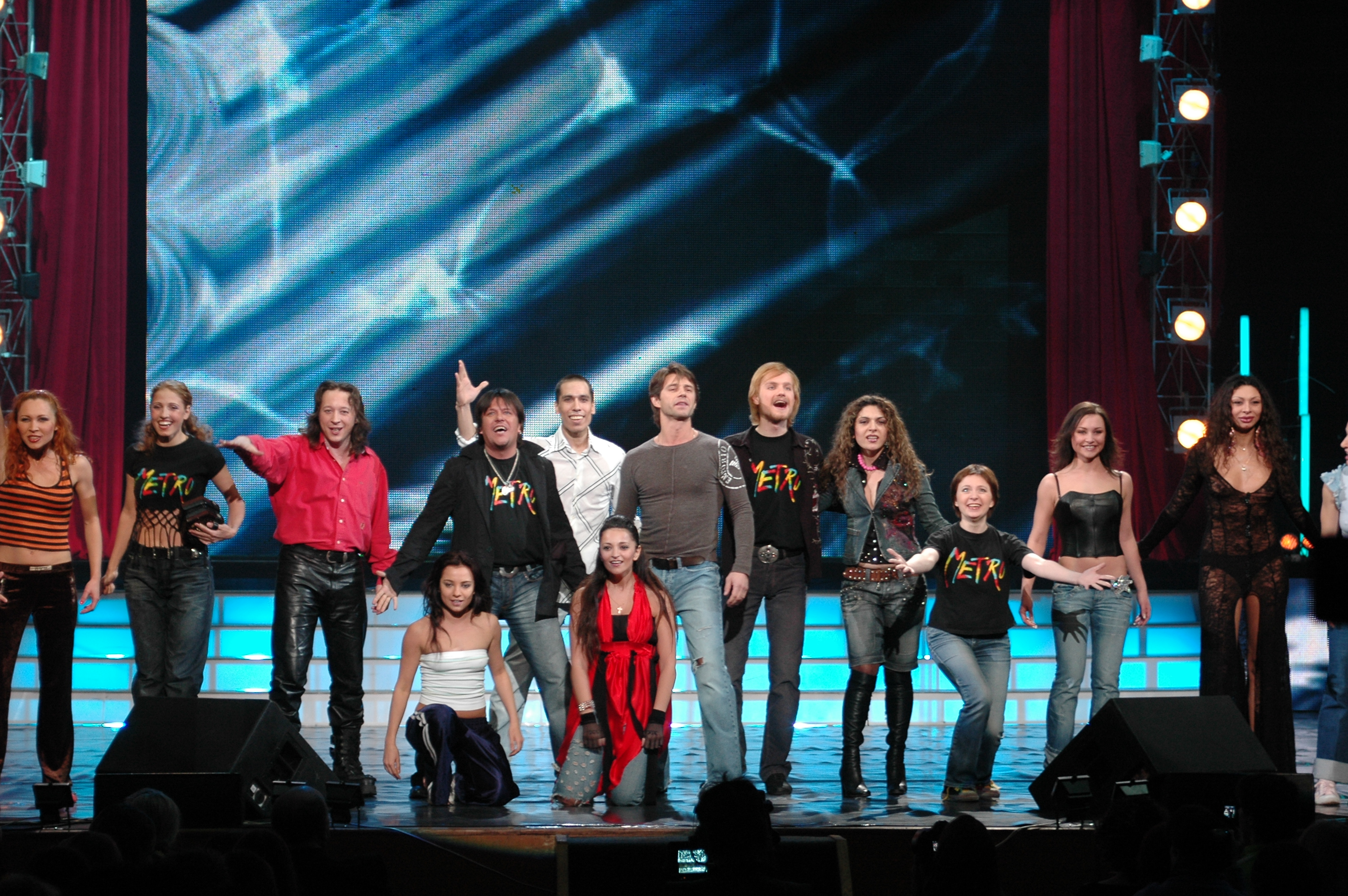
Сцена из мюзикла «Метро»
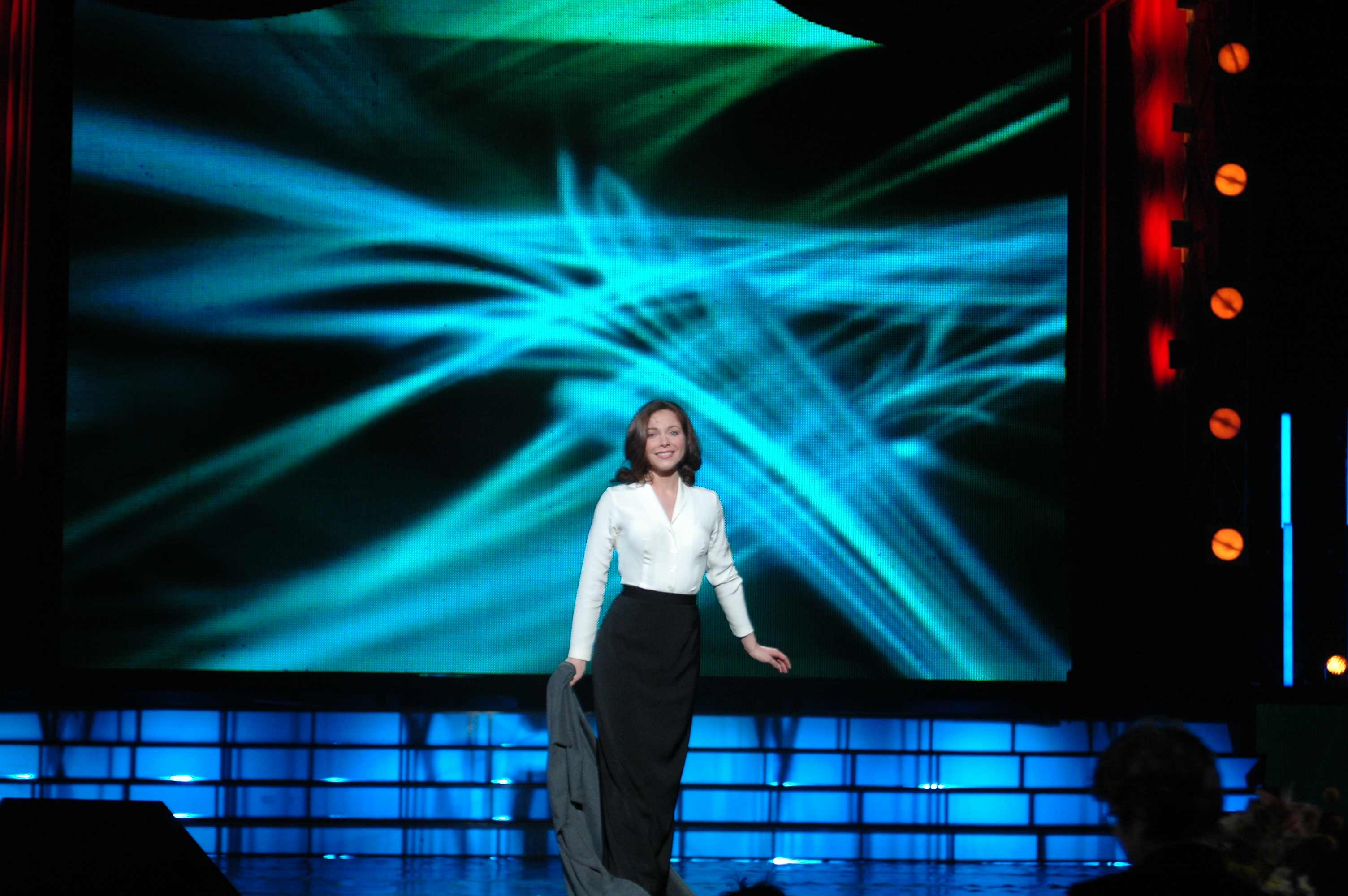
Екатерина Гусева

### 2007
В феврале 2007 года состоялся II Национальный фестиваль «Музыкальное сердце театра». В течение месяца в Москве проходили фестивальные показы, проводились круглые столы и мастер-классы с участием американских педагогов-артистов, работал вечерний театральный клуб. 2 марта 2007 в Доме музыки прошла Церемония вручения Национальной премии.

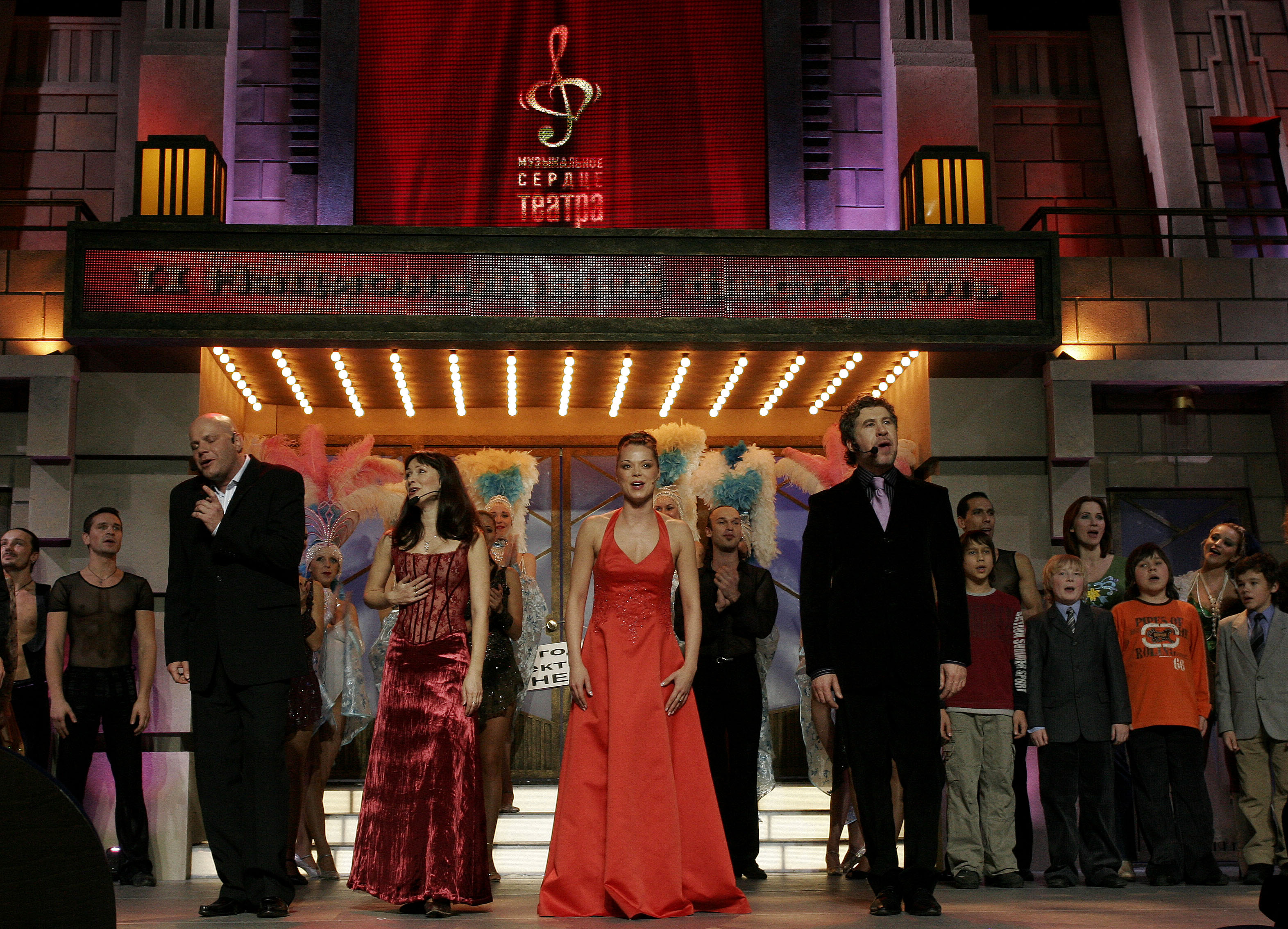
Церемония вручения Национальной премии «Музыкальное сердце театра»
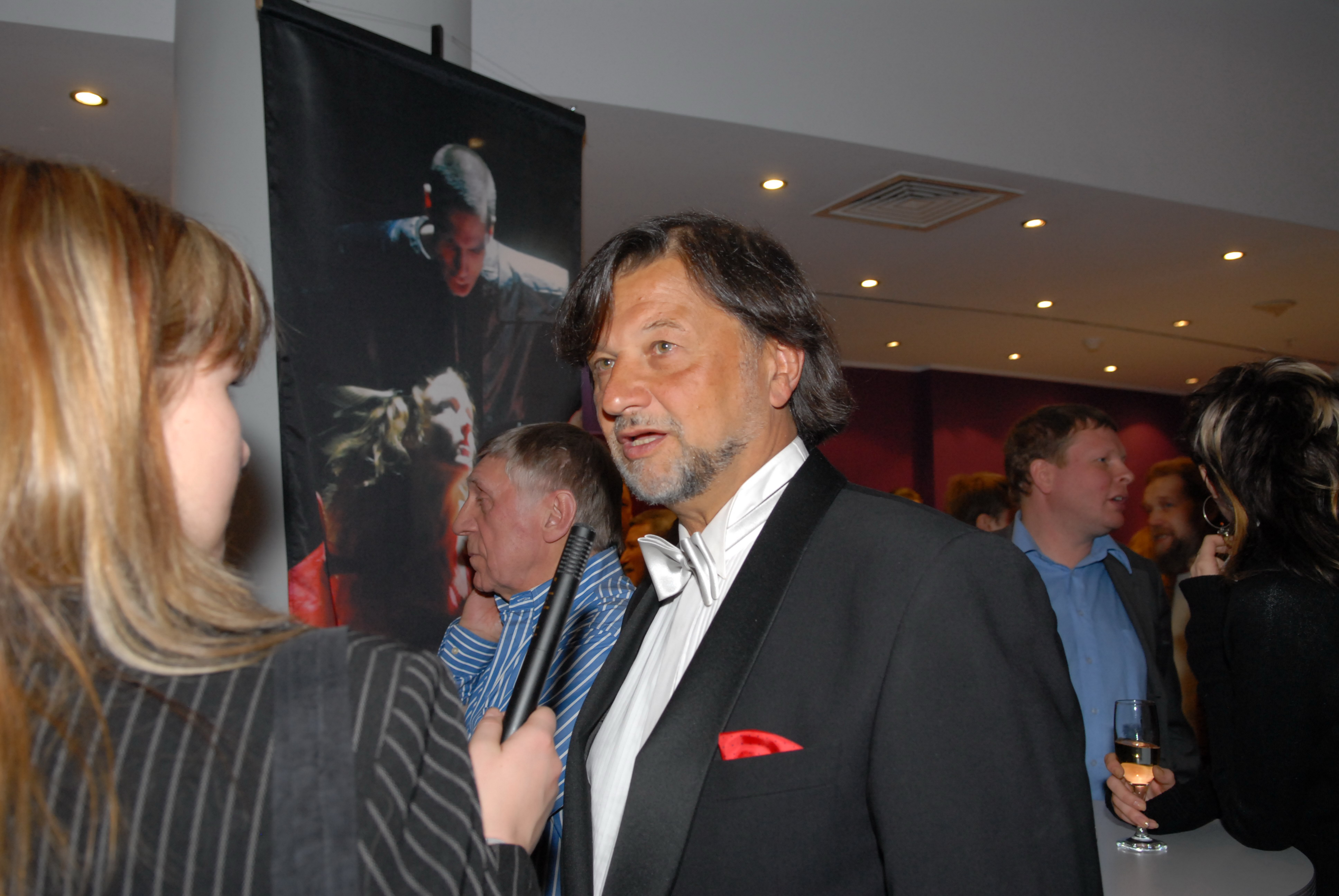
Алексей Рыбников перед церемонией
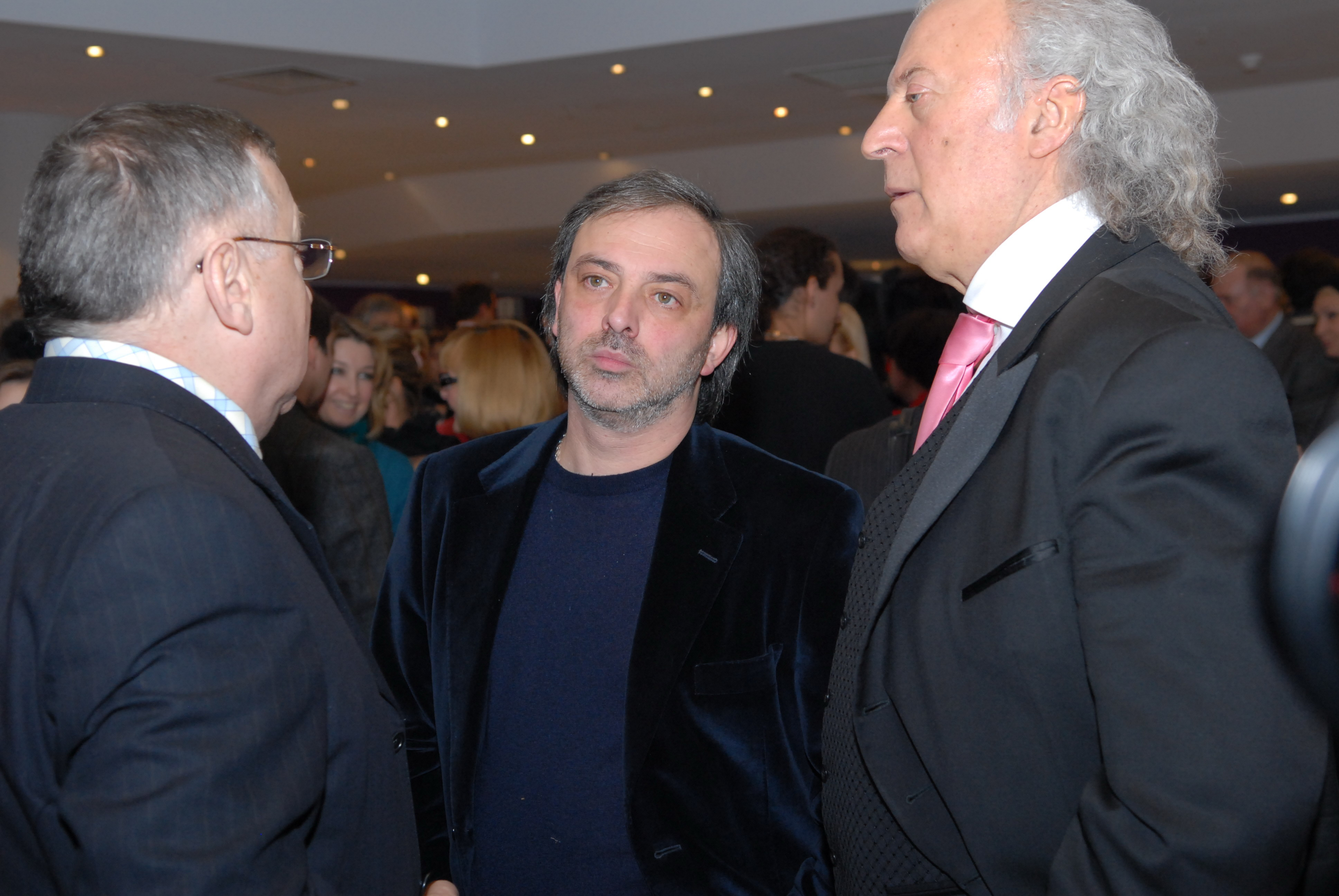
Борис Краснов и Илья Резник
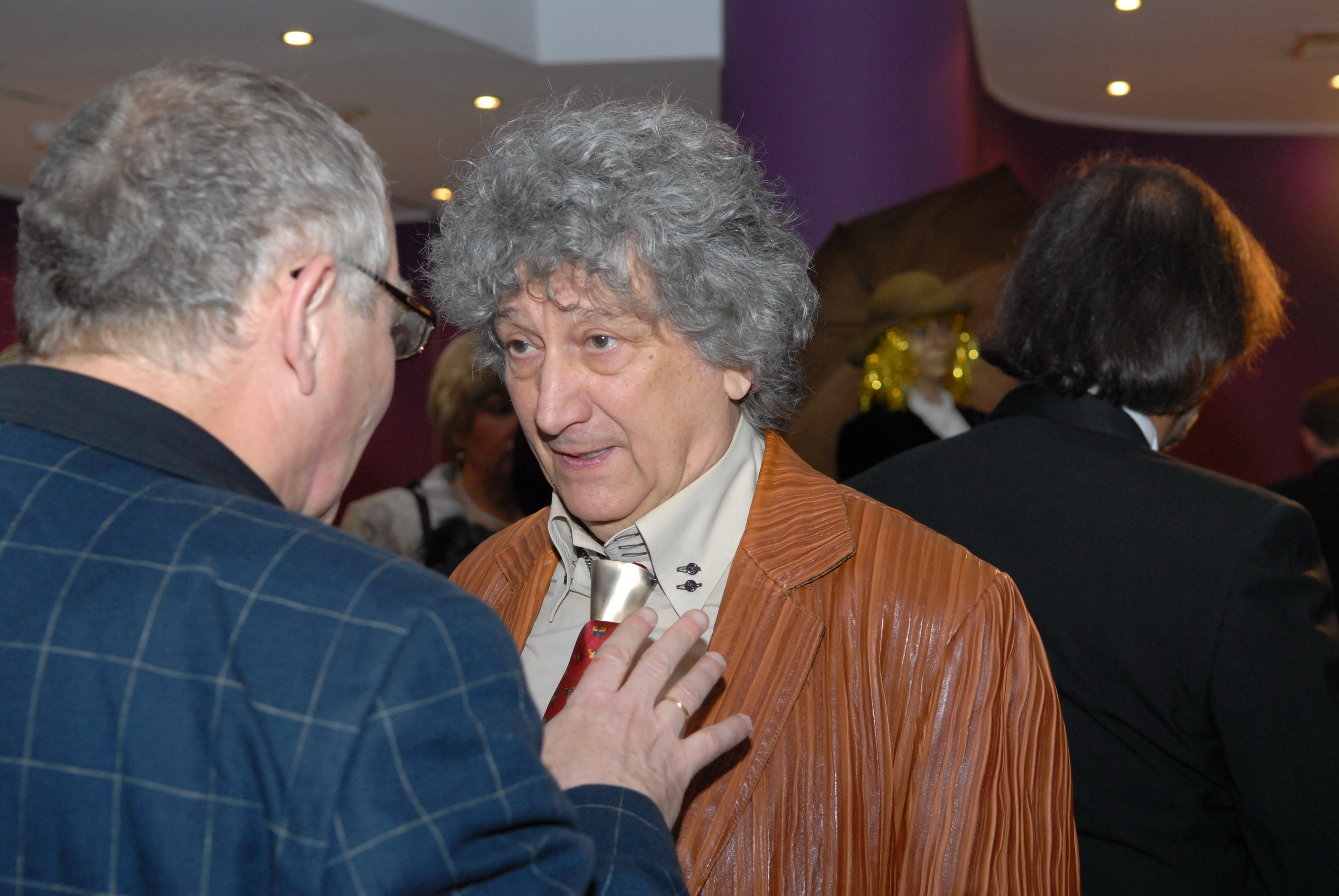
Юрий Энтин

### 2008
В этом году вручение премии и фестиваль не проводились, однако 3 ноября 2008 года в рамках проведения II Ассамблеи Русского мира, приуроченной к празднованию Дня народного единства, был представлен Гала-концерт современных российских музыкальных спектаклей и мюзиклов «Музыкальное сердце театра».

### 2009
В декабре 2009 года состоялась 2-я церемония вручения премии «Музыкальное сердце театра». В экспертный совет было подано более 100 заявок, из которых в шорт-лист вошли 15 спектаклей из разных городов России, представленных в 18 конкурсных номинациях.

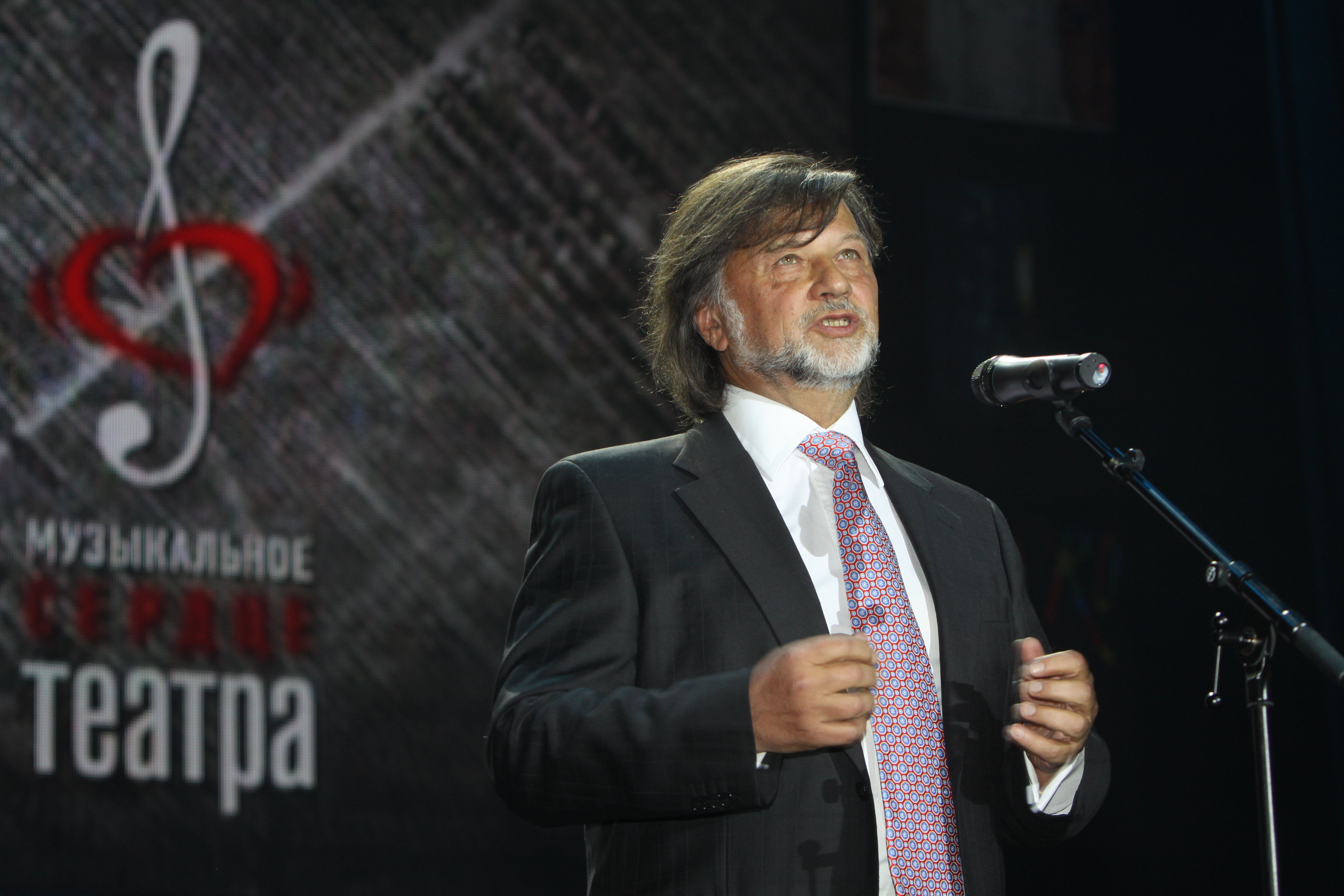
Алексей Рыбников на церемонии вручения премии "Музыкальное сердце театра", 2009
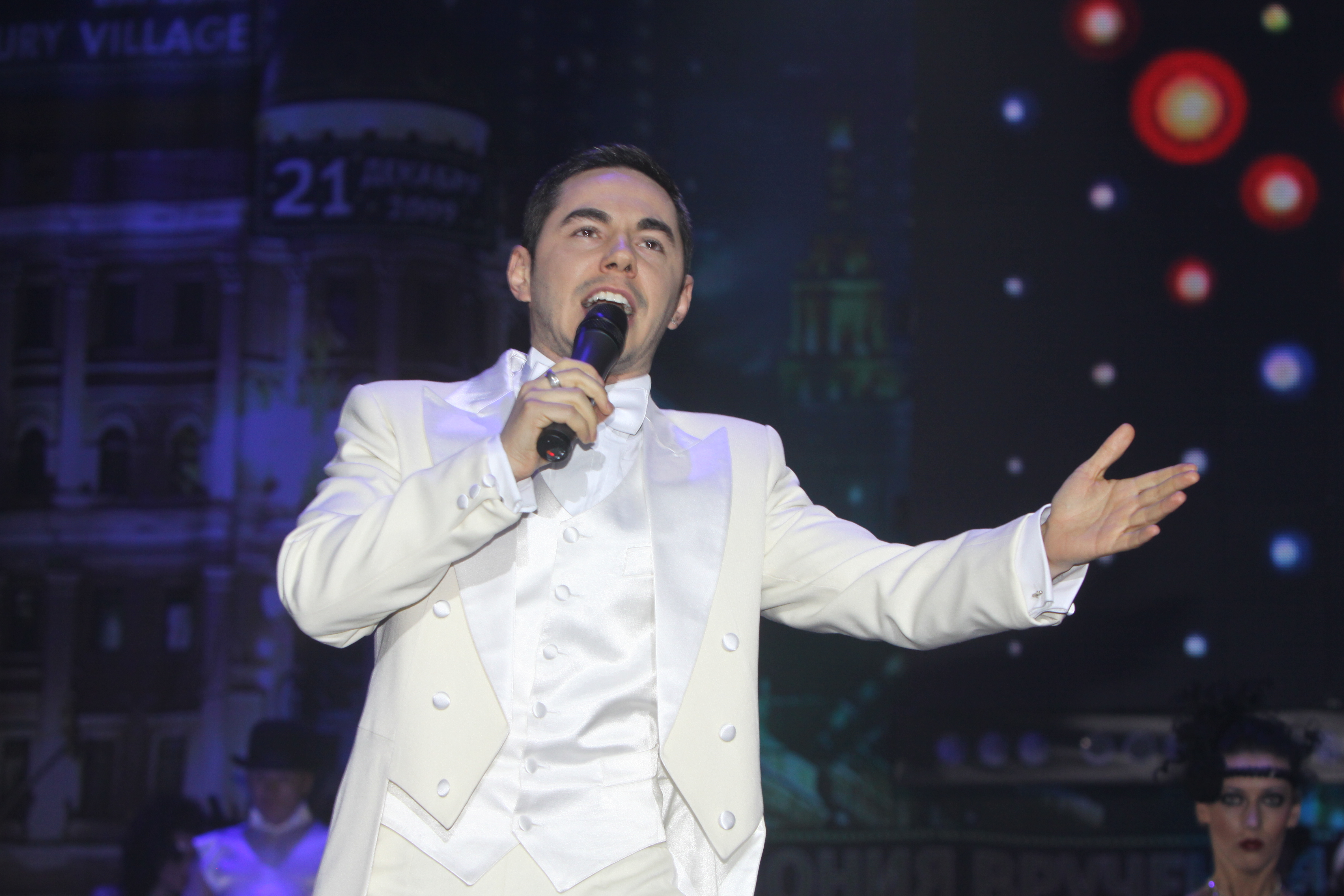
Тимур Родригез — ведущий церемонии
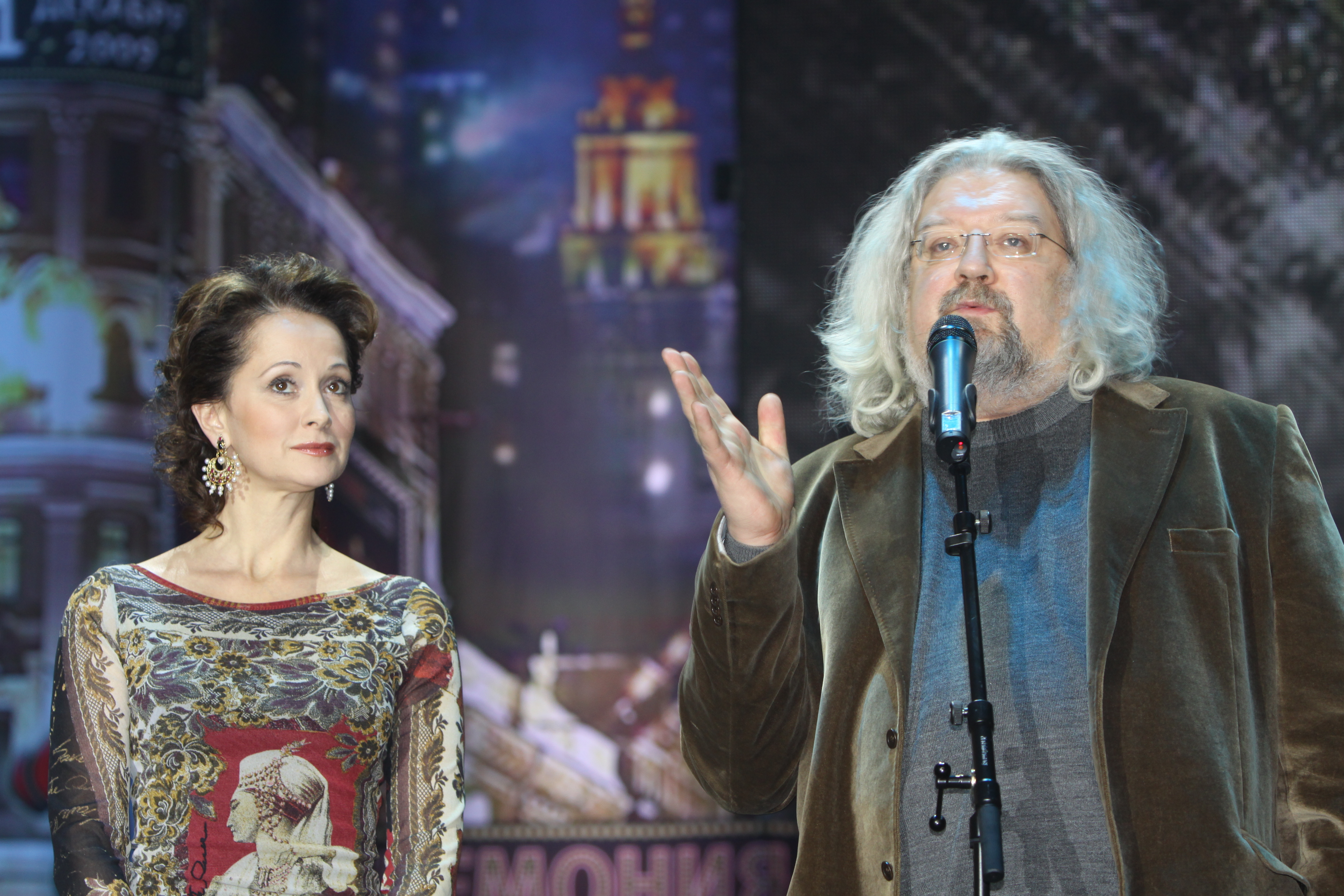
Ольга Кабо и Андрей Максимов
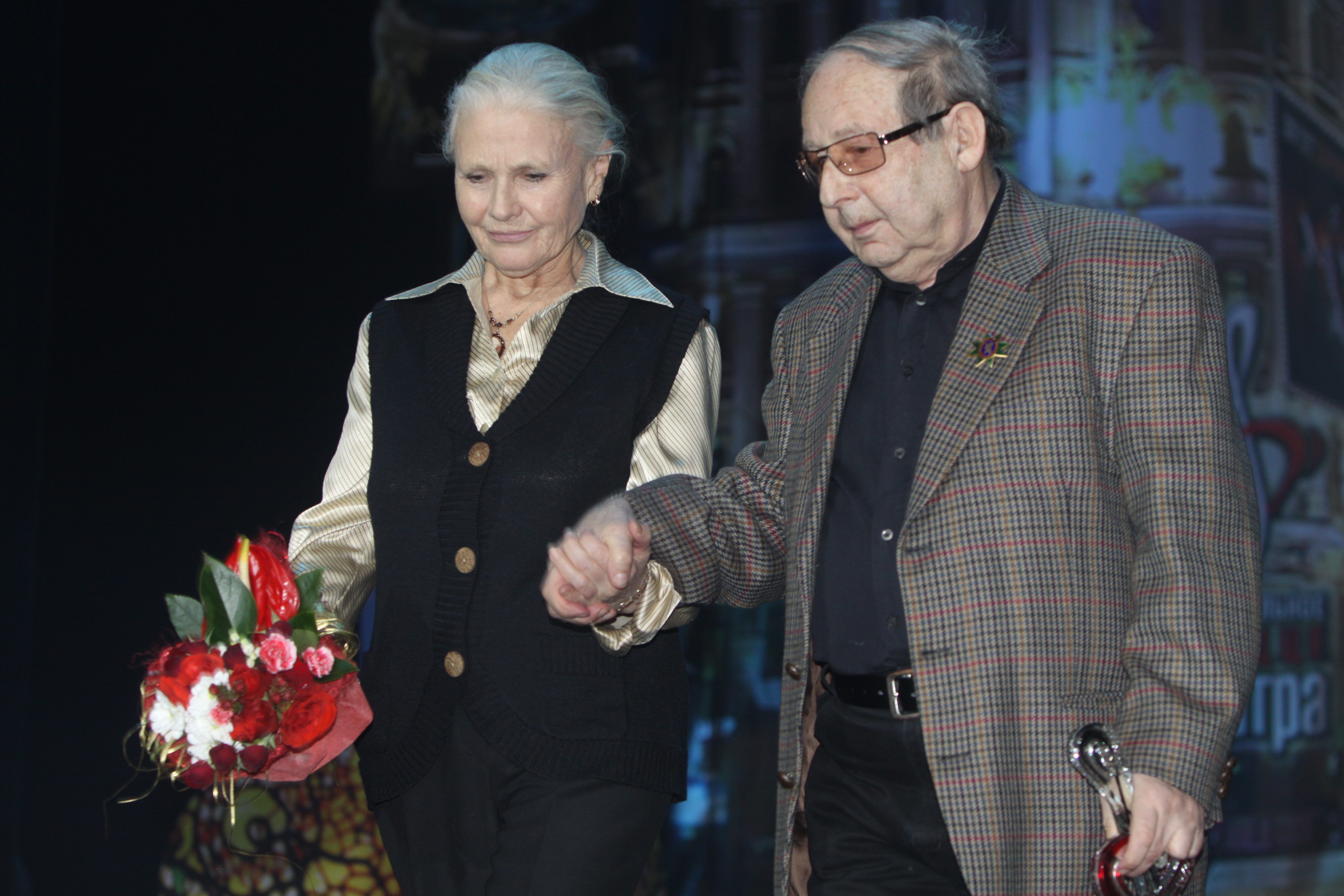
Мария Пахоменко и Александр Колкер
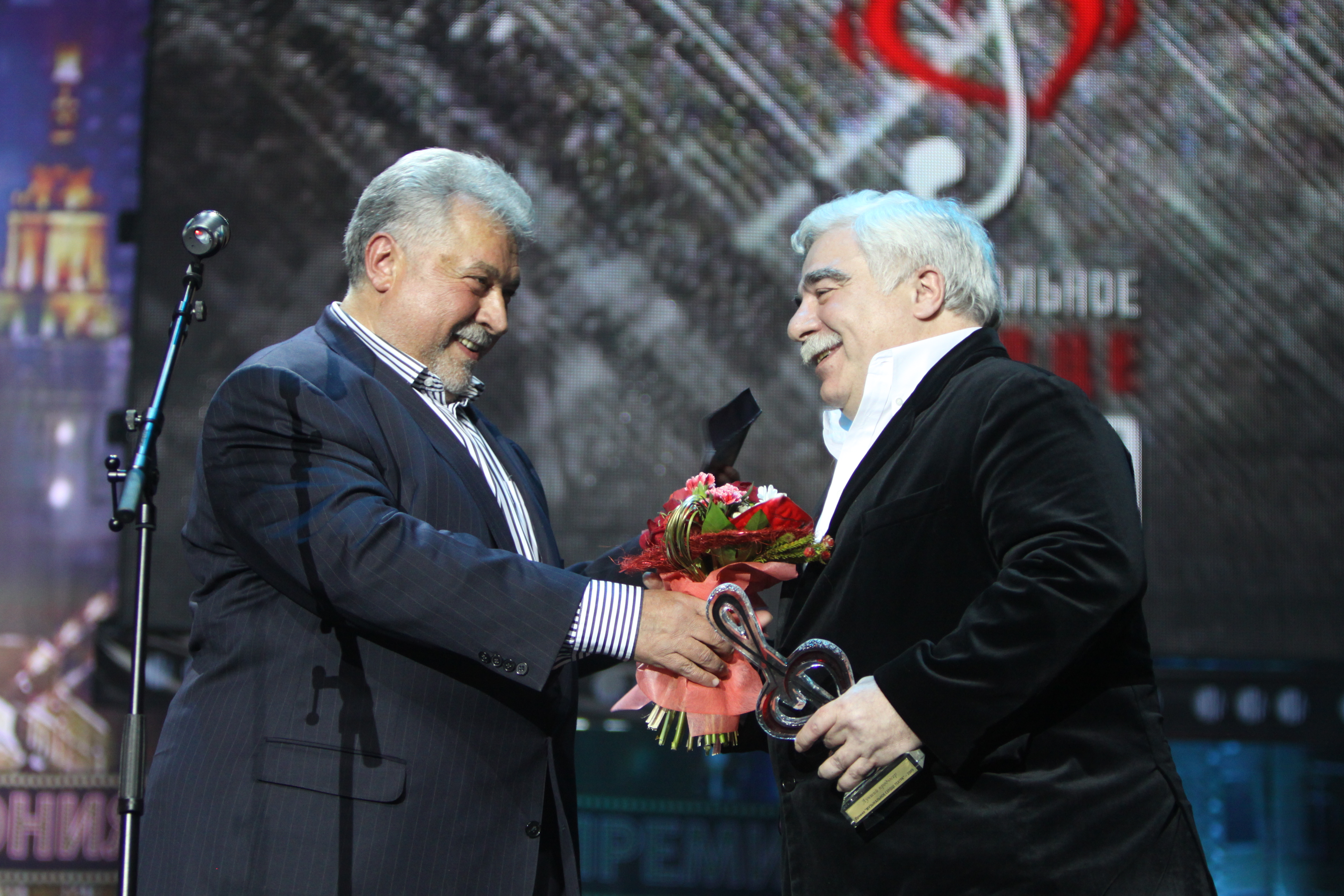
Юлий Гусман и Давид Смелянский
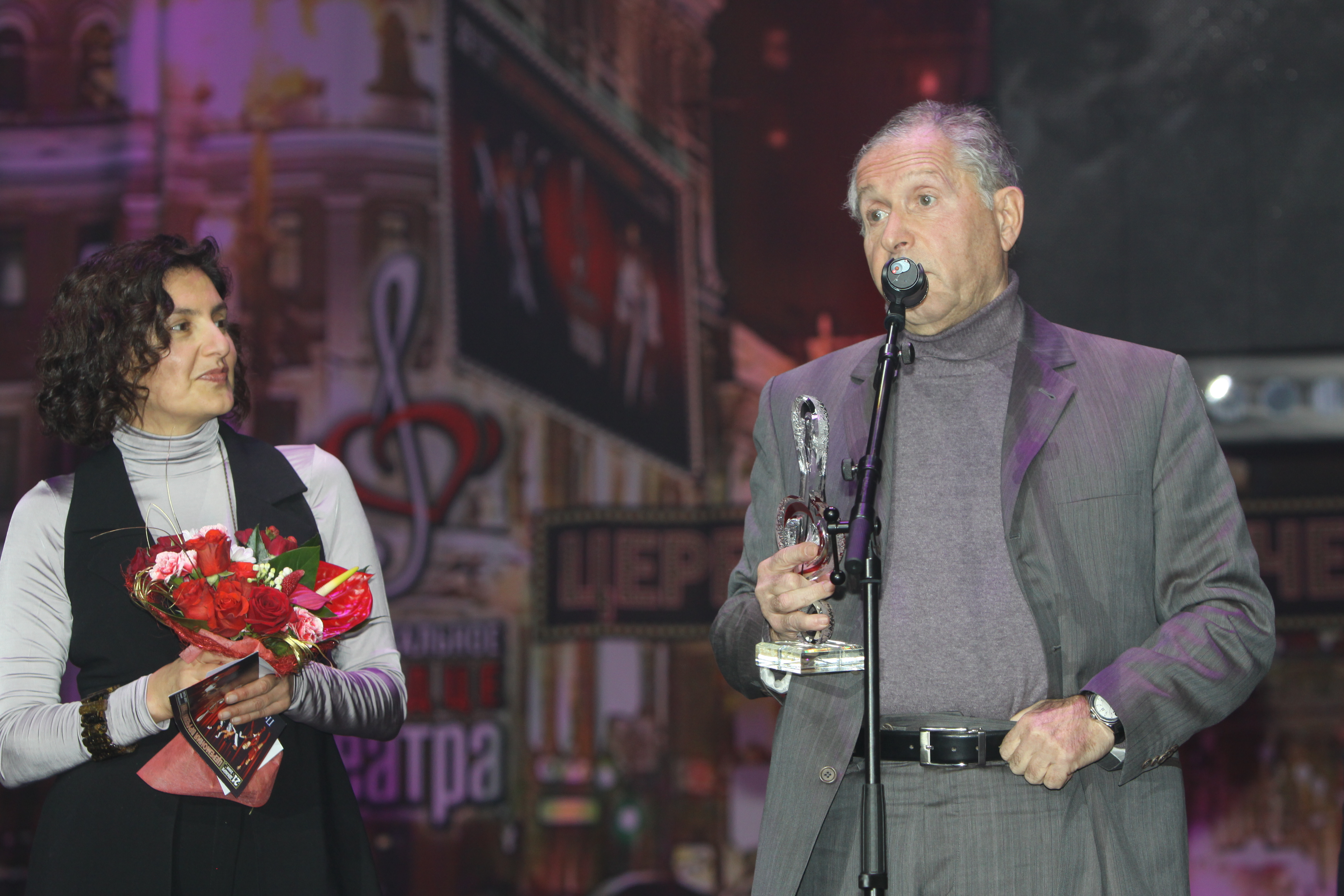
Галина Полиди и Юрий Ряшенцев
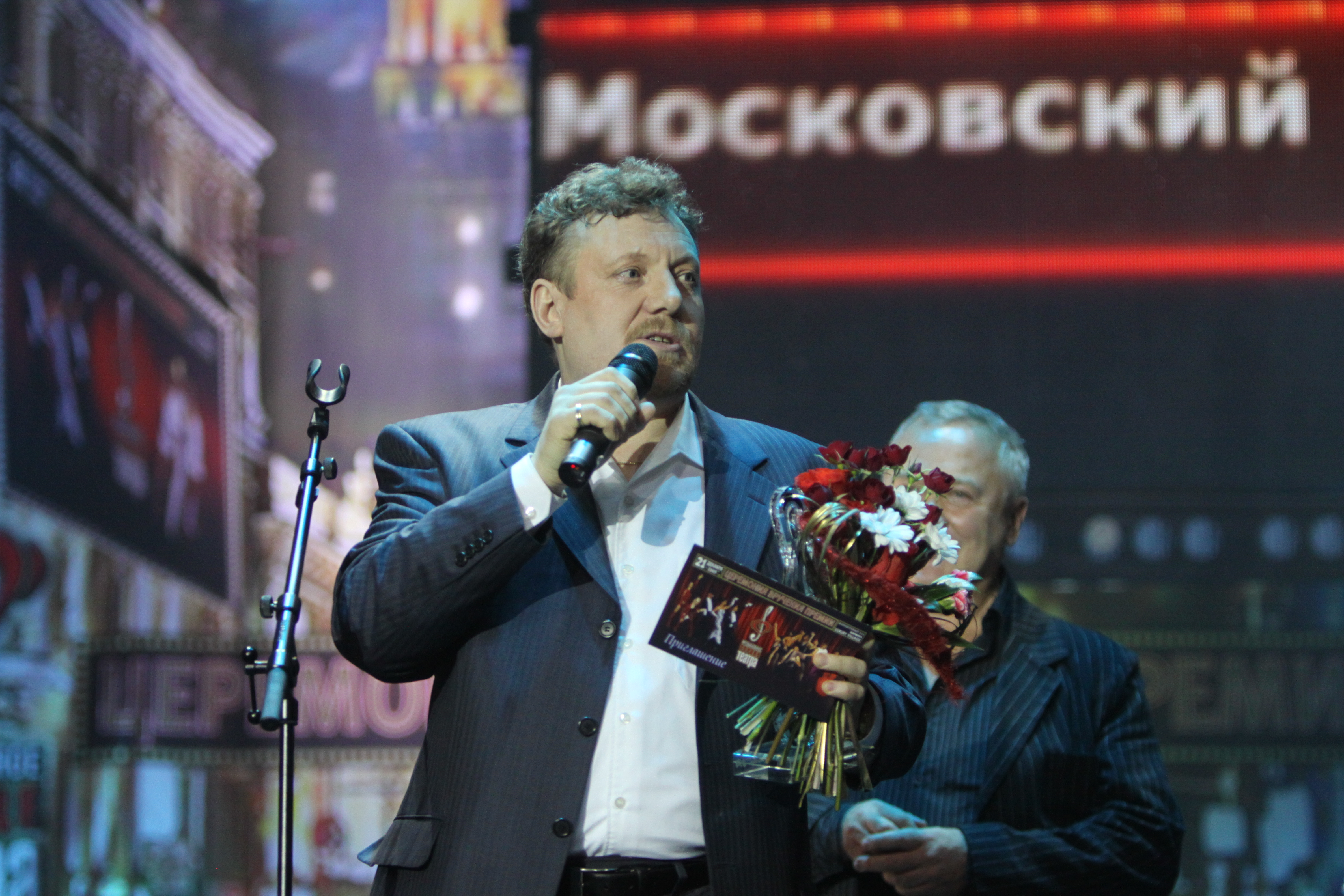
Юрий Мазихин
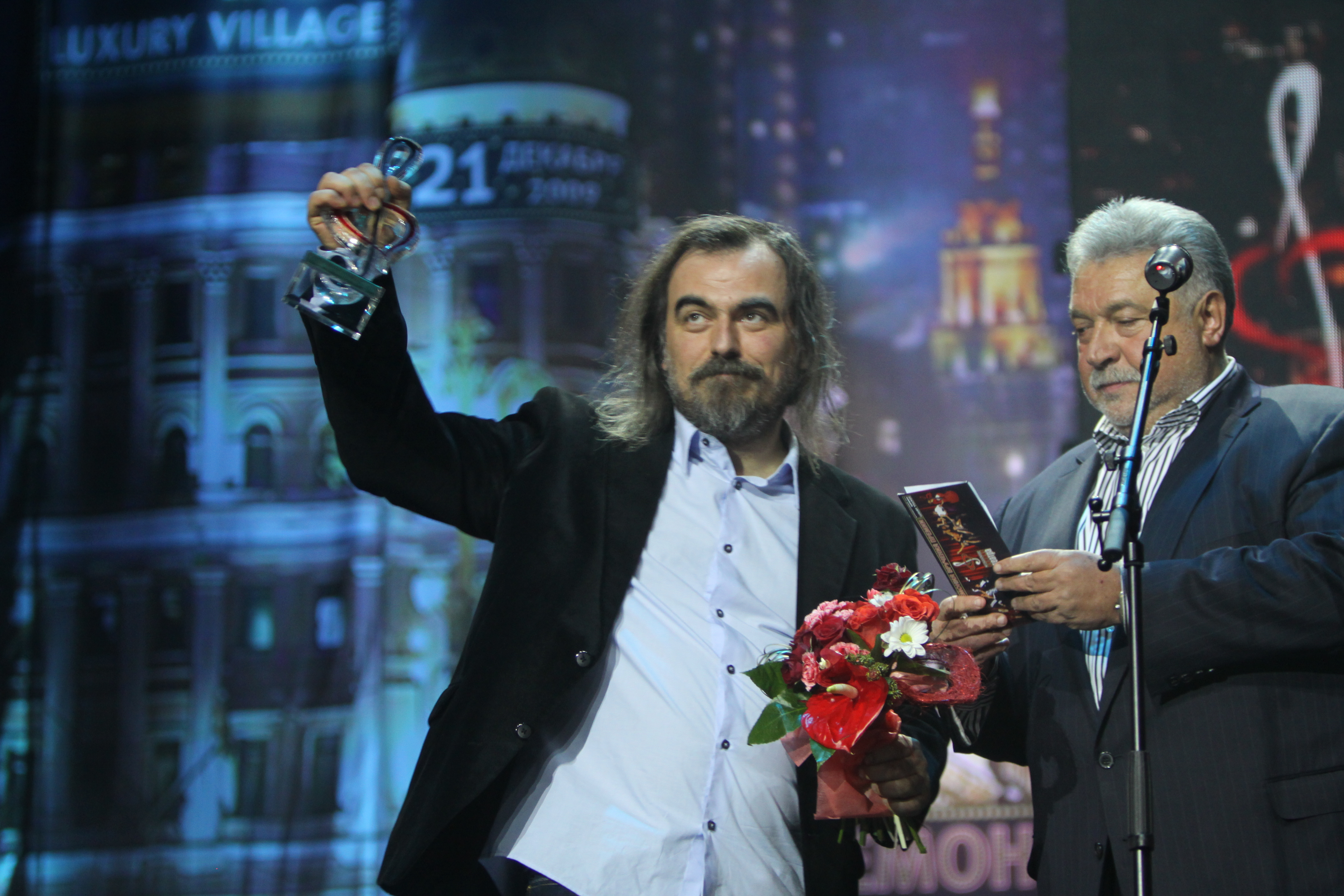
Иван Поповски и Юлий Гусман
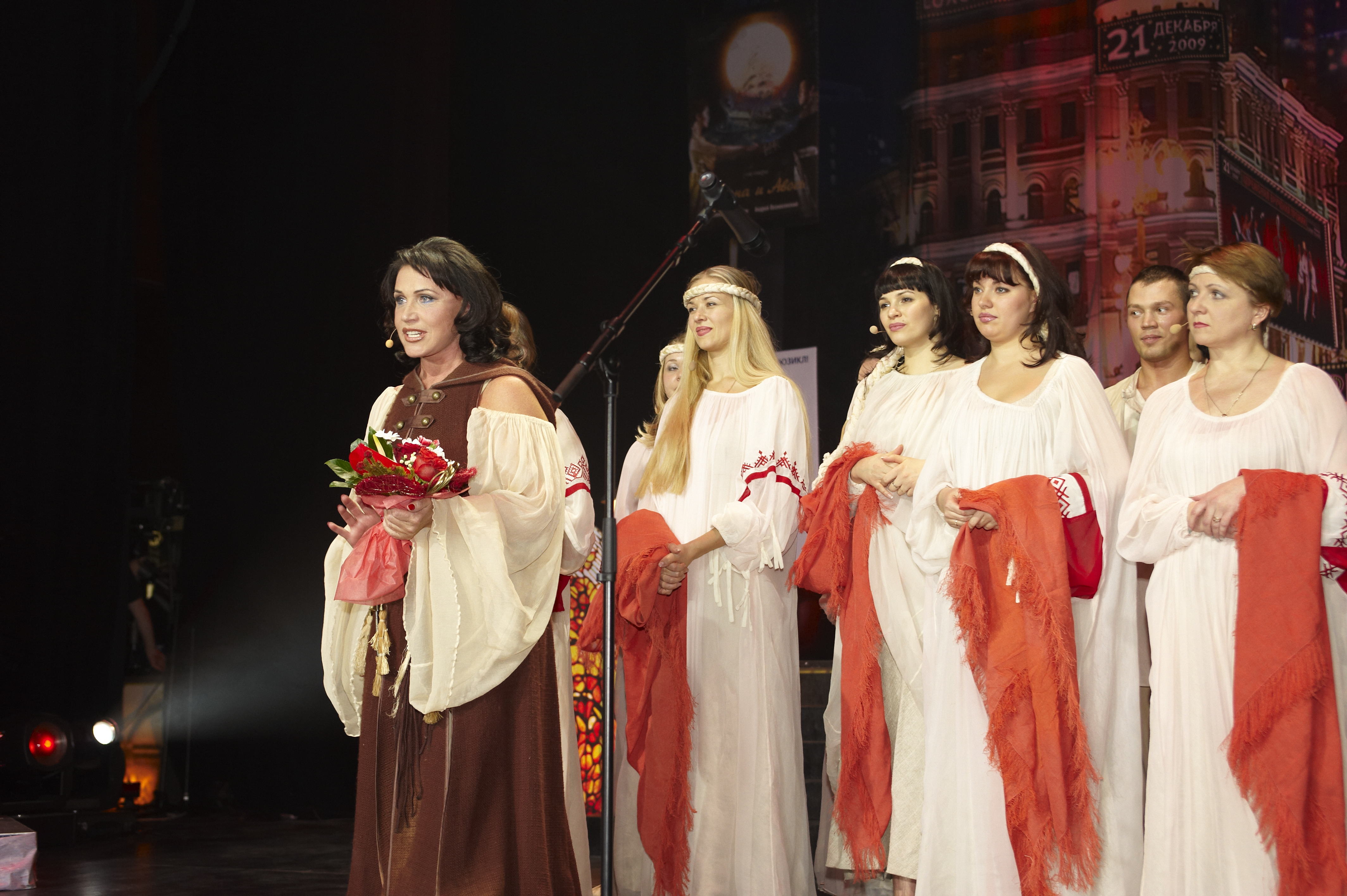
Надежда Бабкина
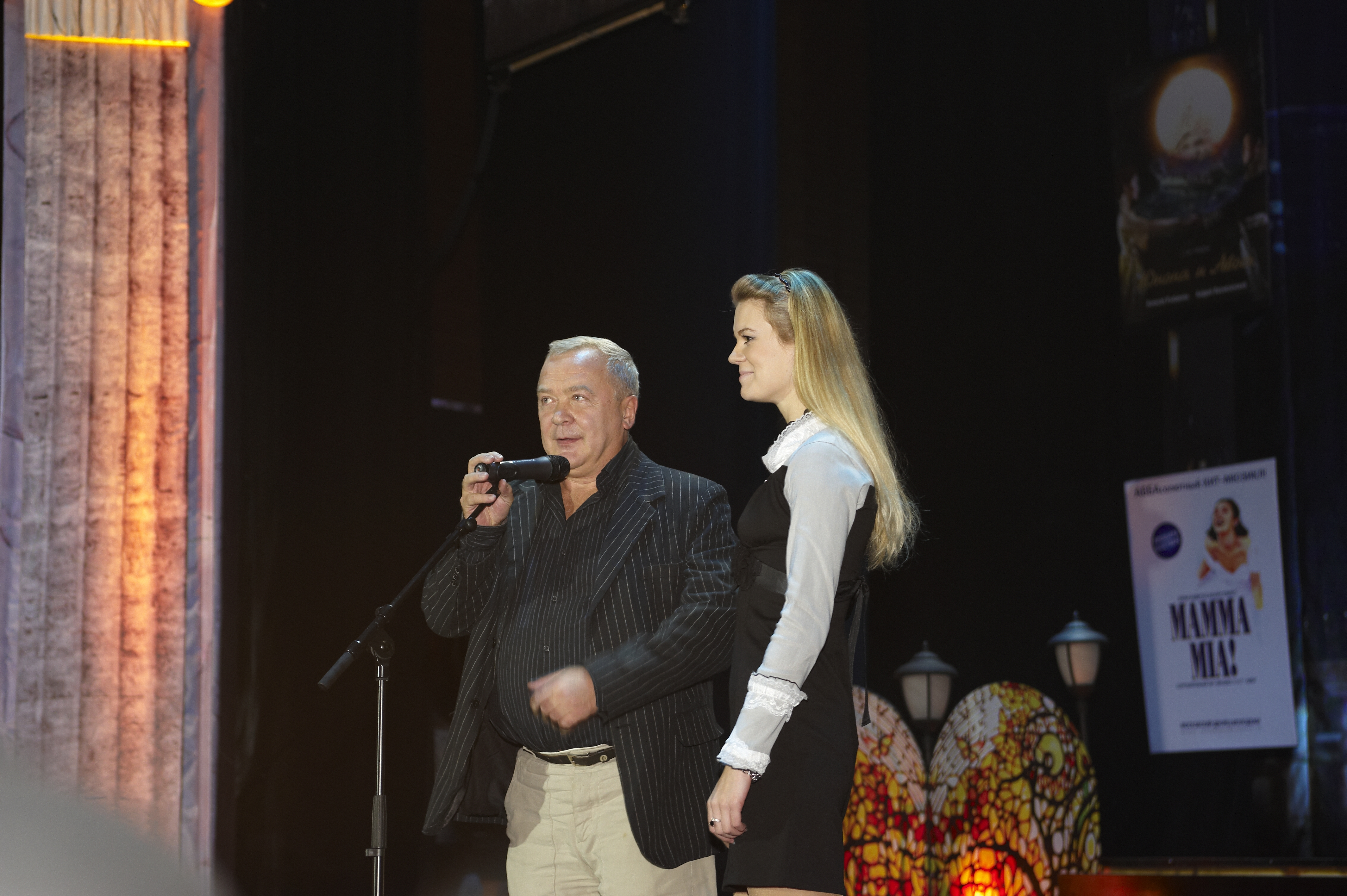
Сергей Проханов

### 2010
Летом 2010 года «Музыкальное сердце театра» организовало в Москве гастроли Новосибирского театра «Глобус» с мюзиклом «Вестсайдская история» — 8-кратным номинантом и 2-кратным лауреатом Национальной премии.

### 2011
13 апреля 2011 года в Синем зале СТД РФ по инициативе премии и фестиваля «Музыкальное сердце театра» и поддержке кабинета музыкальных театров СТД РФ прошёл Круглый стол «Пути развития мюзикла в России», посвящённый состоянию отрасли современного музыкального спектакля в России. Участниками Круглого стола стали ведущие композиторы, режиссёры, продюсеры, артисты музыкального театра, чиновники, представители медиа-сообщества.
А 4 сентября 2011 года Национальная премия и фестиваль «Музыкальное сердце театра» при поддержке Департамента культуры Москвы впервые в рамках празднования Дня города представила два уникальных мероприятия — концерт звёзд мюзиклов «В лучах софитов» на Театральной площади и 4-часовой театральный марафон «Подарки Мельпомены» в Камергерском переулке.

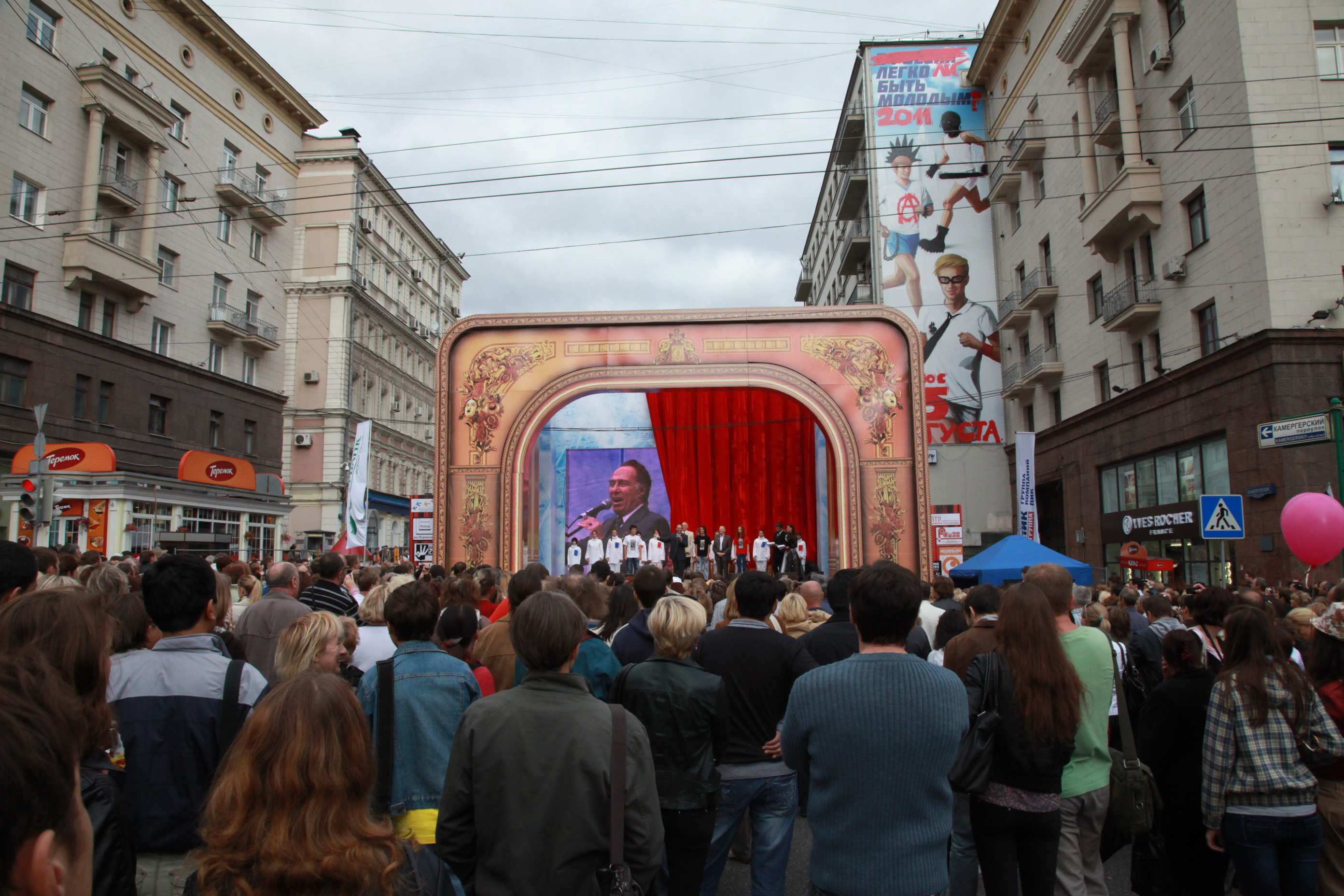
Театральный марафон «Подарки Мельпомены» в Камергерском переулке, 2011
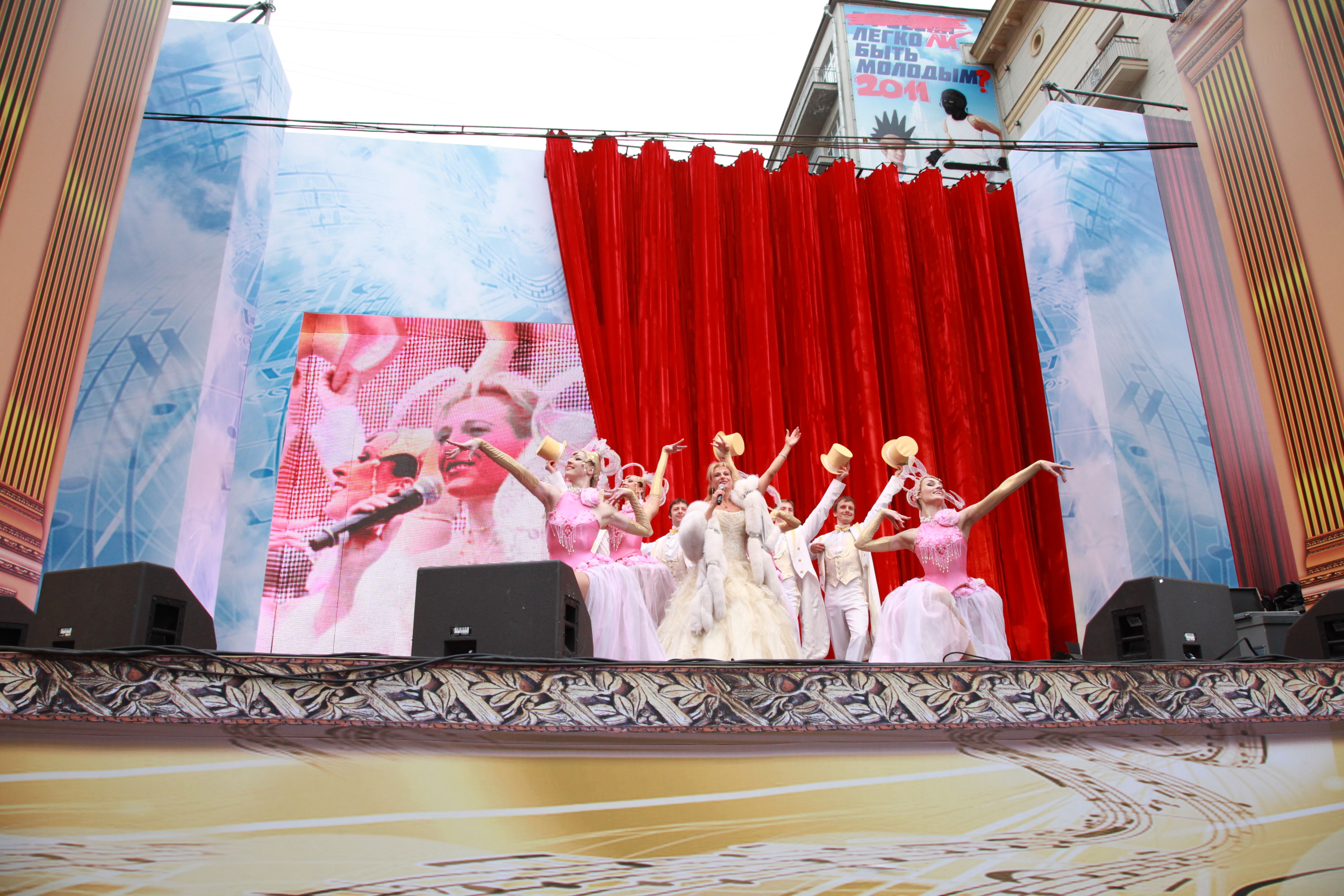
Выступление Театра "Московская оперетта"
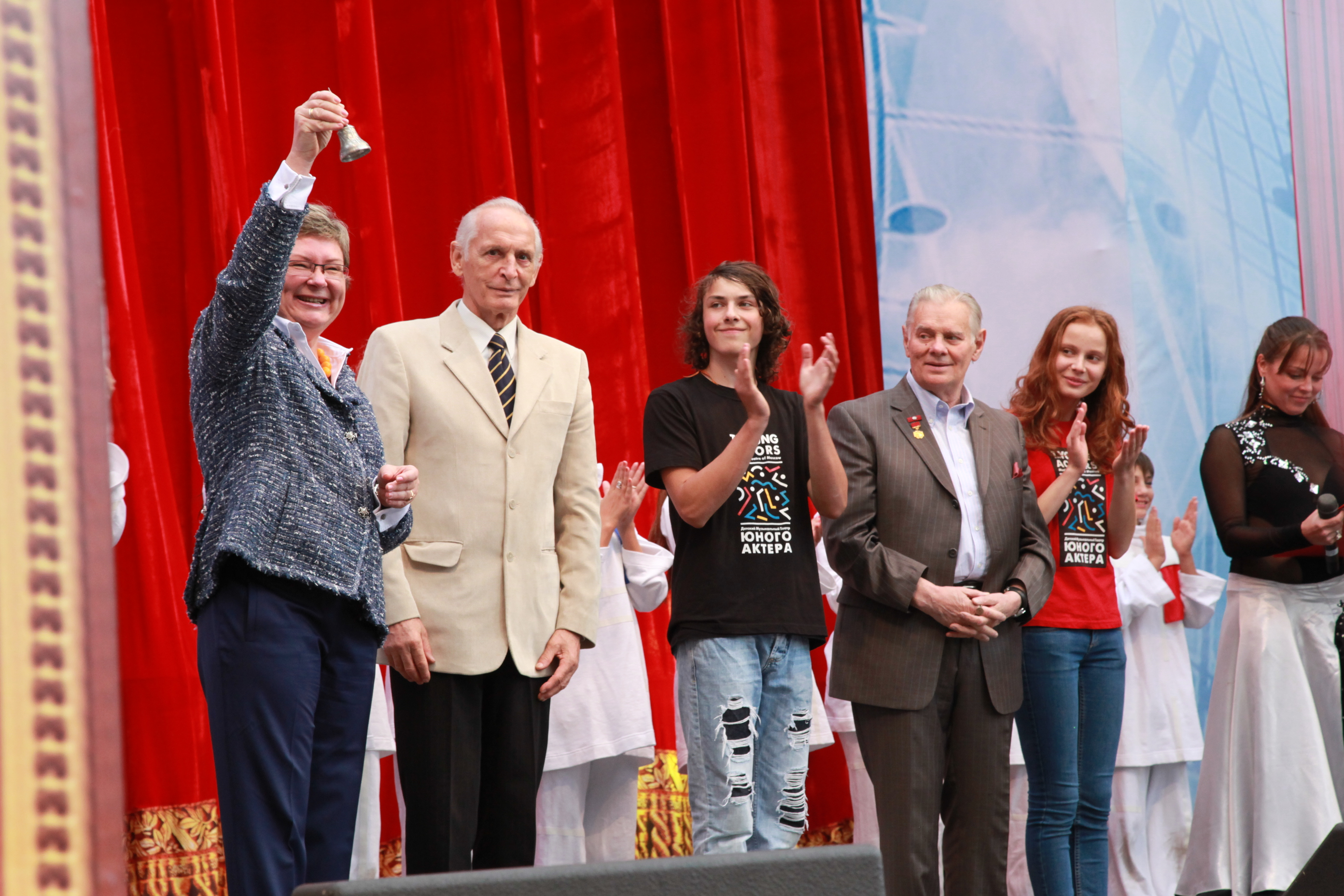
Василий Лановой и Владимир Андреев на театральном марафоне «Подарки Мельпомены»
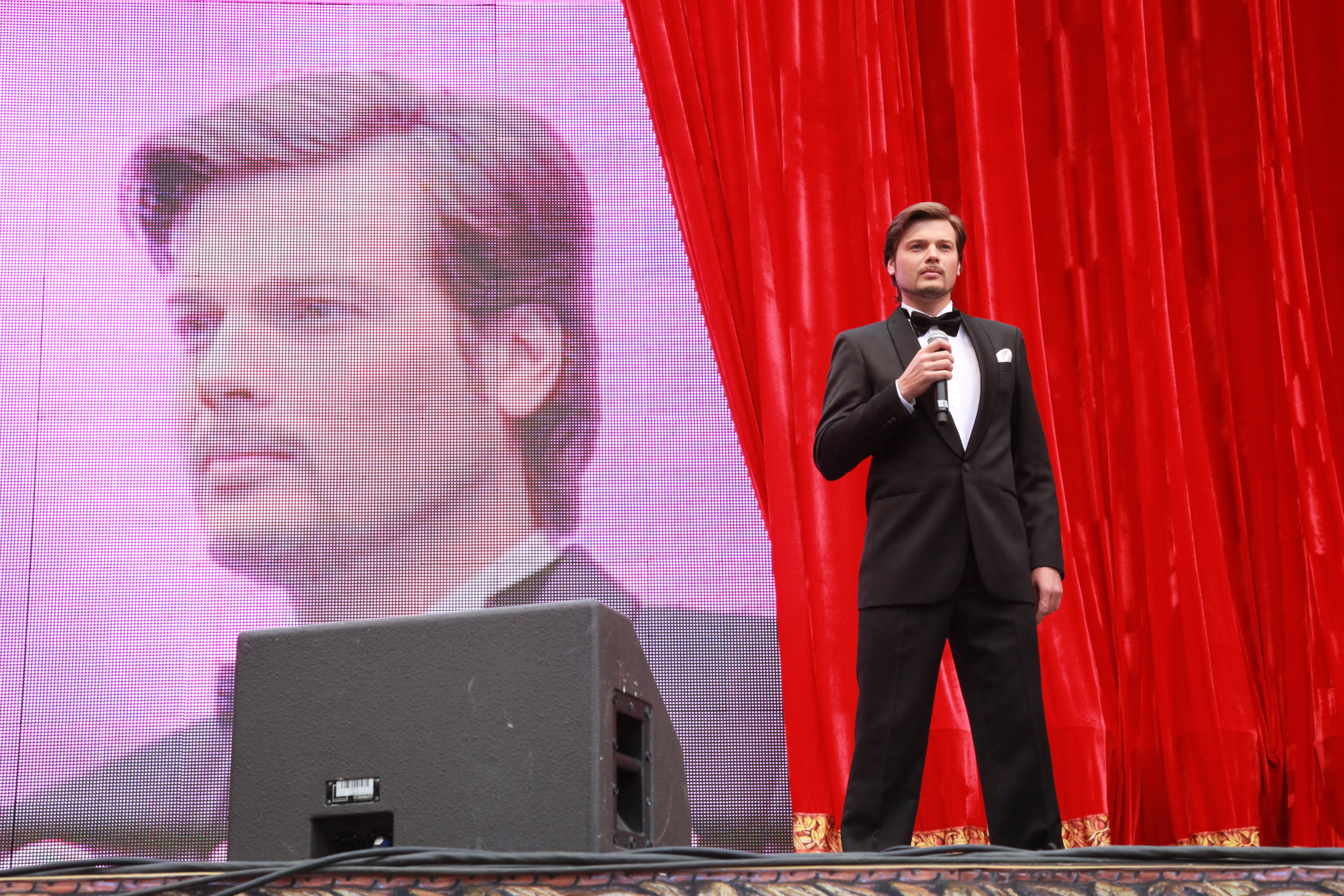
Выступление Максима Катырева
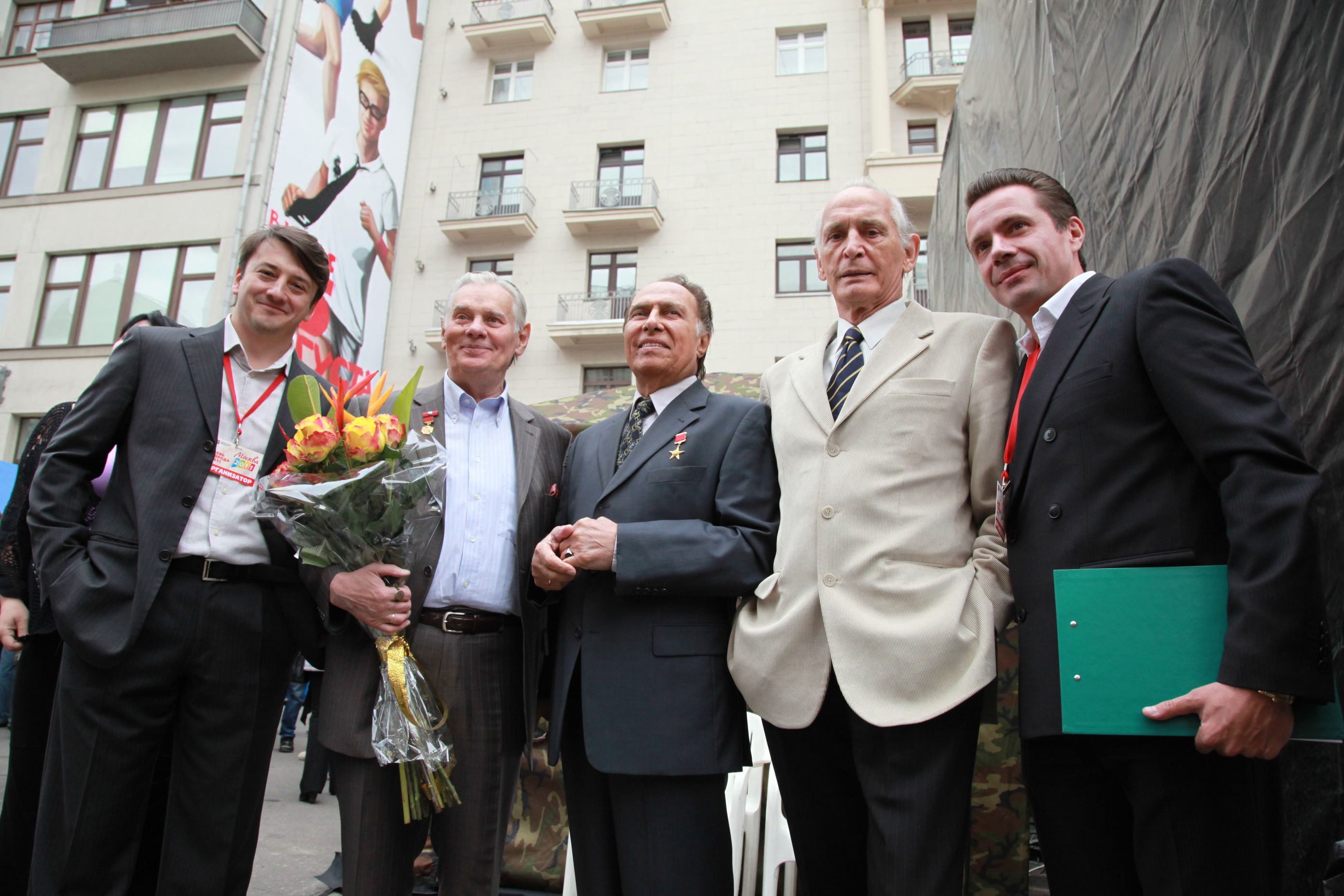
Дмитрий Калантаров, Владимир Андреев, Николай Сличенко и Василий Лановой в Камергерском переулке, 2011

### 2012
10 декабря 2012 года на сцене московского театра «Новая опера» при поддержке Правительства Москвы состоялась торжественная церемония вручения премии «Музыкальное сердце театра» — 2012. Победителей определило жюри, в состав которого вошли известные актёры, композиторы, сценаристы и режиссёры: Ирина Апексимова, Юлий Гусман, Алексей Кортнев, Юрий Ряшенцев и др.

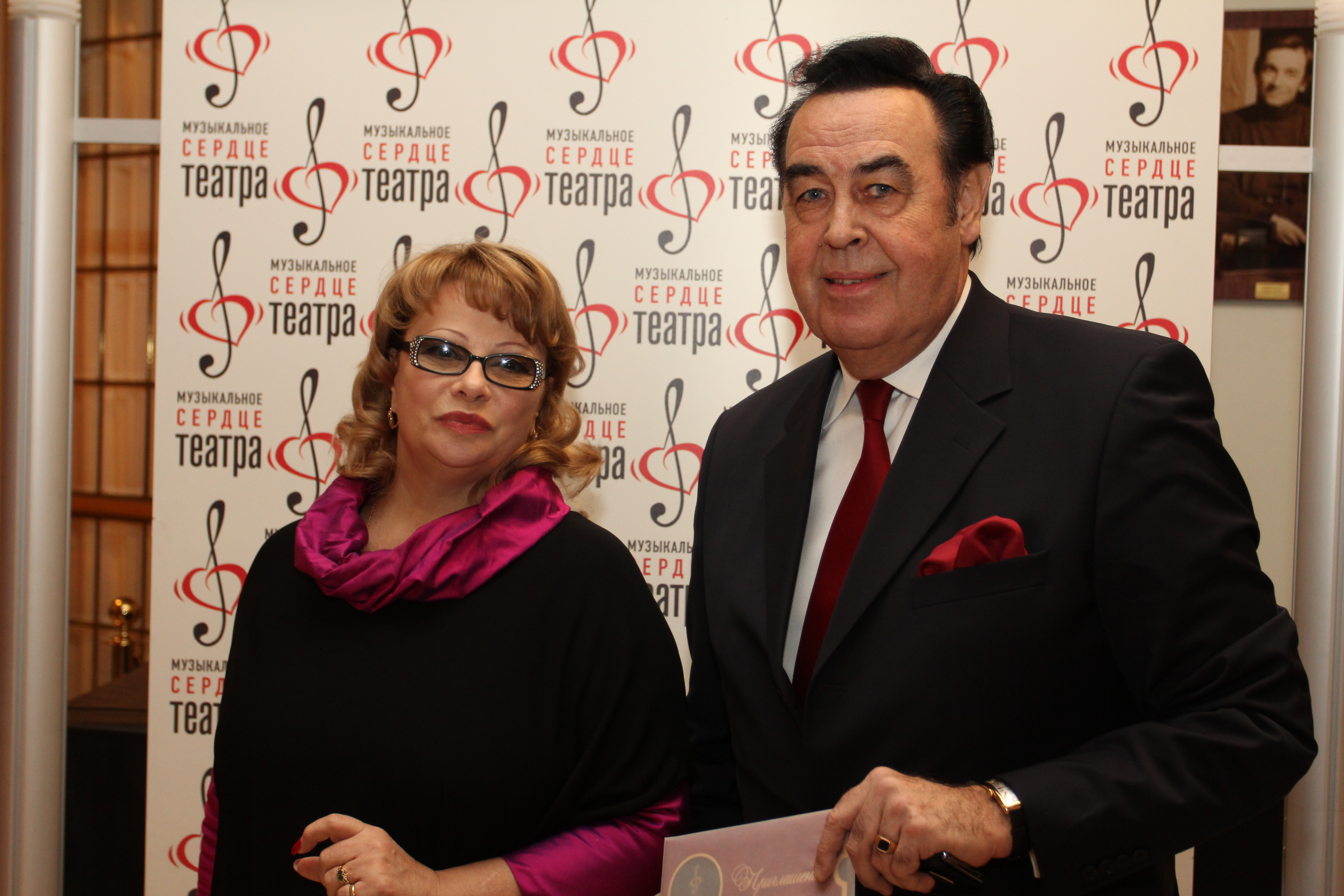
Светлана Варгузова и Юрий Веденеев
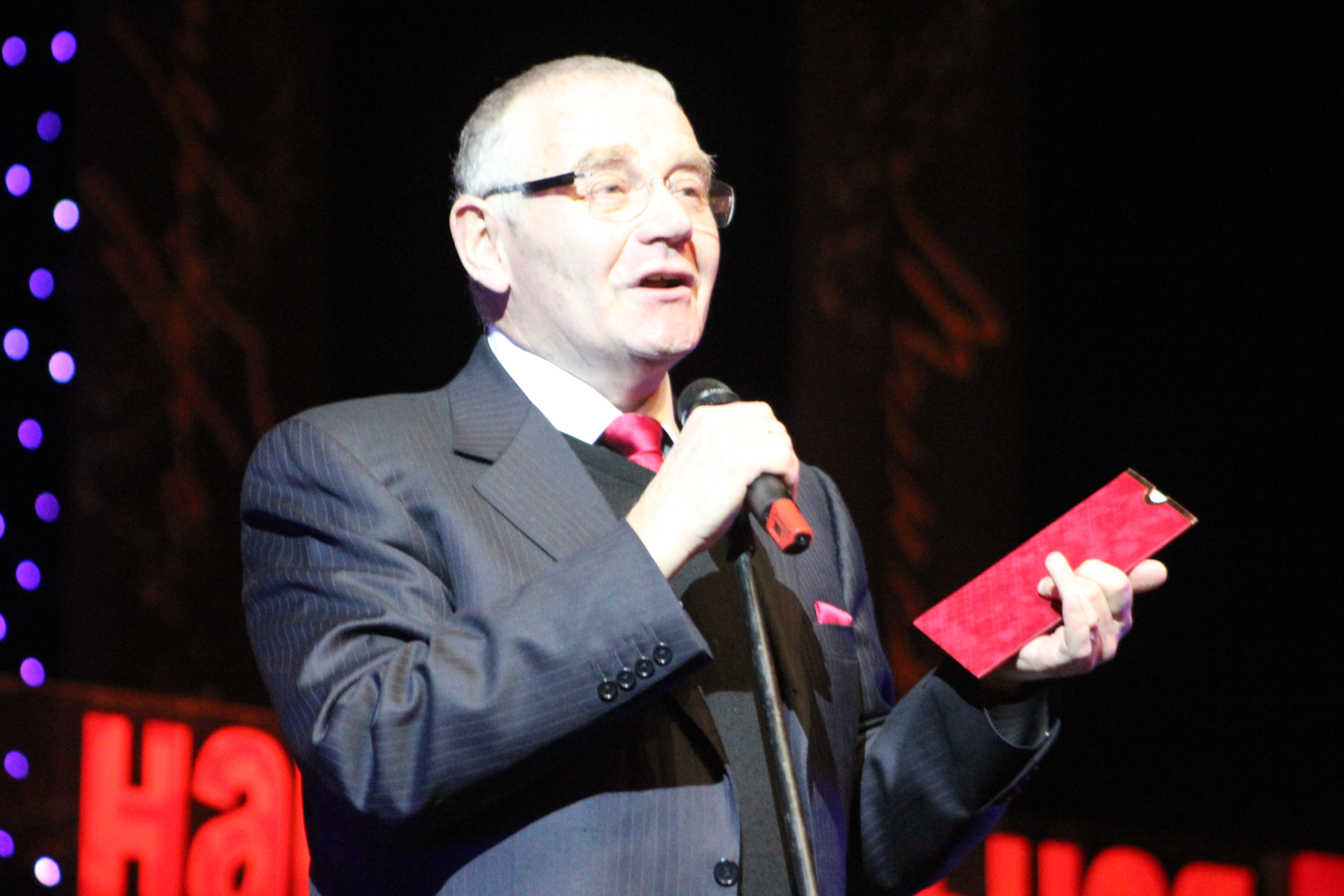
Александр Журбин
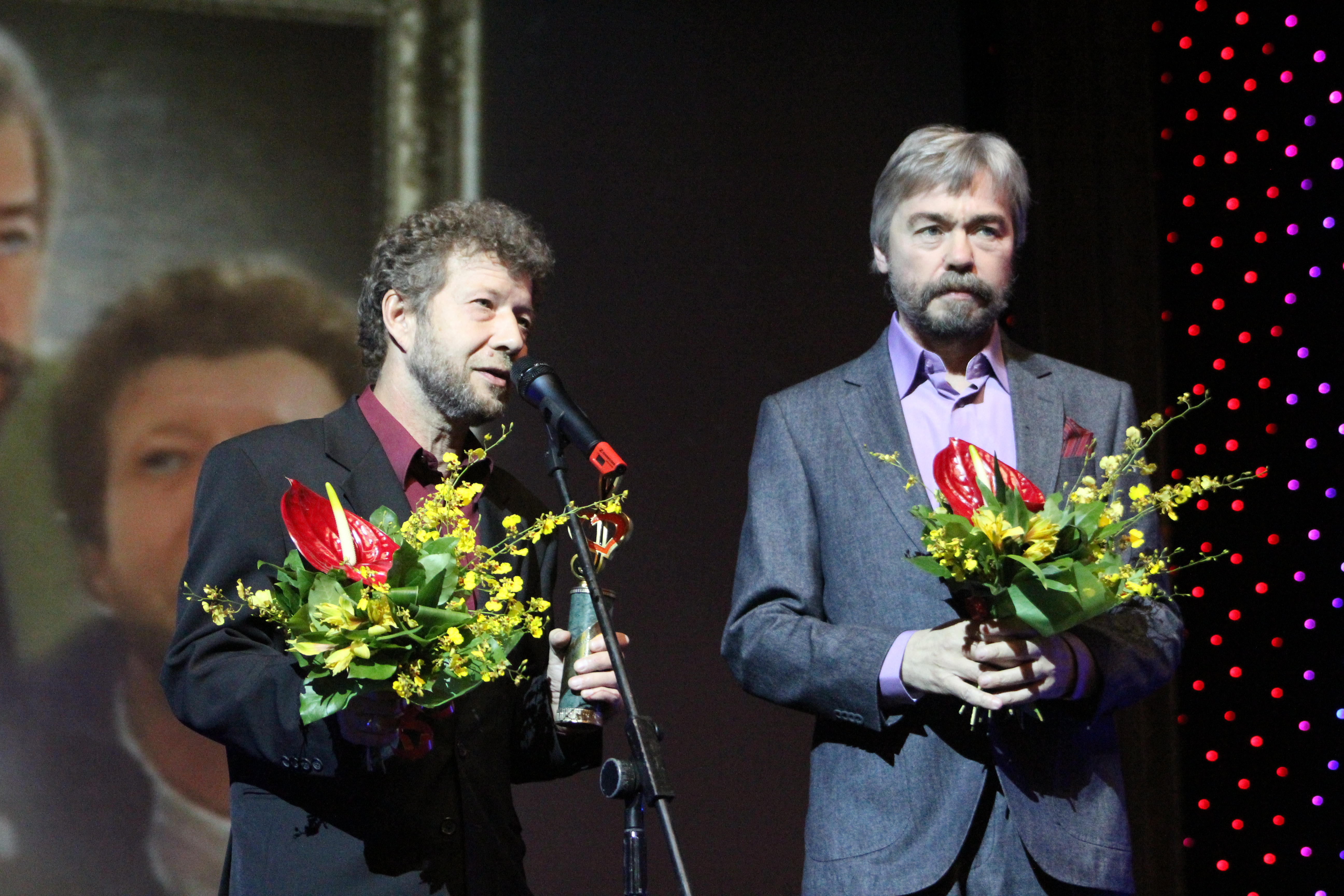
Андрей Усачёв и Михаил Бартенев
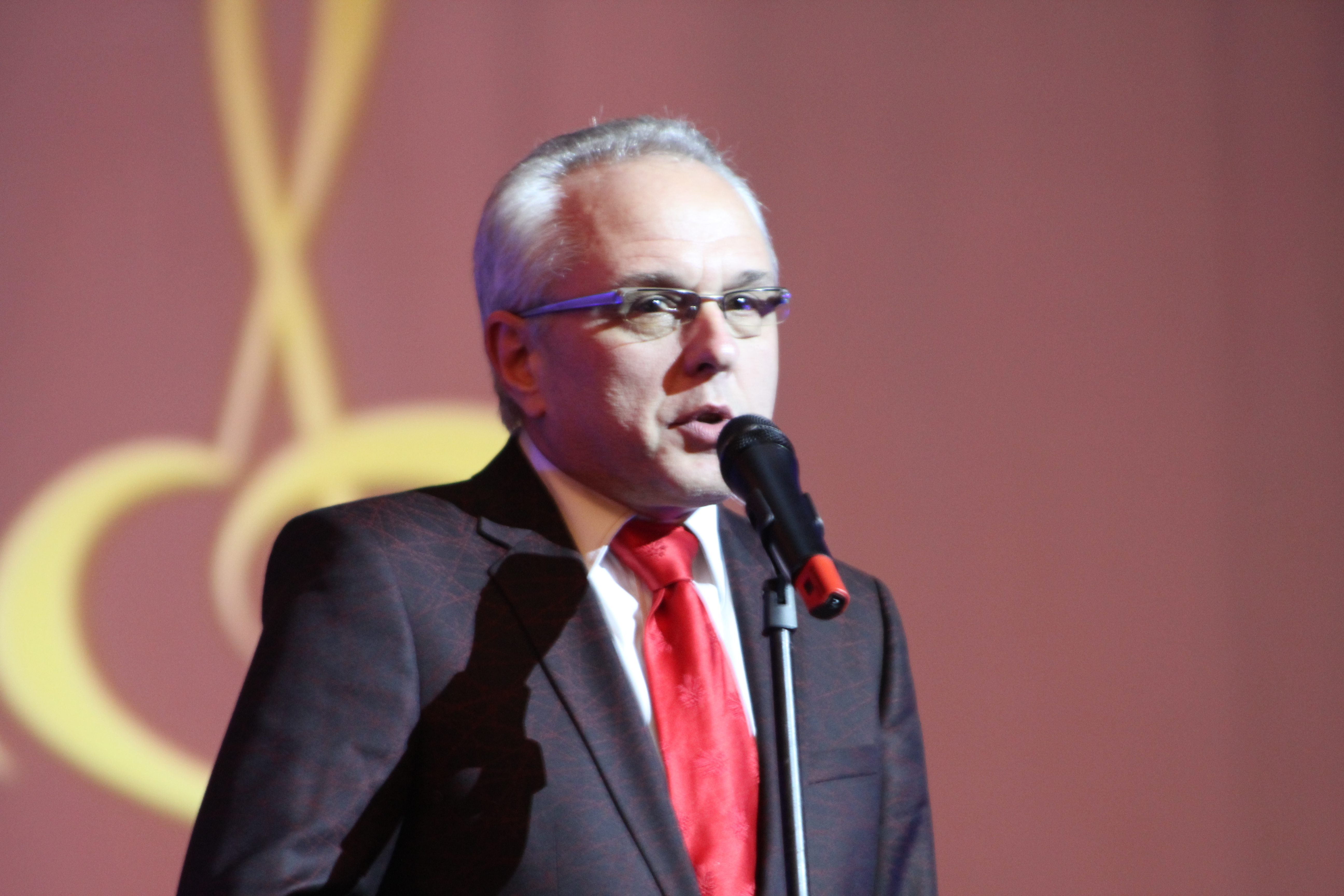
Ким Брейтбург
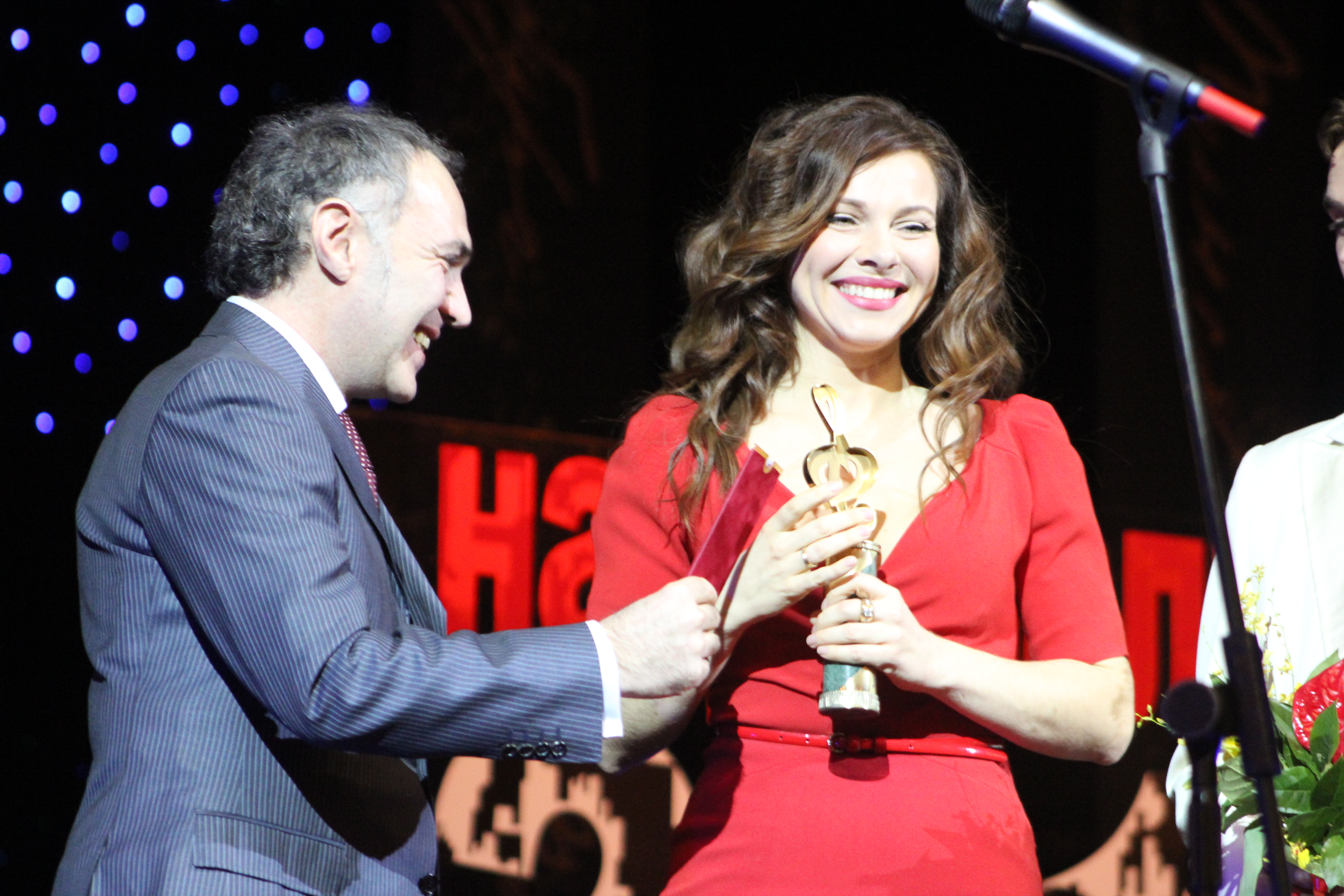
Карен Кавалерян и Екатерина Гусева
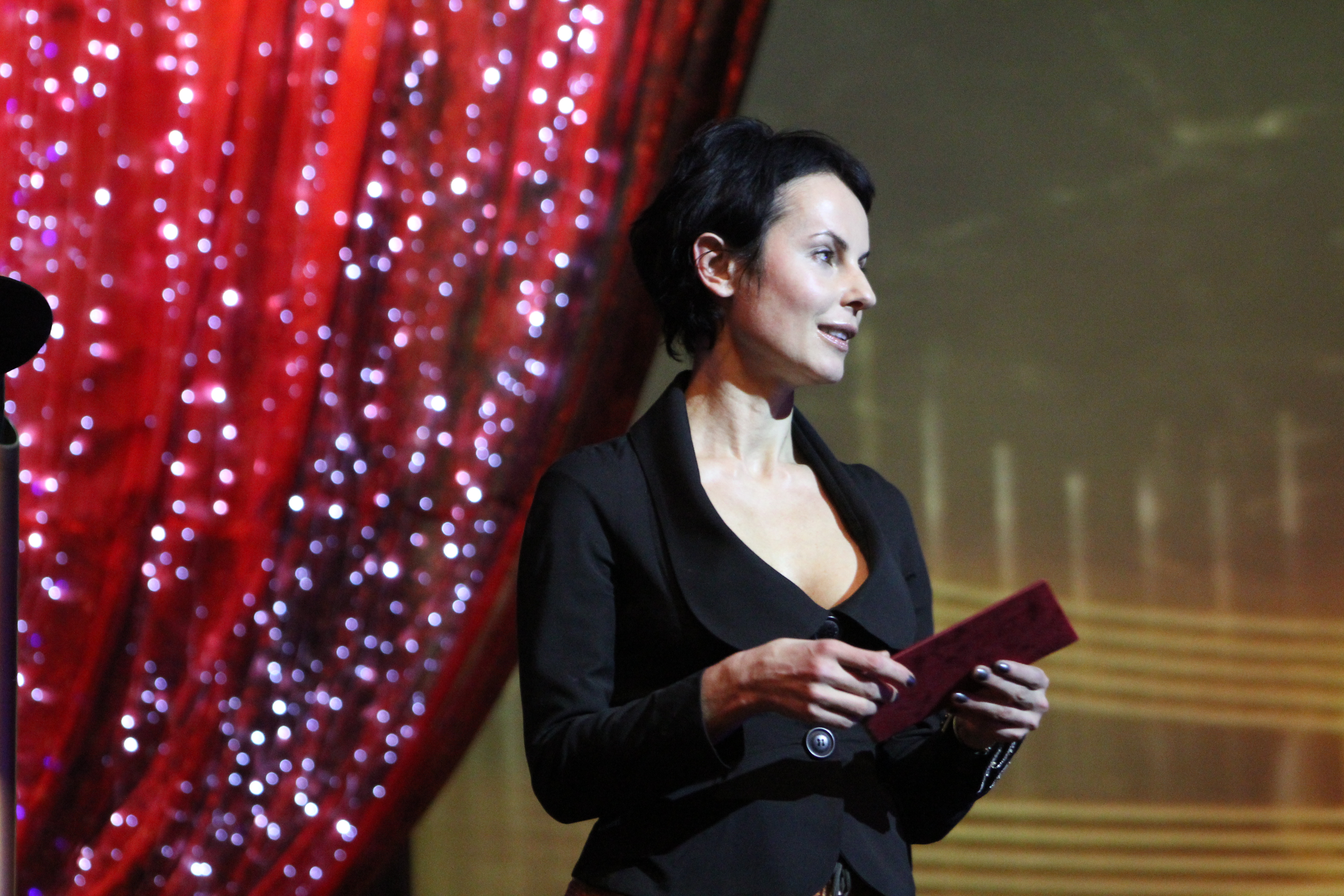
Ирина Апексимова
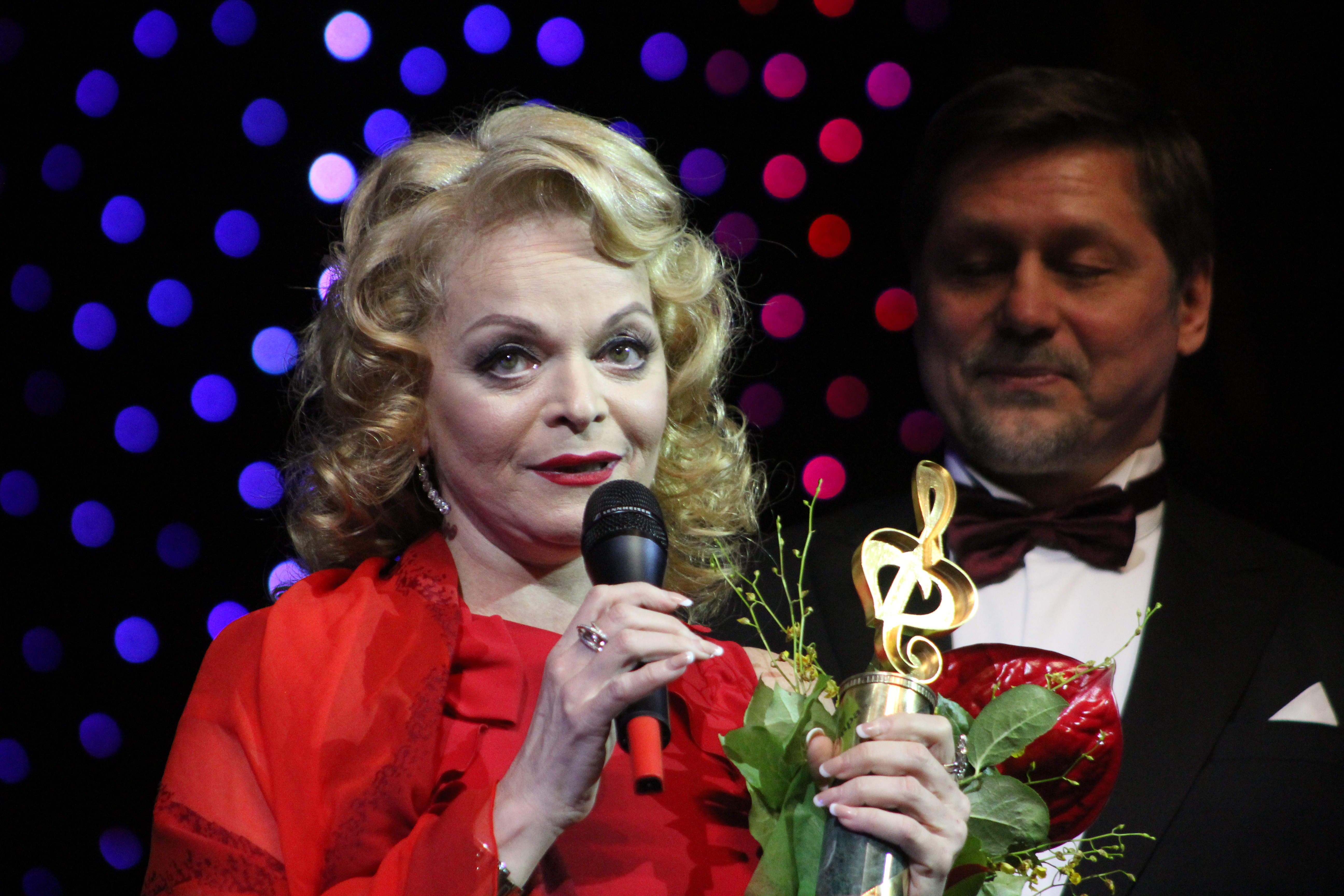
Лариса Долина
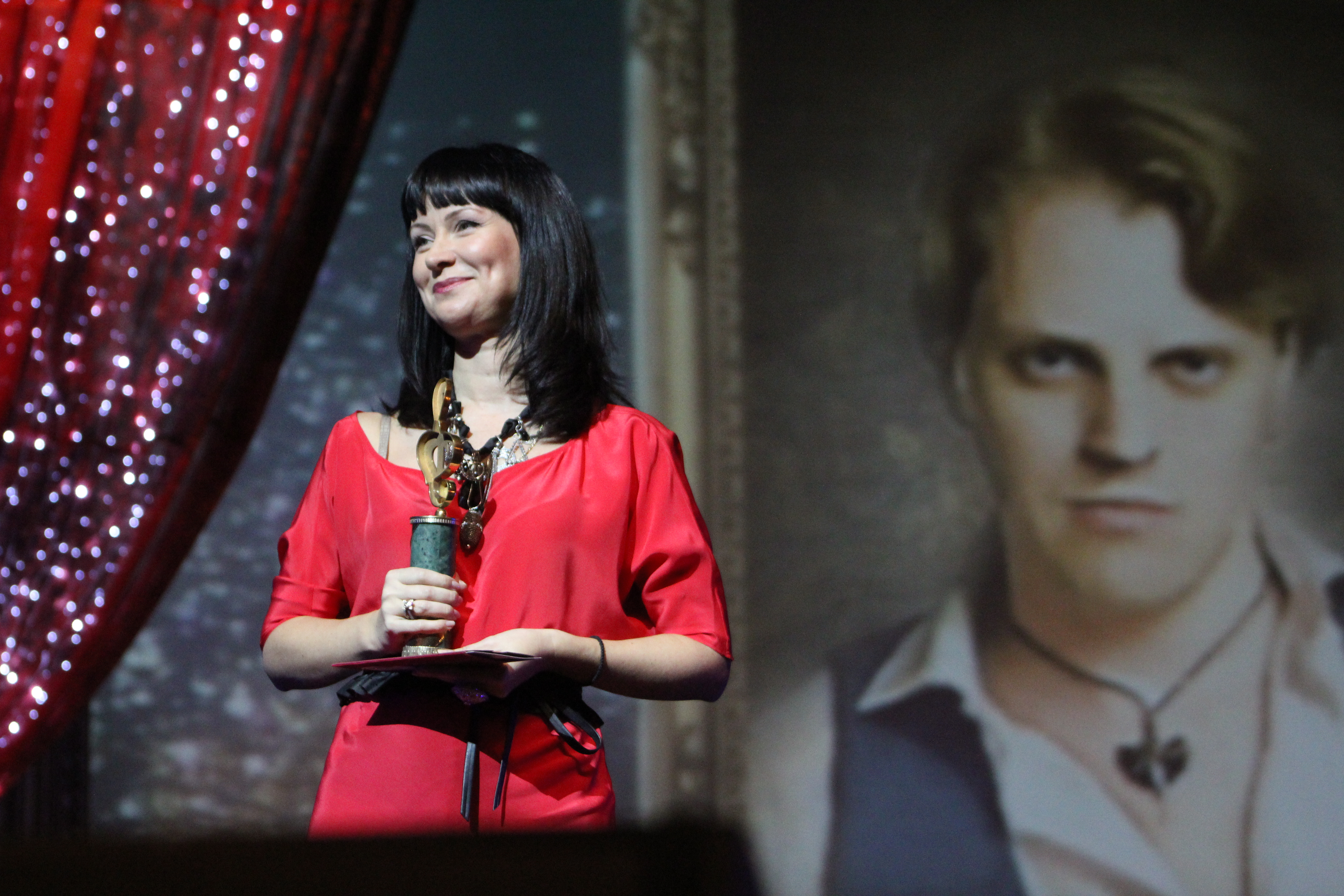
Нонна Гришаева
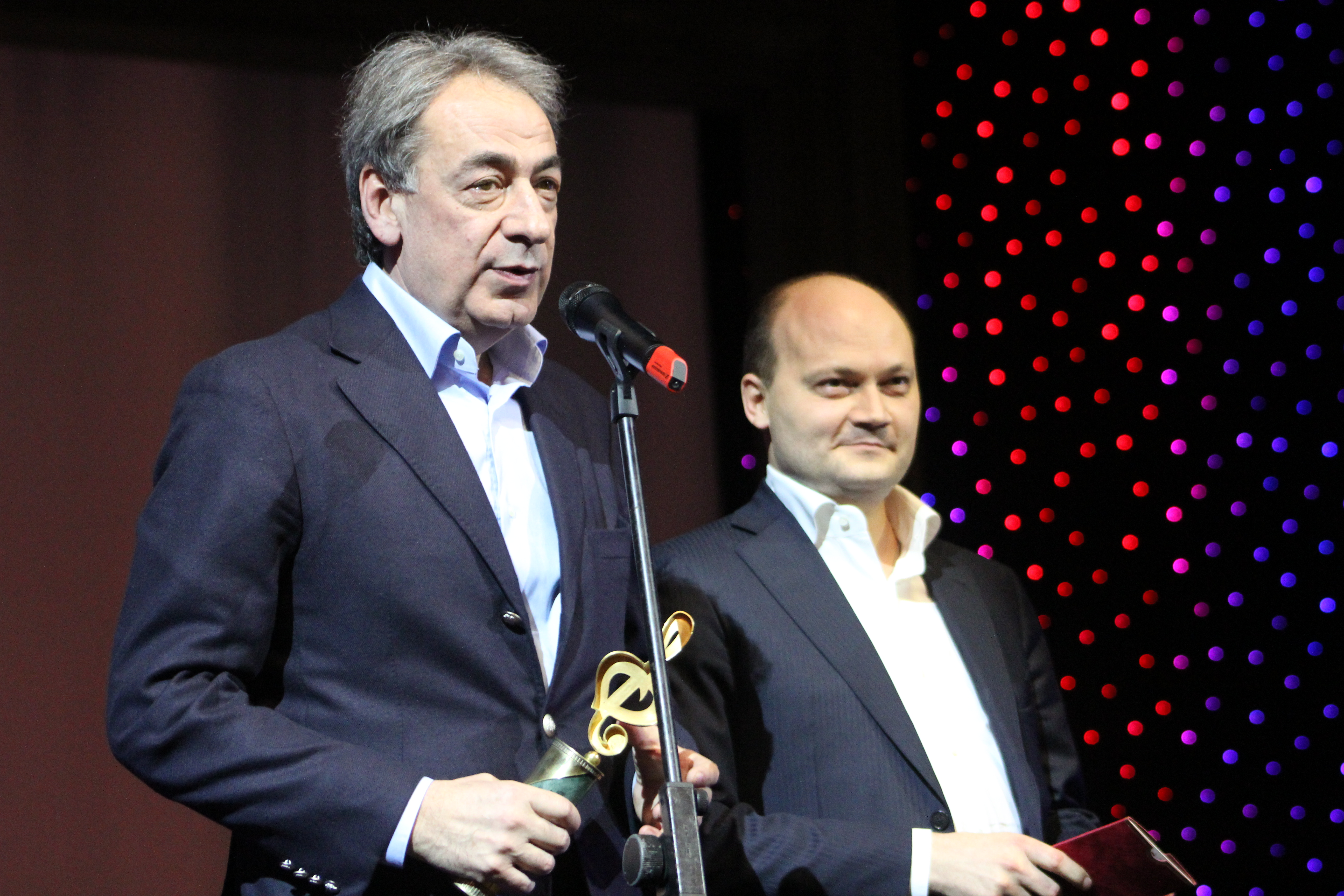
Владимир Тартаковский и Алексей Болонин
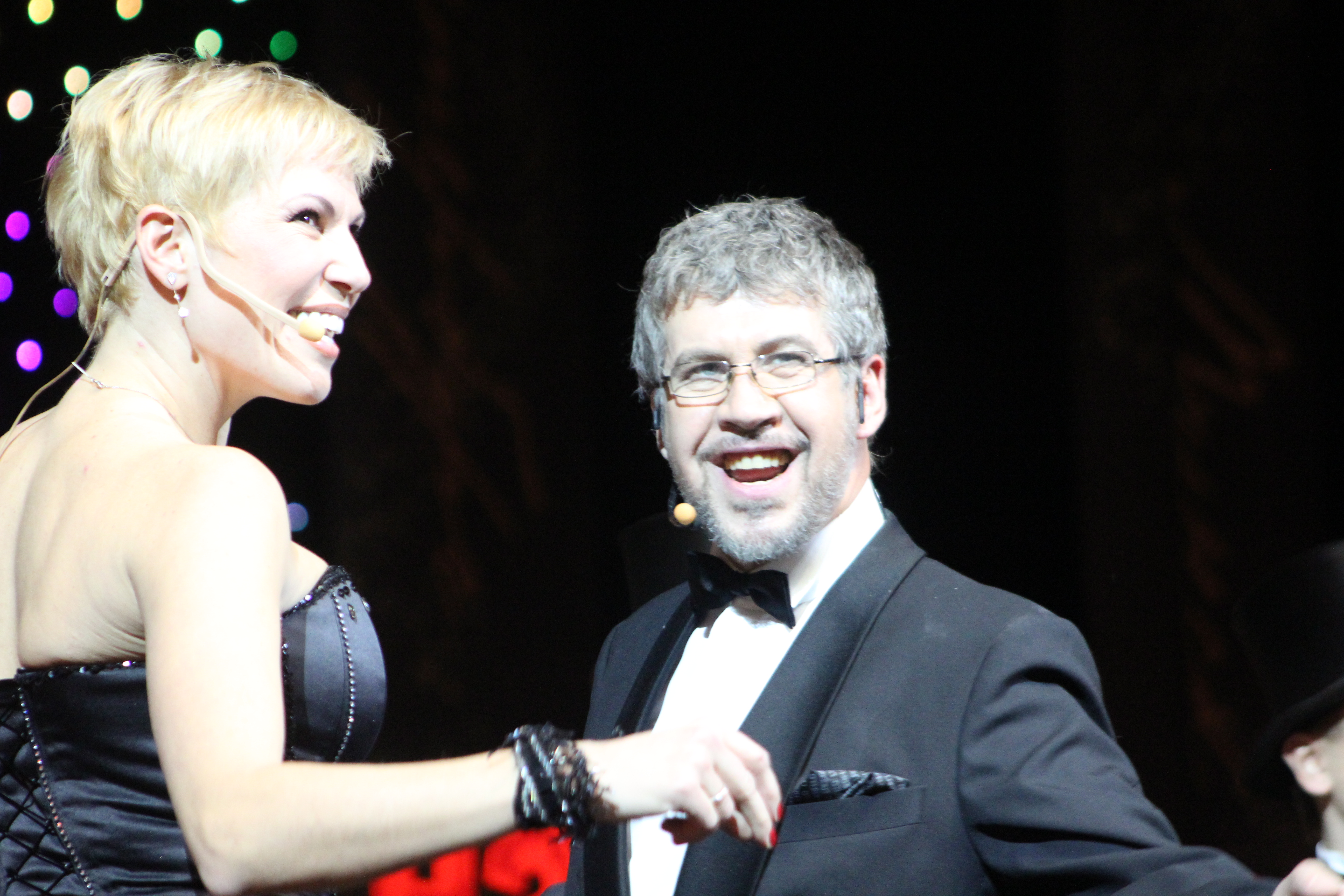
Лика Рулла и Валерий Ярёменко

### 2021
Премия и фестиваль «Музыкальное сердце театра» прошли в Новосибирске с 1 по 11 октября. В течение 10 дней на сценах Новосибирского академического молодежного театра «Глобус» и Новосибирского музыкального театра зрители смогут увидеть лучшие постановки, представленные на конкурс театрами страны. Номинантами стали государственные и независимые театры из Москвы, Санкт-Петербурга, Новосибирска, Северска, Барнаула, Кемерова, Уфы, Перми, Орла.
11 октября в Новосибирском Академическом Театре Оперы и Балета состоялась торжественная церемония вручения премии «Музыкальное сердце театра» под руководством народного артиста РФ, композитора Максима Дунаевского. Национальный фестиваль и вручение премии прошли при поддержке Президентского фонда культурных инициатив, Министерства культуры Российской Федерации, Министерства культуры Новосибирской области и федеральной программы «Большие гастроли».
Гостями и участниками церемонии награждения стали Максим Дунаевский, Алексей Франдетти, Анастасия Стоцкая, Лика Рулла, Сергей Ли, Александр Пантыкин, Илья Викторов, Дмитрий Юровский, Айрат Тухватуллин, Юрий Антизерский, Герард Васильев, Иван Ожогин, Теона Дольникова, Гедиминас Таранда. В музыкальных номерах приняли участие артисты ведущих российских мюзиклов в сопровождении оркестра под управлением Евгения Загота. В онлайн-формате к церемонии присоединялись Михаил Швыдкой, Эдуард Артемьев, а также министр культуры Российской Федерации Ольга Любимова и генеральный директор Фонда президентских инициатив Роман Карманов.
Также в рамках фестиваля работала творческая лаборатория музыкального театра, в которой приняли участие 10 авторско-постановочных команд. Параллельно с работой над эскизами спектаклей члены команд участвовали в мастер-классах мэтров музыкального театра: композитора Евгения Загота, режиссера Алексея Франдетти, хореографа Светланы Хорунжиной, композитора Александра Пантыкина, сценариста Сергея Плотова. 11 октября были представлены лучшие спектакли, авторы которых получили возможность воплотить свои идеи в жизнь на сценах российских театров.
По мнению генерального директора проекта «Музыкальное сердце театра» Дмитрия Калантарова, особенно важно было возродить фестиваль и премию именно в 2021 году. “Пандемия наложила серьезный отпечаток на всю театральную отрасль. В первую очередь страдают именно музыкальные спектакли, как самые технологичные и затратные. Наблюдается значительное падение зрительской активности, на восстановление которой может уйти не один сезон. Фестиваль и премия поспособствуют обретению уверенности в завтрашнем дне, которая сейчас так нужна авторам, постановщикам, исполнителям. А также вновь привлекут интерес широкой аудитории к музыкальному театру, позволив зрителям оценить лучшие образцы современных спектаклей”.

### 2022
С 18 по 28 ноября 2022 года в Екатеринбурге при поддержке Президентского фонда культурных инициатив и Министерства культуры РФ прошли показы номинированных спектаклей, лаборатория по работе с новыми произведениями для музыкального театра, спецпроект и церемония вручения премии.
На конкурс было подано 68 заявок от репертуарных театров и независимых коллективов России, созданных в период двух последних сезонов: 2020–2021 и 2021–2022 с премьерной датой до 15 июня 2022 года. Впервые работы оценивались по многоступенчатой системе. Первый этап отбора – формирование лонг-листа осуществлялся со 2 апреля по 30 июня 2022 года Малым экспертным советом, сформированным из числа профессиональных театральных критиков и экспертов.
Большой экспертный совет, дополненный членами Академии современного музыкального театра, сформировал шорт-лист Премии и определил частные номинации к 31 июля. В состав Академии входят более 100 выдающихся авторов, постановщиков, руководителей театров и других мастеров театральной сферы — представителей самых разных театральных цехов, а также представители СМИ, освещающие темы искусства, и преподавательский состав профильных ВУЗов. Последний этап отбора — определение академиками лауреатов Премии — прошёл с 16 сентября по 31 октября.
В программе спецпроекта фестиваля были представлены:
•	круглый стол «Театр для детей и театр, где играют дети»;
•	мастер-класс для детей и подростков «Применение основных методов системы Станиславского К.С. в работе с начинающими актёрами», который провёл художественный руководитель Детского музыкального театра юного актёра (ДМТЮА), заслуженный артист РФ Александр Фёдоров;
•	показы постановки режиссёра и педагога Светланы Горшковой, в которых заняты профессиональные артисты столичных театров и юные актёры от 7 до 17 лет: спектакль-урок «Юная любовь в пяти театральных измерениях» и документальный спектакль «Война глазами детей».
Фестивальная программа открылась приветственным словом министра культуры РФ Ольги Любимовой.
Лаборатория прошла на площадках Свердловской государственной детской филармонии. Всего было подано 89 заявок, из которых были отобраны 10 произведений и сформированы авторско-постановочные команды.
Кураторы лаборатории — «дедушка уральского рока», композитор, заслуженный деятель искусств РФ Александр Пантыкин и режиссёр-наставник – Александр Рыхлов.
В рамках лаборатории состоялись мастер-классы: «Роль движения в драматургии музыкального спектакля» (хореограф Наталья Терехова); «Мюзикл: искусство и коммерция» (композитор, заслуженный деятель искусств РФ Ким Брейтбург и музыкальный руководитель, доцент кафедры эстрадно-джазового пения РАМ им. Гнесиных Валерия Брейтбург); «Режиссура, как искусство создания новых миров» (режиссер  Виктор Крамер); «О проблемах создания либретто музыкального спектакля» (поэт, драматург, заслуженный деятель искусств РФ, лауреат премии «Музыкальное сердце театра» Михаил Бартенев).

Для руководителей театров и независимых продюсеров состоялась кейс-сессия под руководством начальника отдела перспективного планирования и специальных проектов Большого театра Ирины Черномуровой «Копродукция в музыкальном театре», где были разобраны примеры творческого сотрудничества Большого театра, МАМТа Станиславского и Немировича-Данченко с ведущими мировыми театрами.

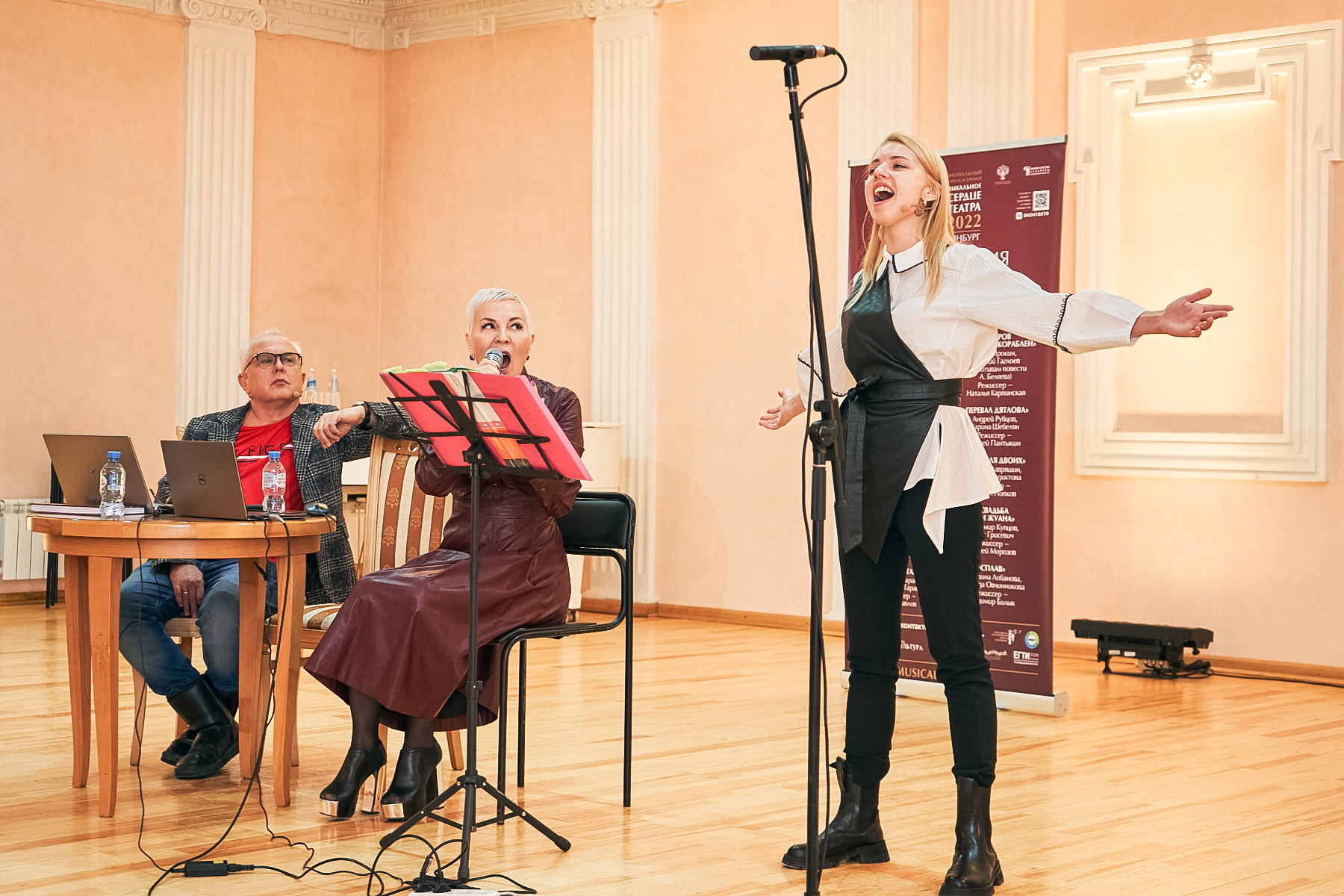
Мастер-класс Кима и Валерии Брейтбургов

Церемония
Церемония вручения премии «Музыкальное сердце театра» состоялась 28 ноября 2022 года в Екатеринбурге, на площадке концерт-холла Teatro Veneziano. Лауреатами премии стали представители театров из Новосибирска, Кемерова, Тюмени, Краснодара, Москвы и Санкт-Петербурга.
Праздничный вечер напоминал семейное уральское застолье: вместо обычного зрительного зала гости расположились за большим общим столом, а победители «варили уральскую кашу» в символическом котле.
«Екатеринбург не просто красив — он по-настоящему театральный город. Это подтвердил наш фестиваль: каждый спектакль собирал полные залы, а значит, наш с вами любимый жанр растет, развивается и процветает» – отметил президент фестиваля, композитор Максим Дунаевский.

Ведущим церемонии стал неподражаемый Александр Олешко. На сцене появлялись известные артисты: пианист и композитор Иван Бессонов, дуэт Дмитрия и Георгия Колдунов, актриса Нонна Гришаева и др.

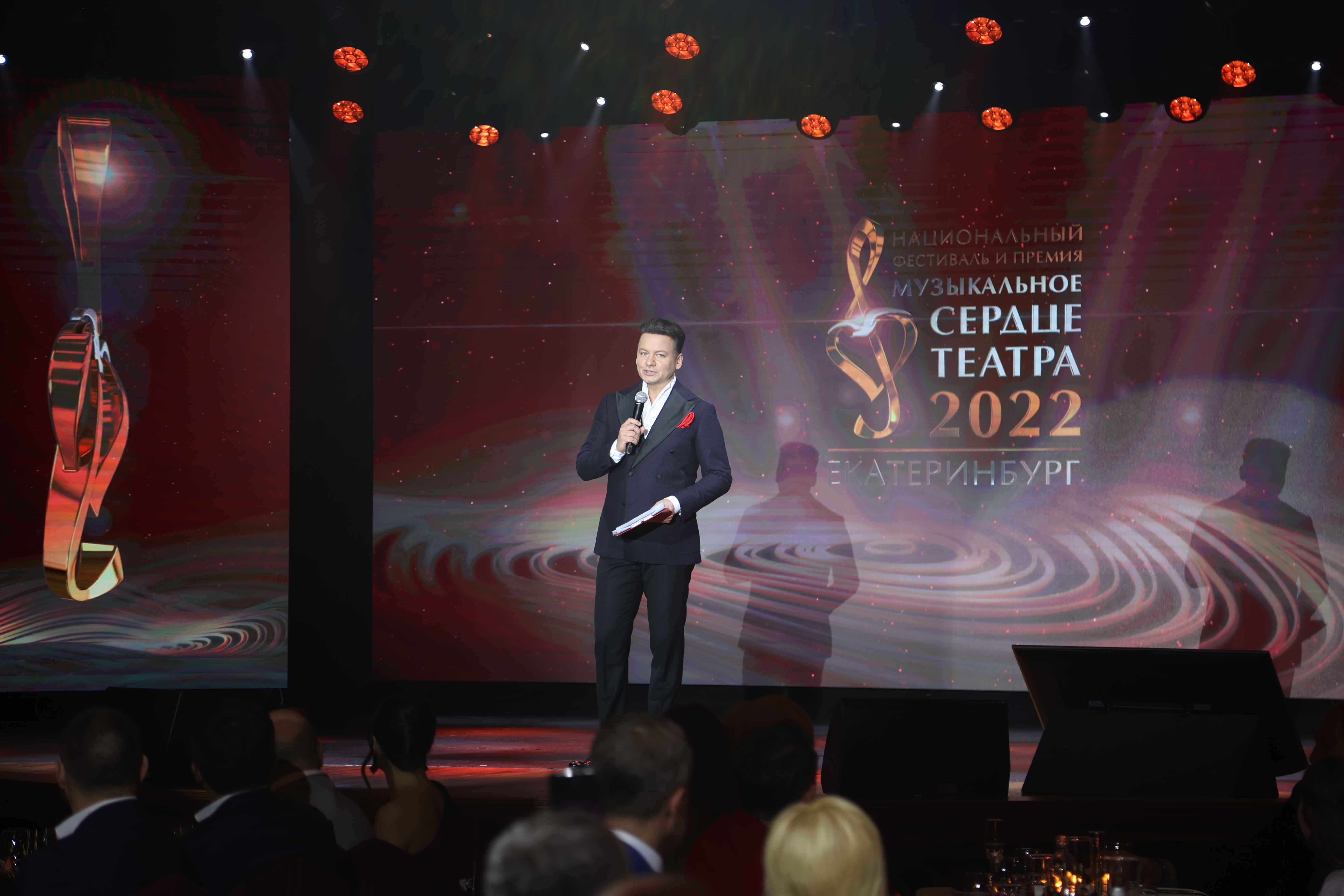
Александр Олешко — ведущий церемонии
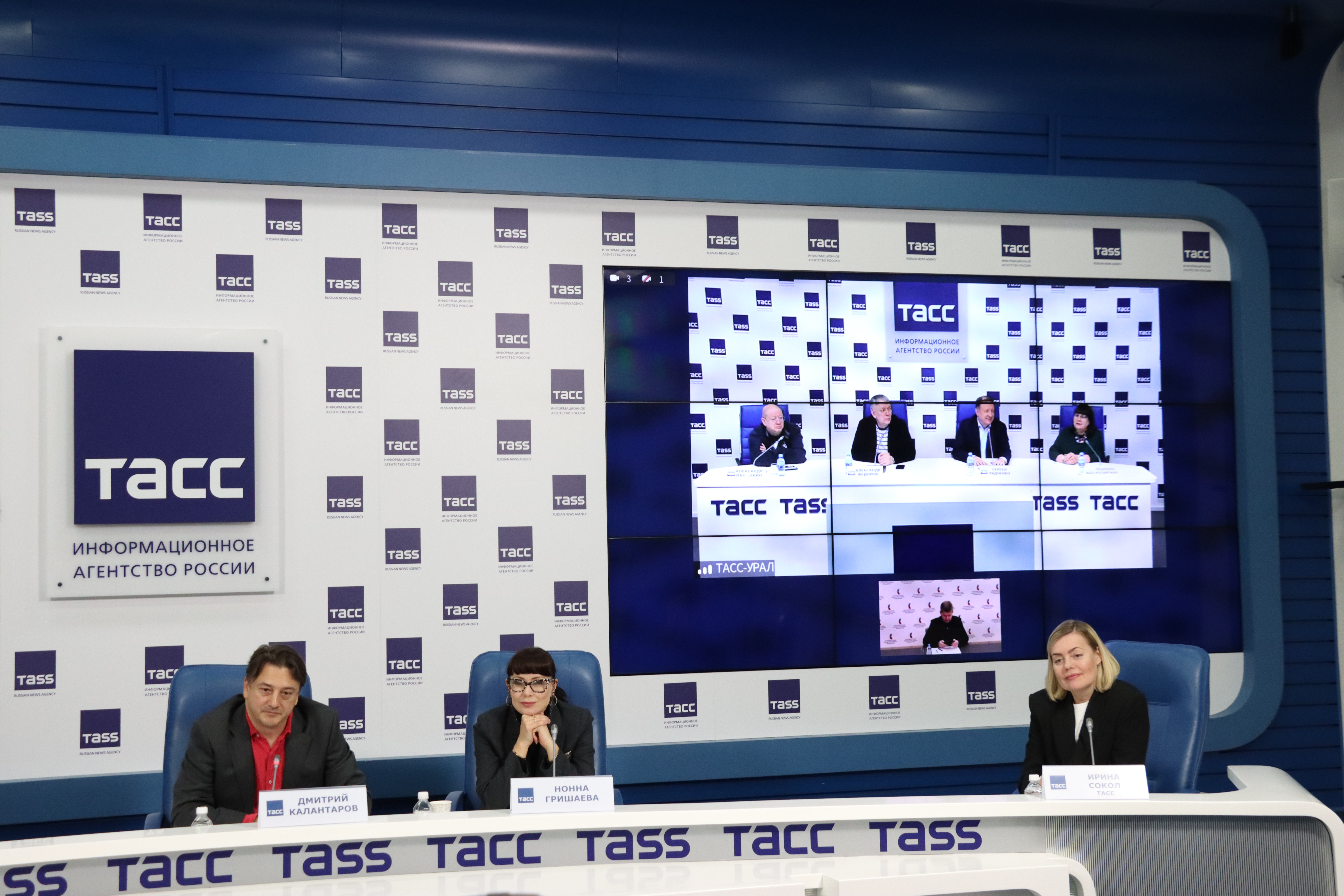
Пресс-конференция, посвящённая открытию фестиваля

Шорт-лист спектаклей
«Великий Гэтсби», Новосибирский музыкальный театр
«Дорогой мистер Смит», Государственный драматический театр «Приют комедианта» (Санкт-Петербург)
«Кабаре Терезин», ИП Шейнин (Москва)
«Летучий корабль», Орловский государственный театр для детей и молодежи «Свободное пространство»
«Путешествие Голубой Стрелы», Санкт-Петербургский государственный детский музыкальный театр «Карамболь»
«Путешествие муравьишки, или От рассвета до заката», Санкт-Петербургский государственный детский музыкальный театр «Зазеркалье»
«РОК», Музыкальный театр Кузбасса им. А. Боброва (Кемерово)
«Семейка Аддамс», Тюменский драматический театр
«Сирано де Бержерак», Театр мюзикла Свердловской государственной детской филармонии (Екатеринбург)
«Труффальдино», Краснодарский музыкальный театр (Творческое объединение «Премьера» им. Л. Гатова)
«24 часа из жизни женщины», Театр музыки и поэзии п/р Елены Камбуровой (Москва).

### 2023
С 10 по 19 ноября в Кузбассе (Кемерове, Новокузнецке и Прокопьевске) состоялись показы лучших российских музыкальных спектаклей, номинированных на соискание премии в 2023 году. На конкурс было подано 96 заявок от репертуарных театров и независимых коллективов России, созданных в период двух последних сезонов: 2021–2022 и 2022–2023. В лонг-лист по итогам отбора Малым экспертным советом вышли 24 спектакля. 21 спектакль, вошедший в шорт-лист и персональные номинанты на соискание премий, были объявлены на пресс-конференции в ТАСС 21.07.2023.
Участники фестивальной афиши в Кузбассе:
«А зори здесь тихие», Омский государственный музыкальный театр;
«Бесприданница», Нижегородский Камерный музыкальный театр им. В.Т. Степанова;
«Вечера на хуторе близ Диканьки», Тюменский большой драматический театр;
«Кошка, которая гуляла сама по себе», Донецкий республиканский академический молодёжный театр;
«Любовь. Чума. Верона», Музыкально-драматический театр Буфф имени И. Р. Штокбанта (Санкт-Петербург);
«Опасные связи», Новосибирский музыкальный театр;
«Призрак замка Кентервиль», Музыкальный театр Кузбасса им. А.К. Боброва (Кемерово);
«Служебный роман», Нижегородский театр «Комедiя»;

«Снегурочка», Калининградский областной музыкальный театр.

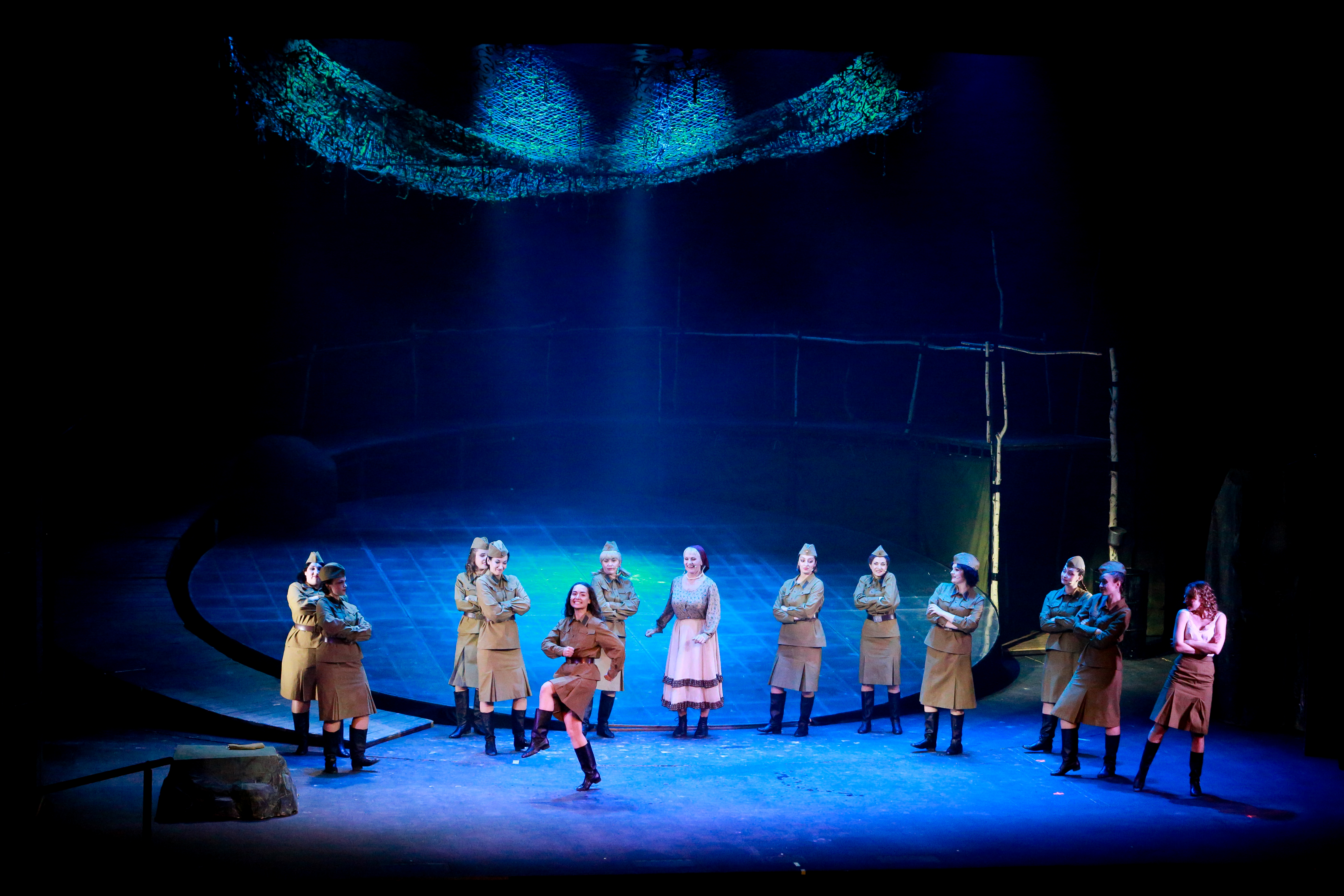
А зори здесь тихие. Омский государственный музыкальный театр
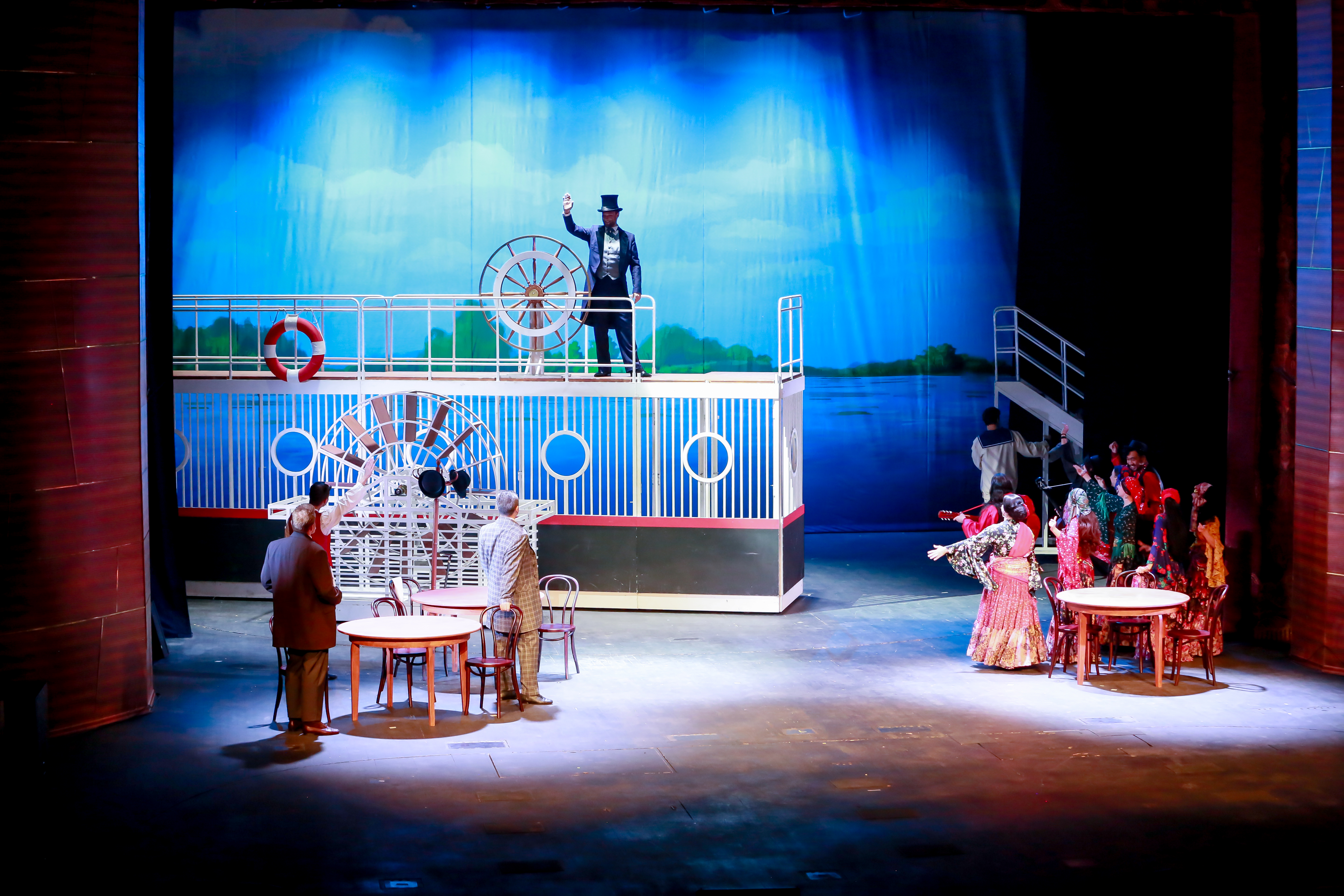
Бесприданница. Нижегородский Камерный музыкальный театр им. В.Т. Степанова
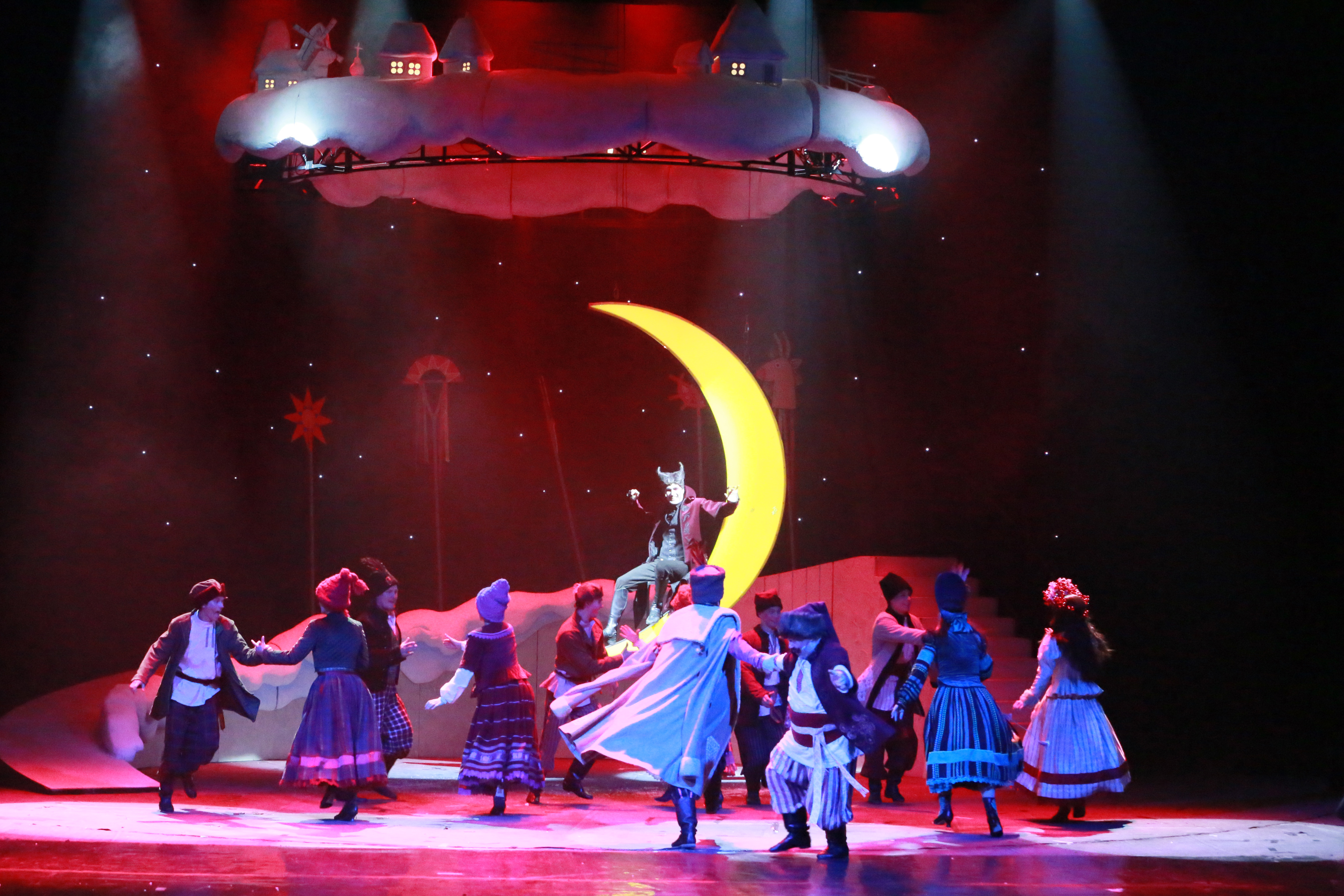
Вечера на хуторе близ Диканьки. Тюменский большой драматический театр
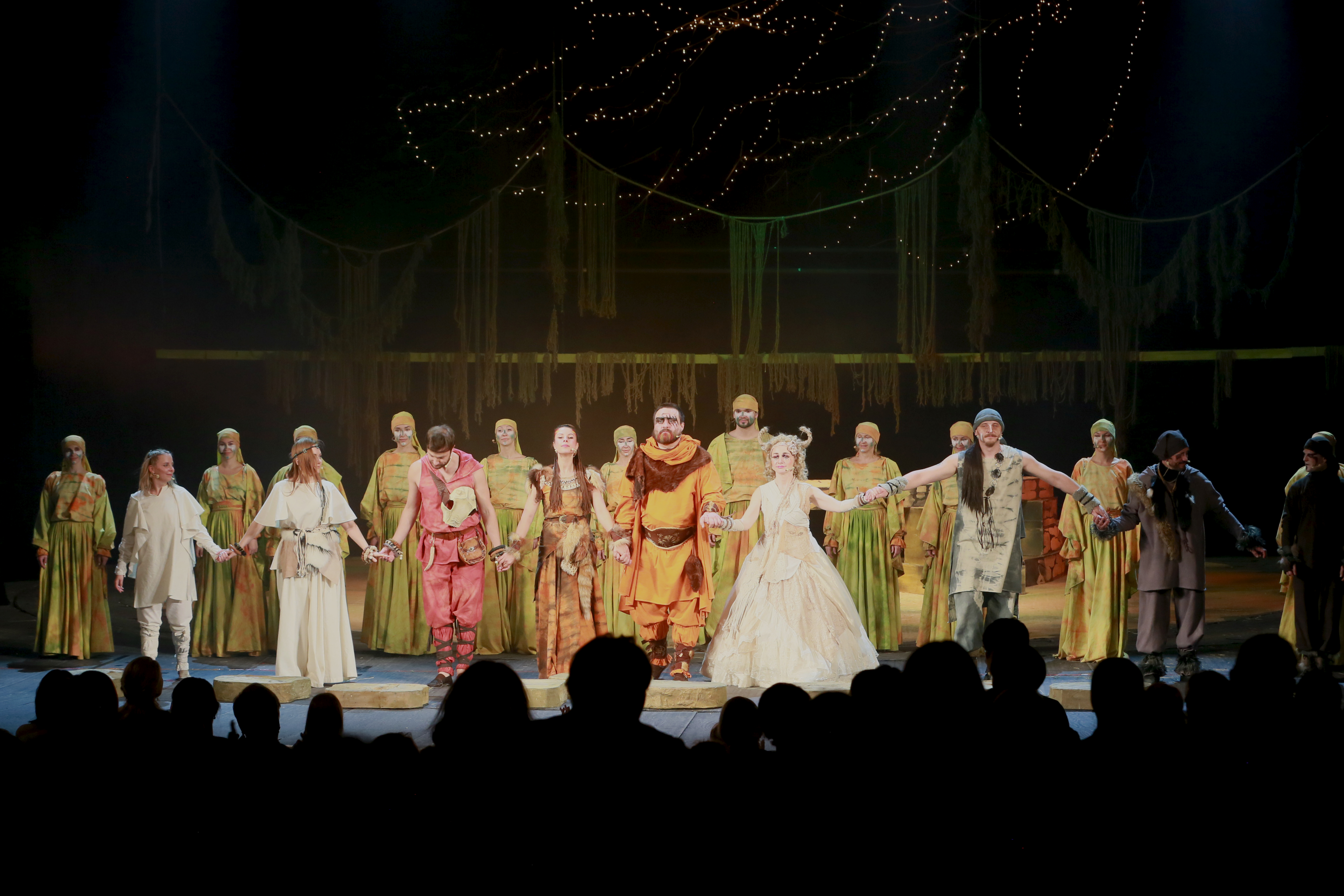
Кошка, которая гуляла сама по себе. Донецкий республиканский академический молодёжный театр
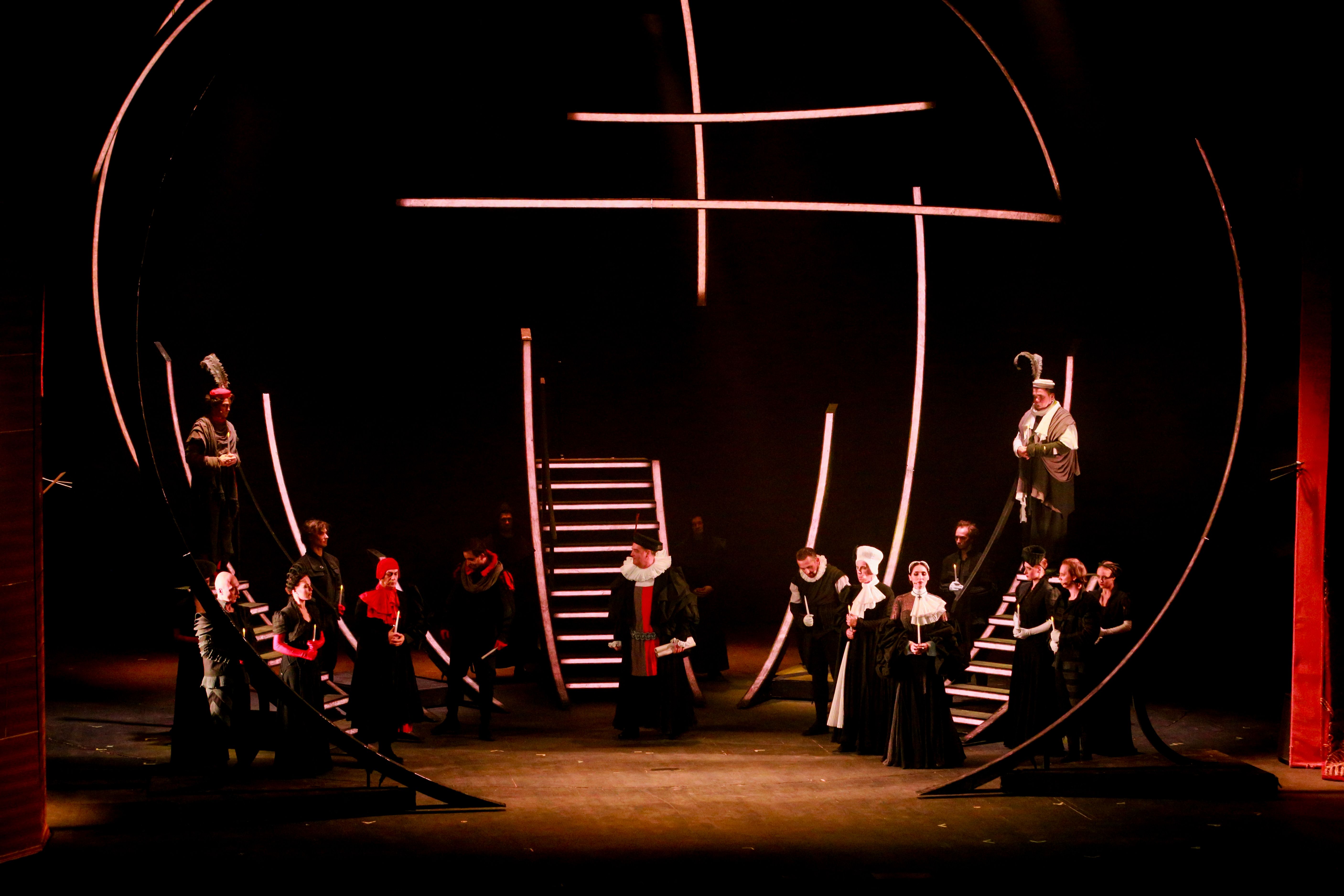
Любовь. Чума. Верона. Музыкально-драматический театр Буфф имени И. Р. Штокбанта (Санкт-Петербург)
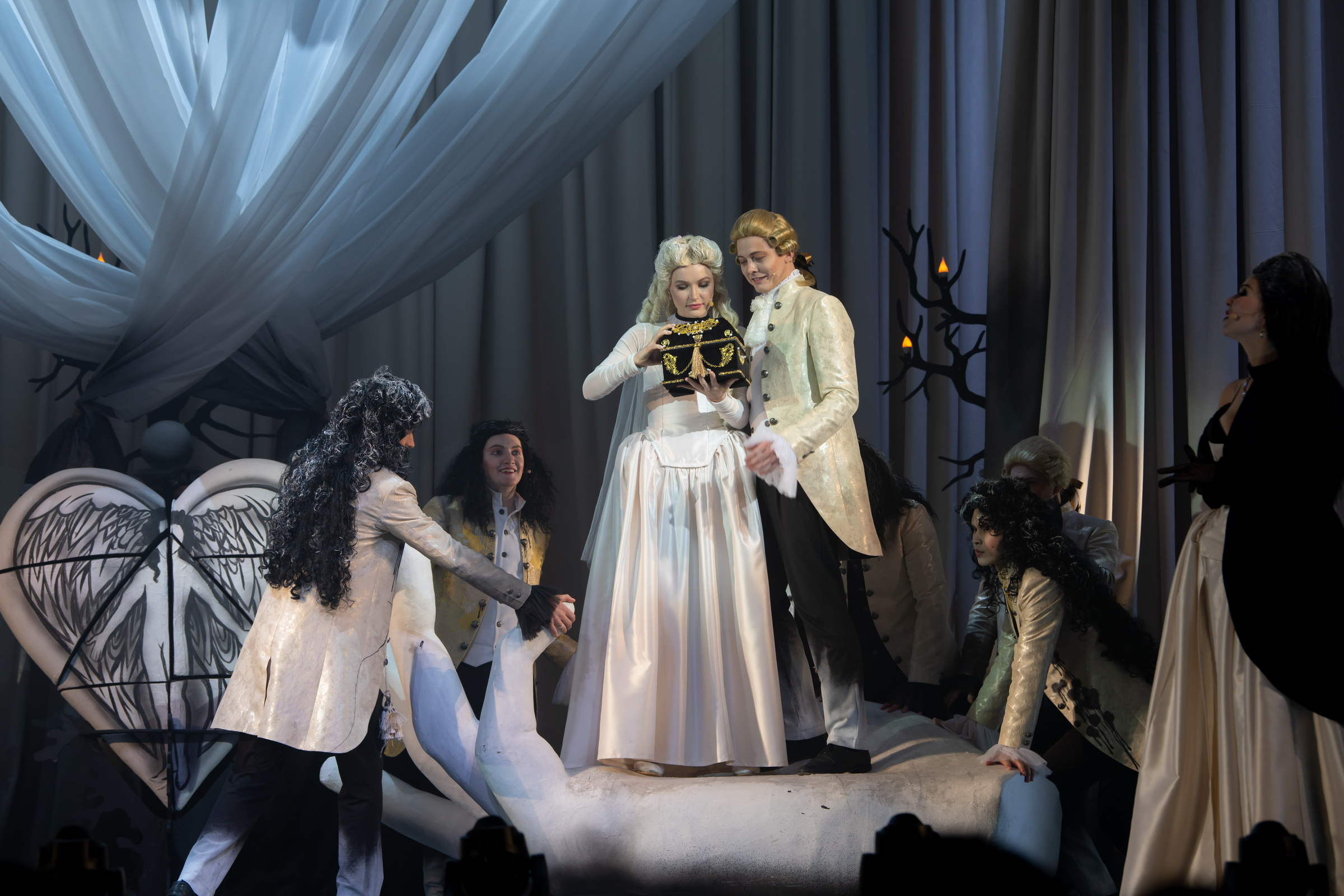
Опасные связи. Новосибирский музыкальный театр
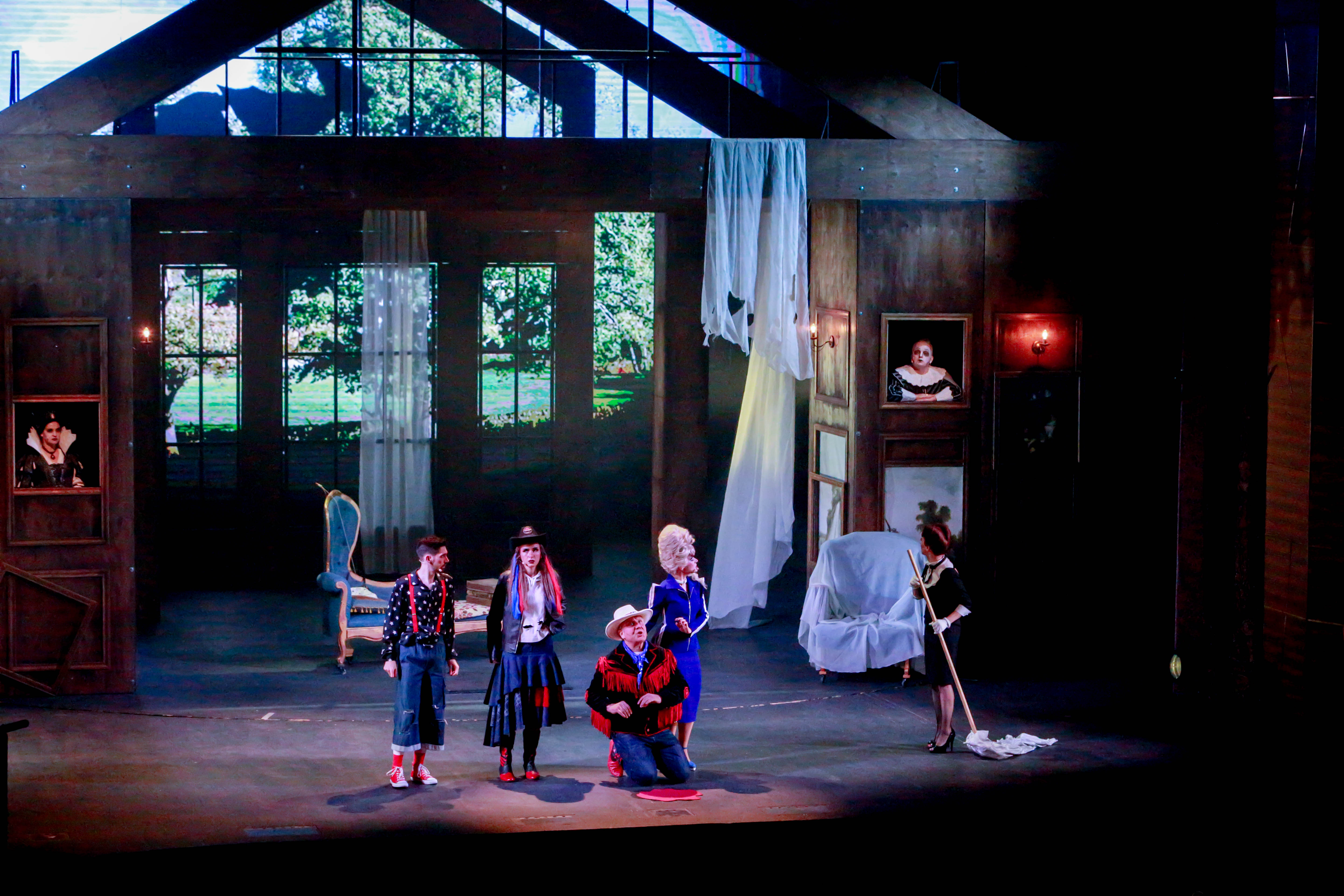
Призрак замка Кентервиль. Музыкальный театр Кузбасса им. А.К. Боброва (Кемерово)
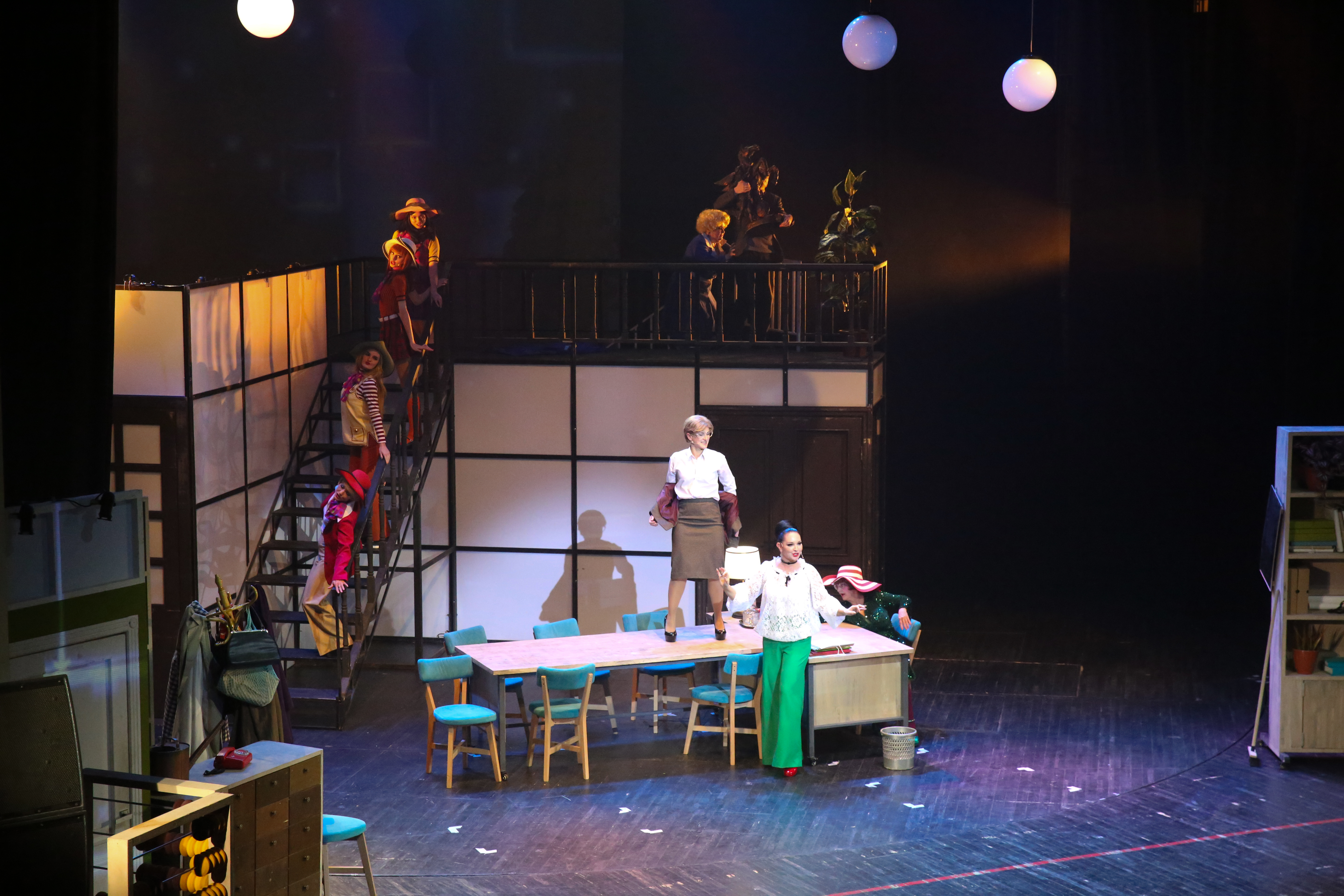
Служебный роман. Нижегородский театр «Комедiя»
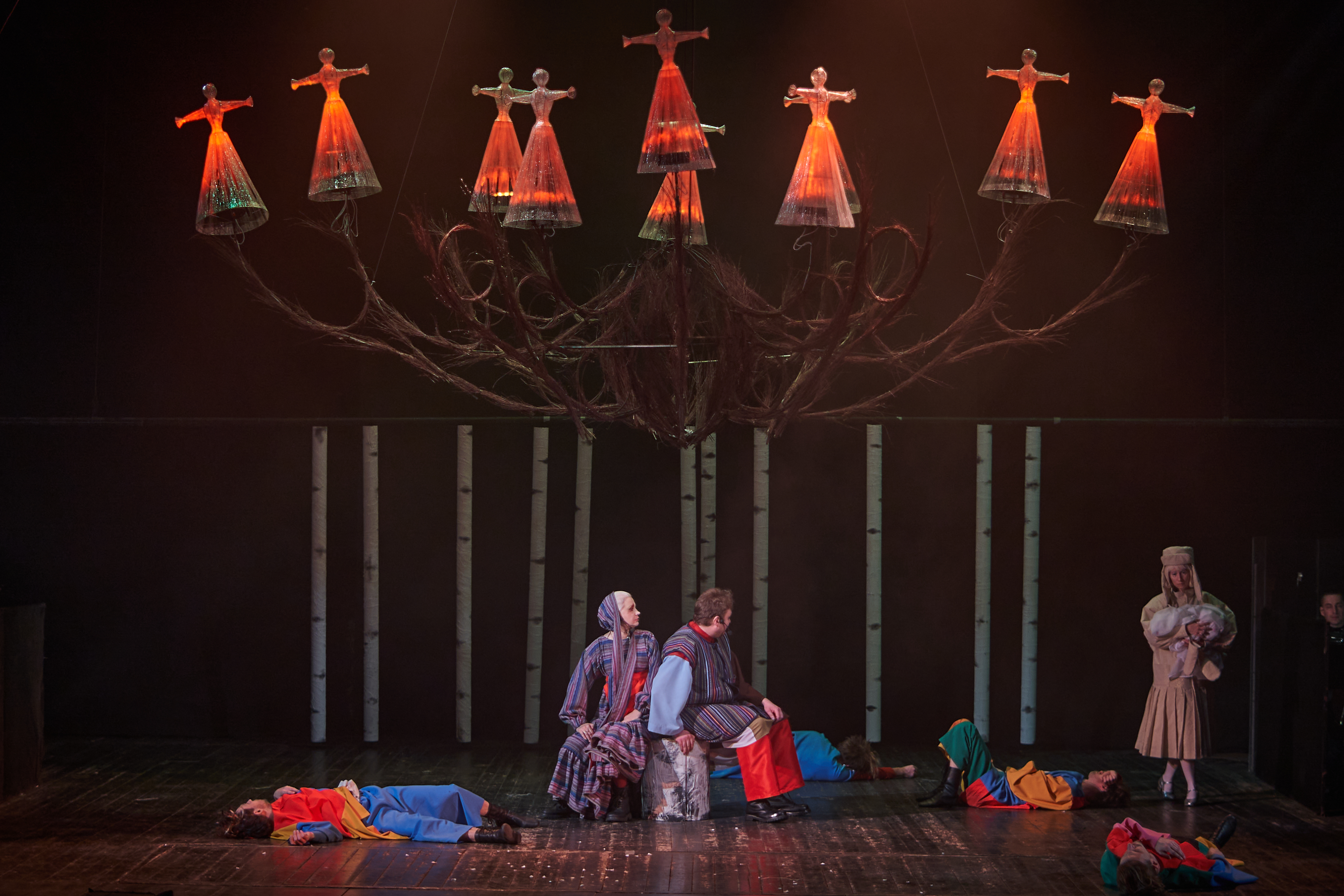
Снегурочка. Калининградский областной музыкальный театр

Спецпроектом фестиваля в этом году стала студенческая программа «Большой дебют», в которой с показами спектаклей приняли участие студенческие коллективы ведущих театральных ВУЗов России: РГИСИ (СПб) - мастерская заслуженного артиста РФ, профессора РГИСИ А.Б. Исакова, Школа-студия МХАТ (Москва) - мастерская заслуженного деятеля искусств РФ, профессора Школы-студии МХАТ В.А. Рыжакова, ЕГТИ (Екатеринбург) - мастерская Е.Г. Царегородцевой, театральный институт при Саратовской государственной консерватории имени Л.В. Собинова -  мастерская заслуженного артиста РФ, доцента кафедры мастерства актёра И.М. Баголея, ГИТИС (Москва) - мастерская Л.В. Руллы. В рамках обучающей программы этого блока были проведены 10 мастер-классов от ведущих педагогов в области музыкального театра России.

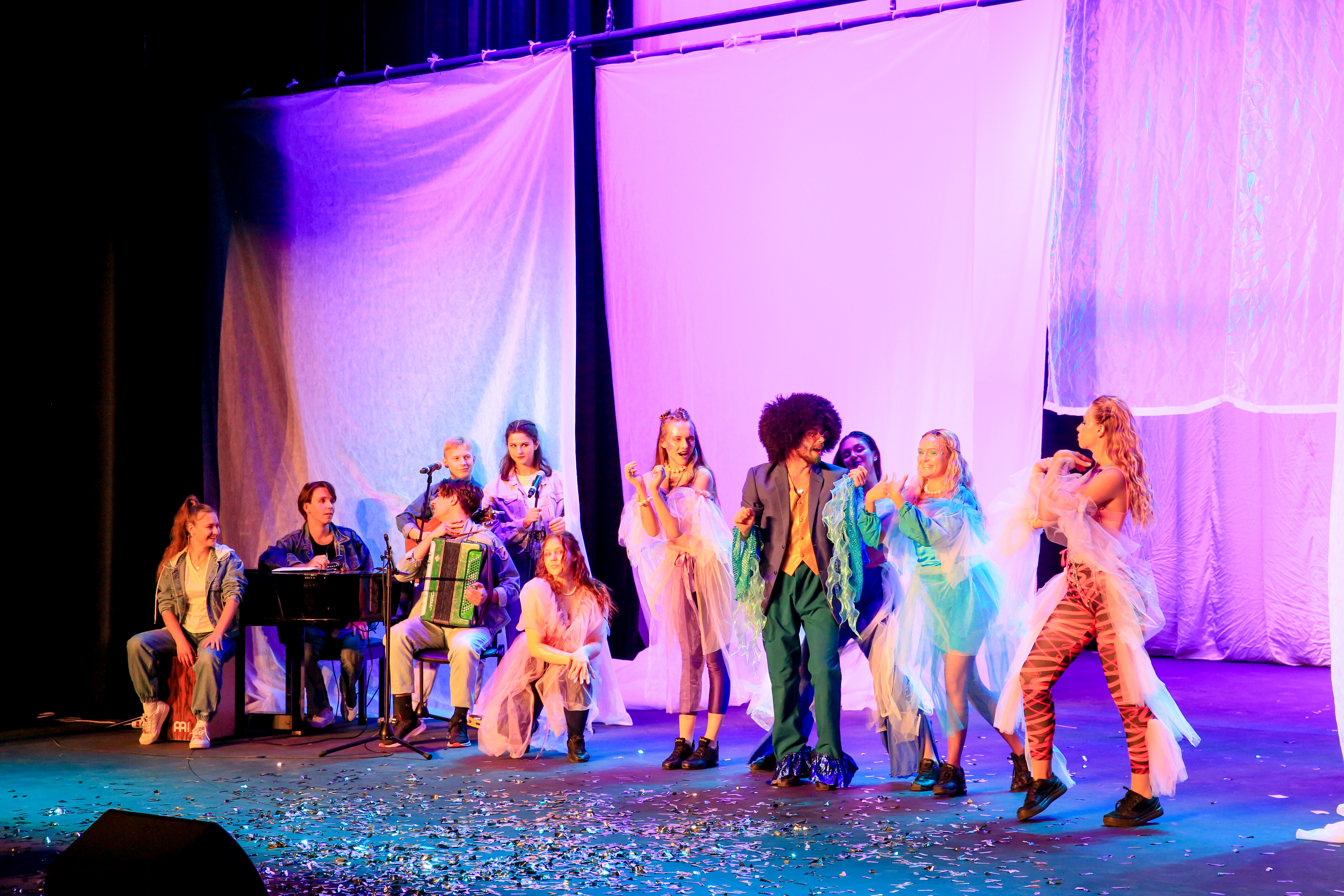
ЕГТИ (Екатеринбург), За той звездой. Мастерская Е.Г.Царегородцевой
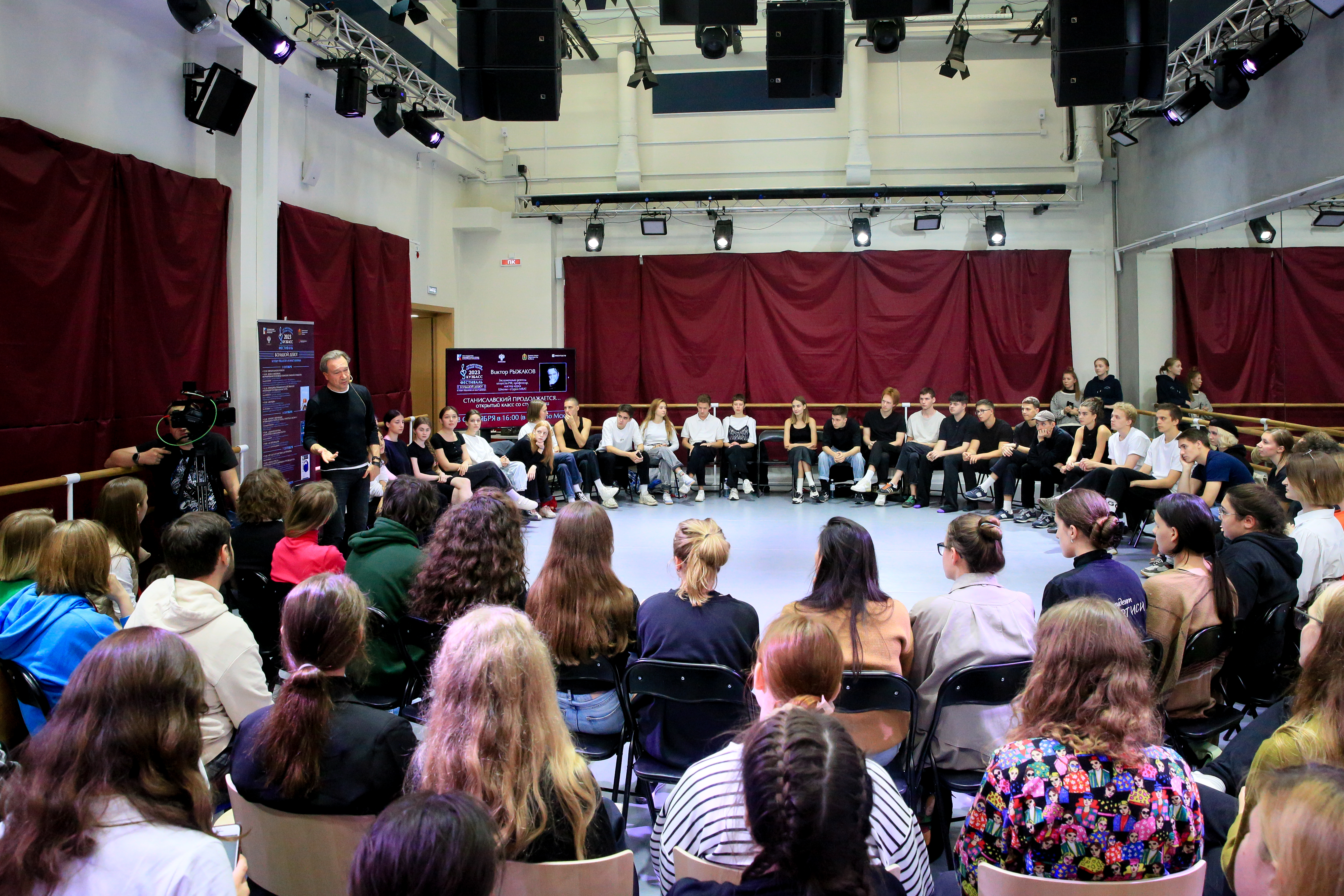
Мастер-класс Виктора Рыжакова, заслуженного деятеля искусств РФ, профессора Школы-студии МХАТ (Москва)
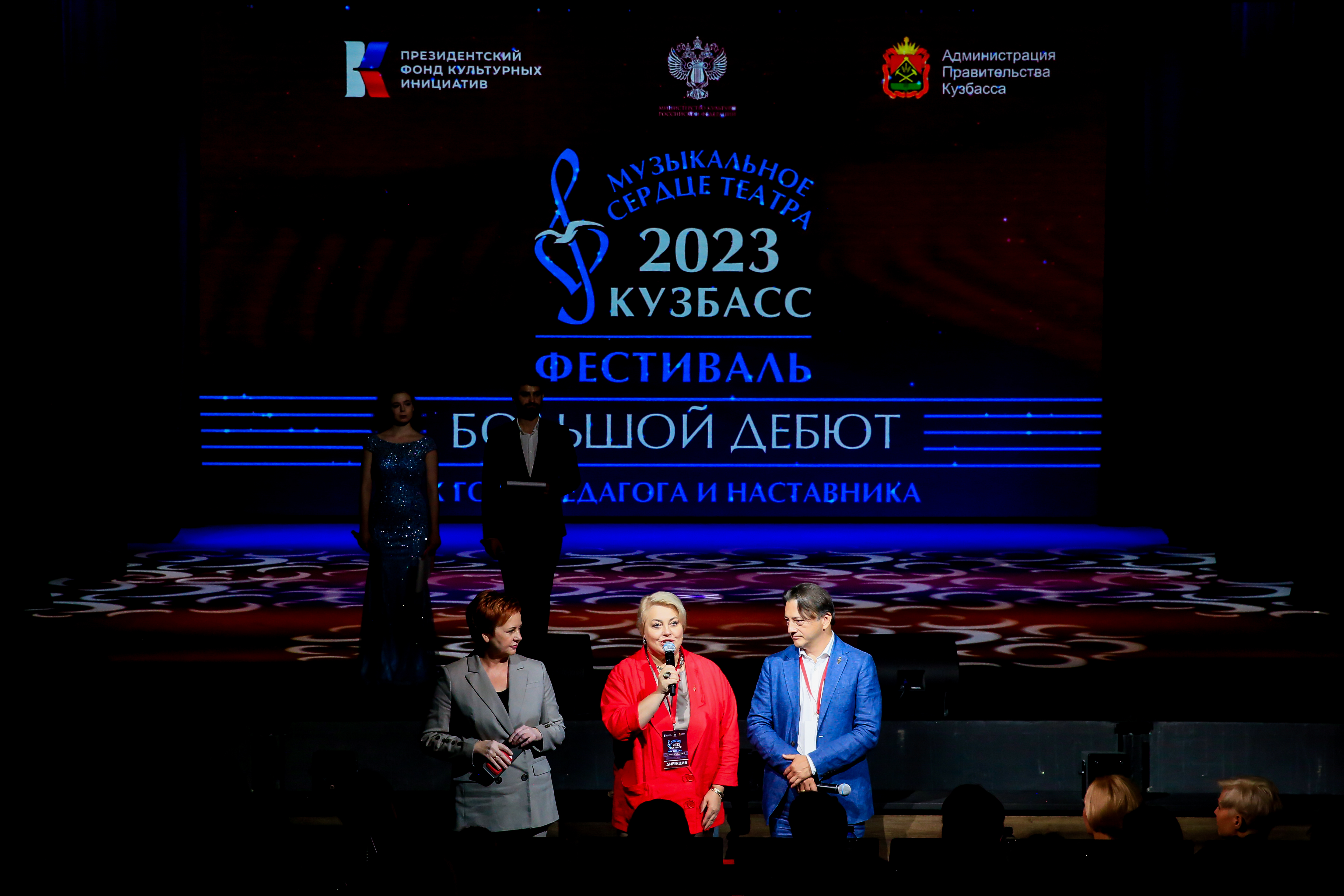
Открытие блока «Большой дебют». На фото - Ольга Феофанова, Ольга Карасёва, Дмитрий Калантаров
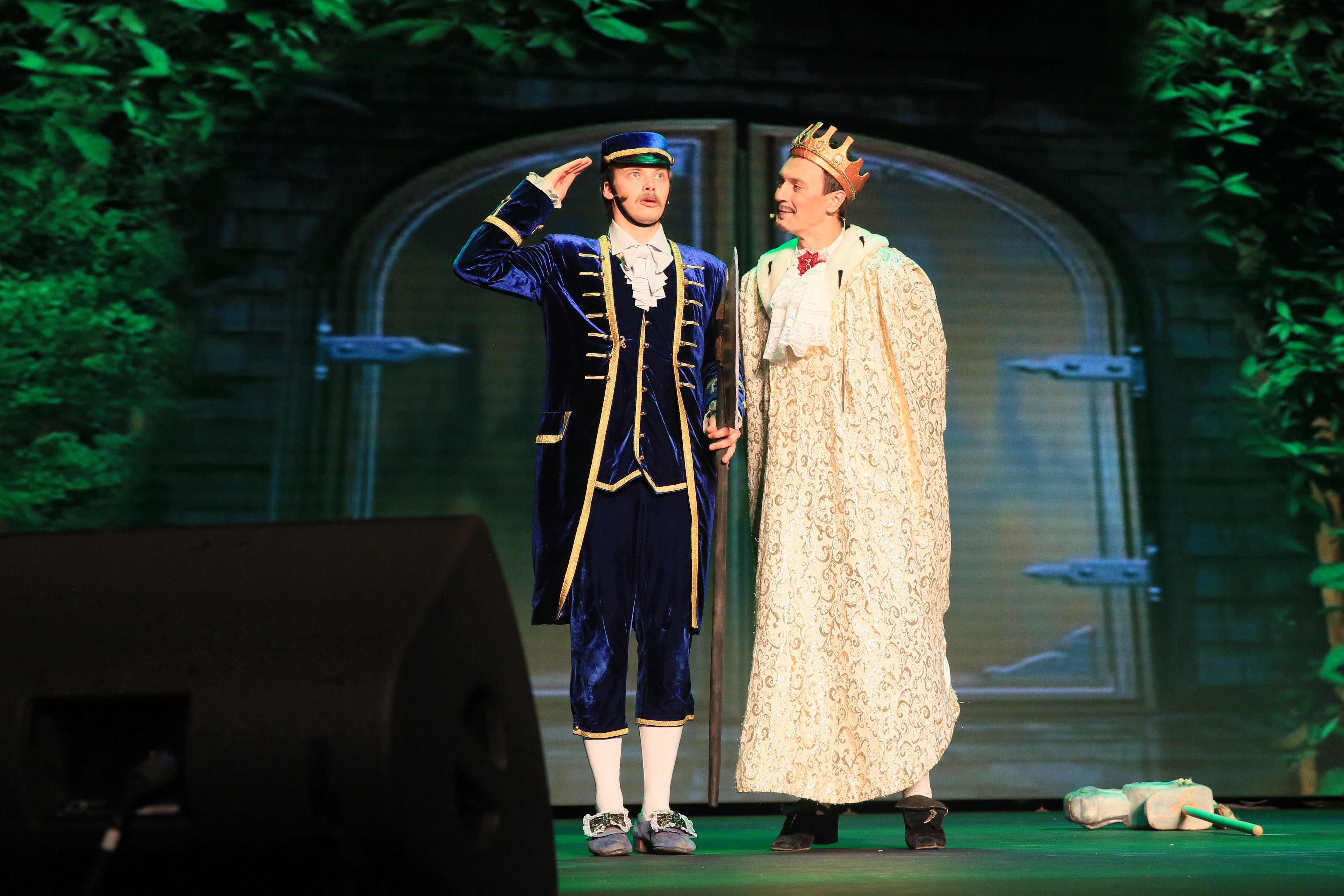
Санкт-Петербургский государственный музыкально-драматический театр «АРТ» (Санкт-Петербург), Золушка. Мастерская заслуженного артиста РФ, профессора РГИСИ А.Б.Исакова
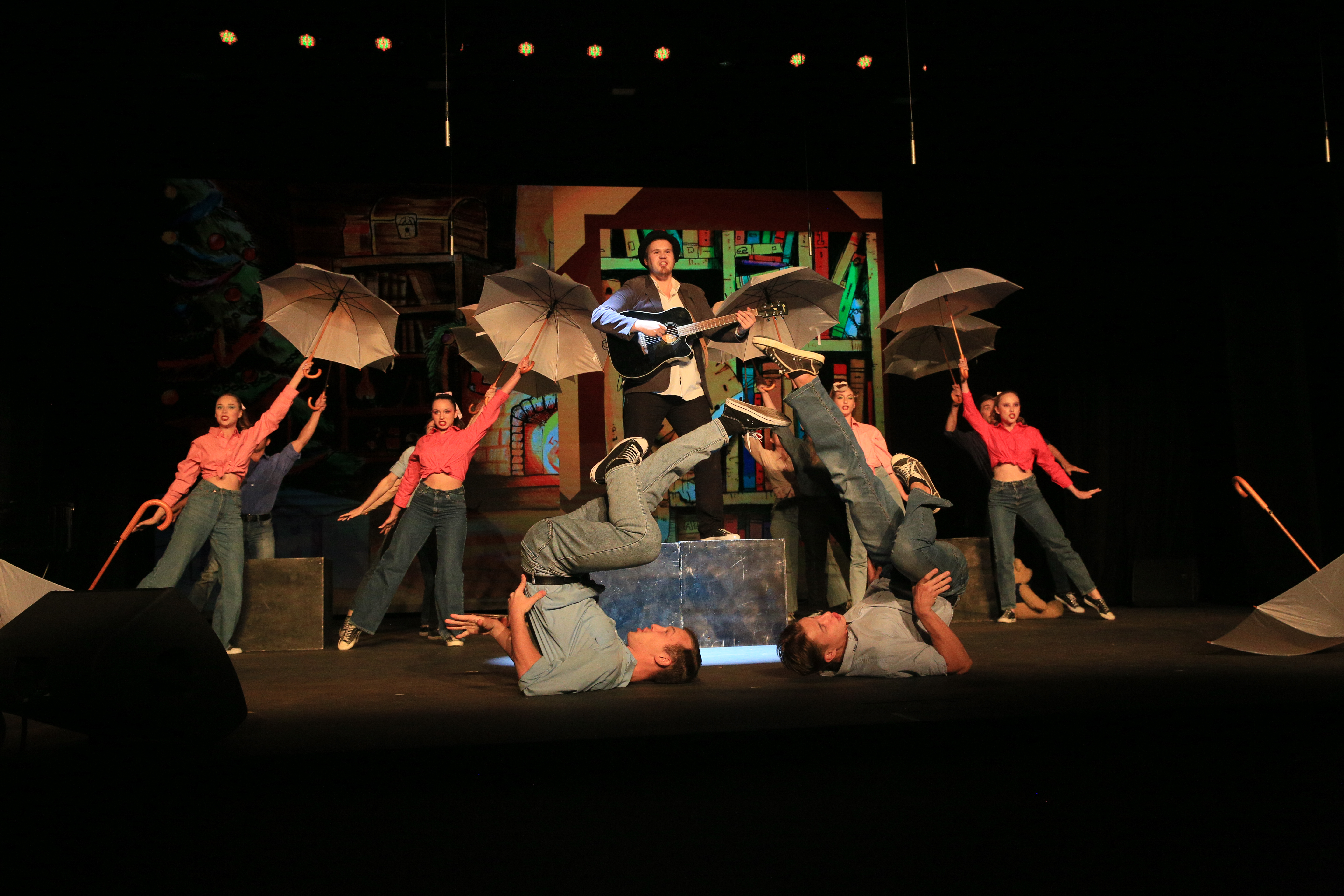
Театральный институт при Саратовской государственной консерватории имени Л.В. Собинова, Лимерики. Мастерская заслуженного артиста РФ, доцента кафедры мастерства актёра И.М.Баголея

В рамках Национального фестиваля впервые была организована творческая лаборатория под руководством композитора Александра Пантыкина - «дедушки уральского рока», заслуженного деятеля искусство РФ. Режиссёр-наставник лаборатории – арт-директор Фестиваля, режиссер Светлана Горшкова. Серия семинаров от экспертов музыкального театра проходили с 15 по 18 ноября в кемеровском филиале РГИСИ, а 19 ноября состоялся питчинг новых произведений для музыкального театра.

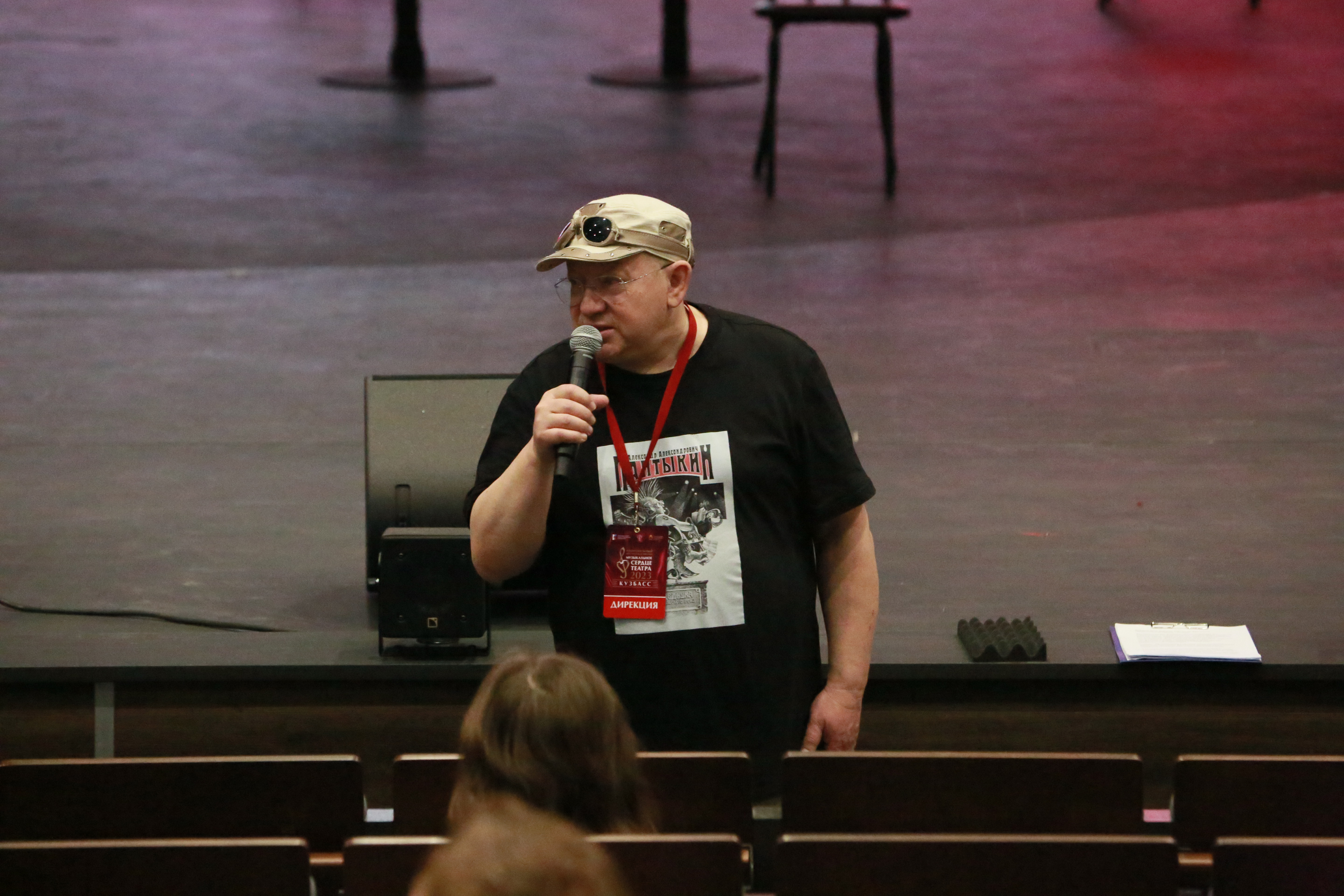
Куратор лаборатории, композитор, заслуженный деятель искусств РФ Александр Пантыкин
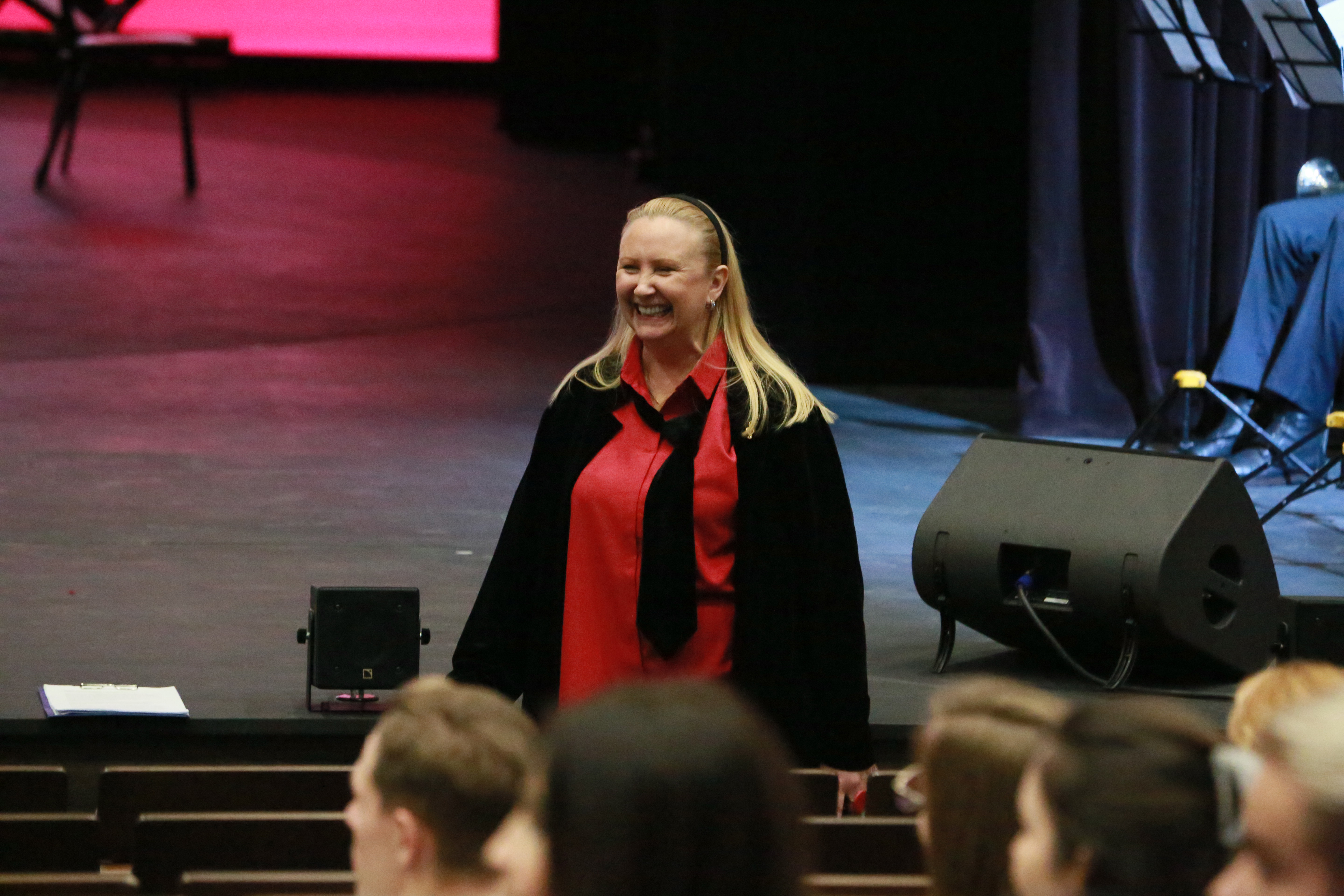
Режиссер-наставник лаборатории, арт-директор фестиваля Светлана Горшкова
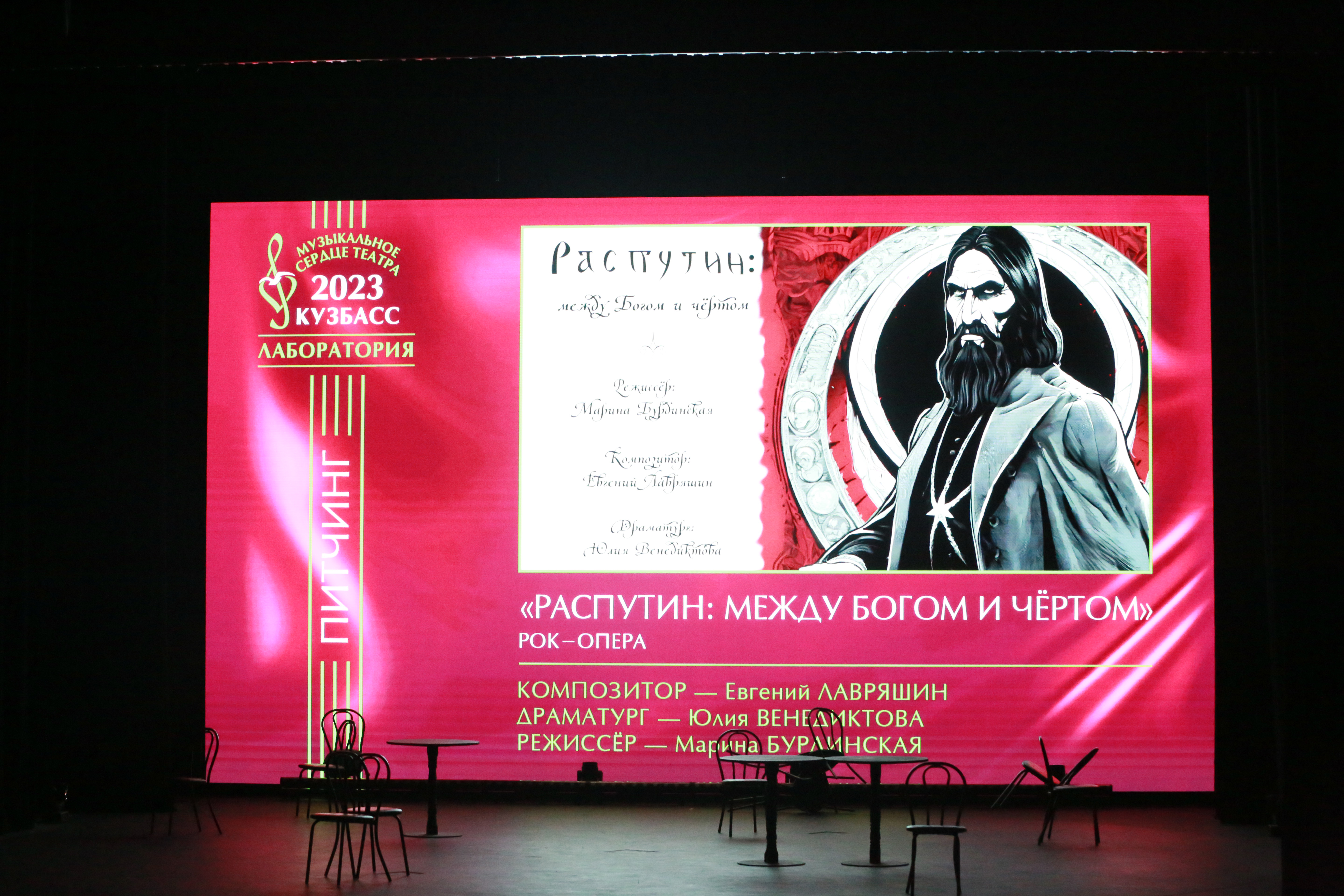
Питчинг новых произведений для музыкального театра
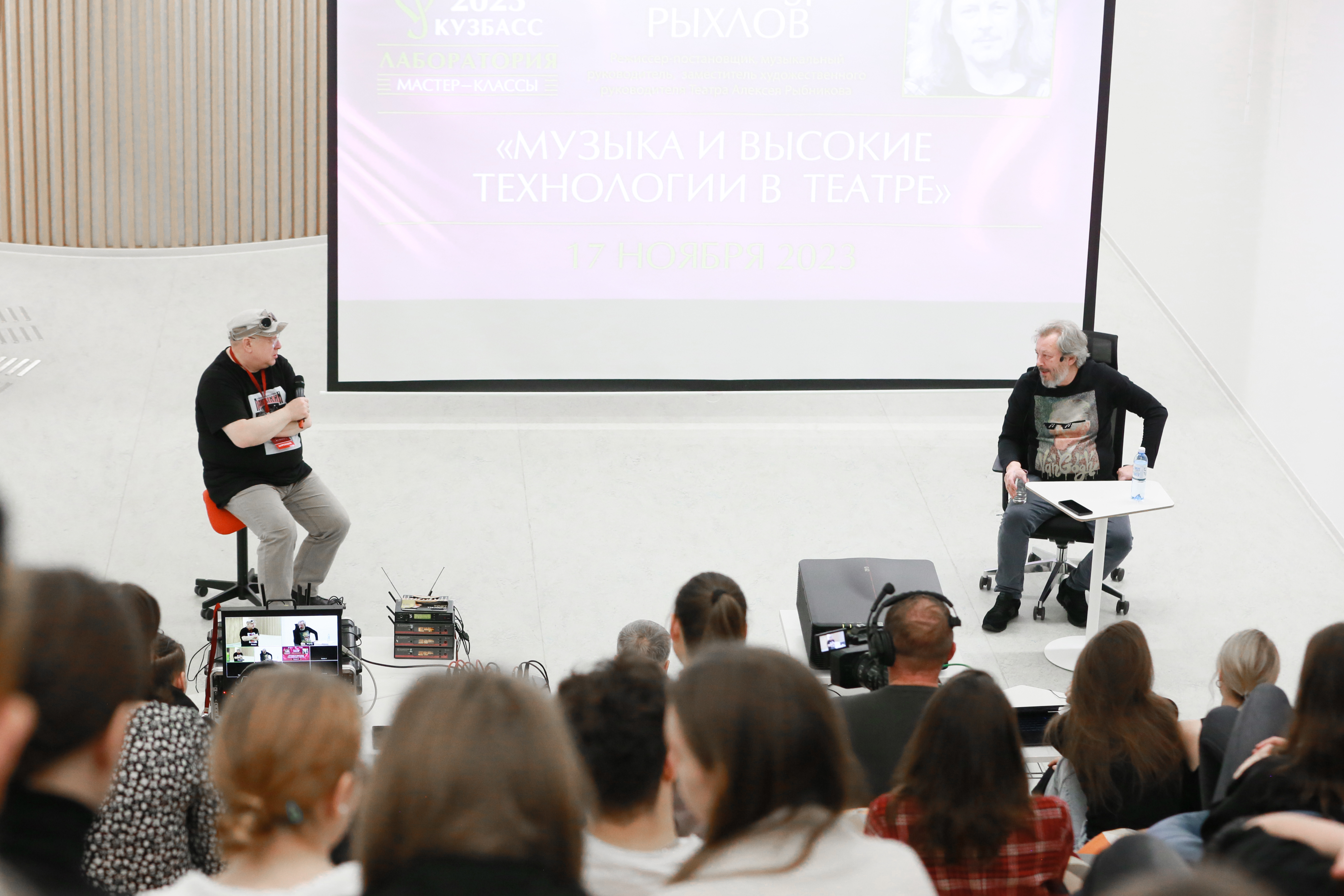
Мастер-класс Александра Рыхлова, режиссера-постановщика, музыкального руководителя, заместителя художественного руководителя Театра Алексея Рыбникова
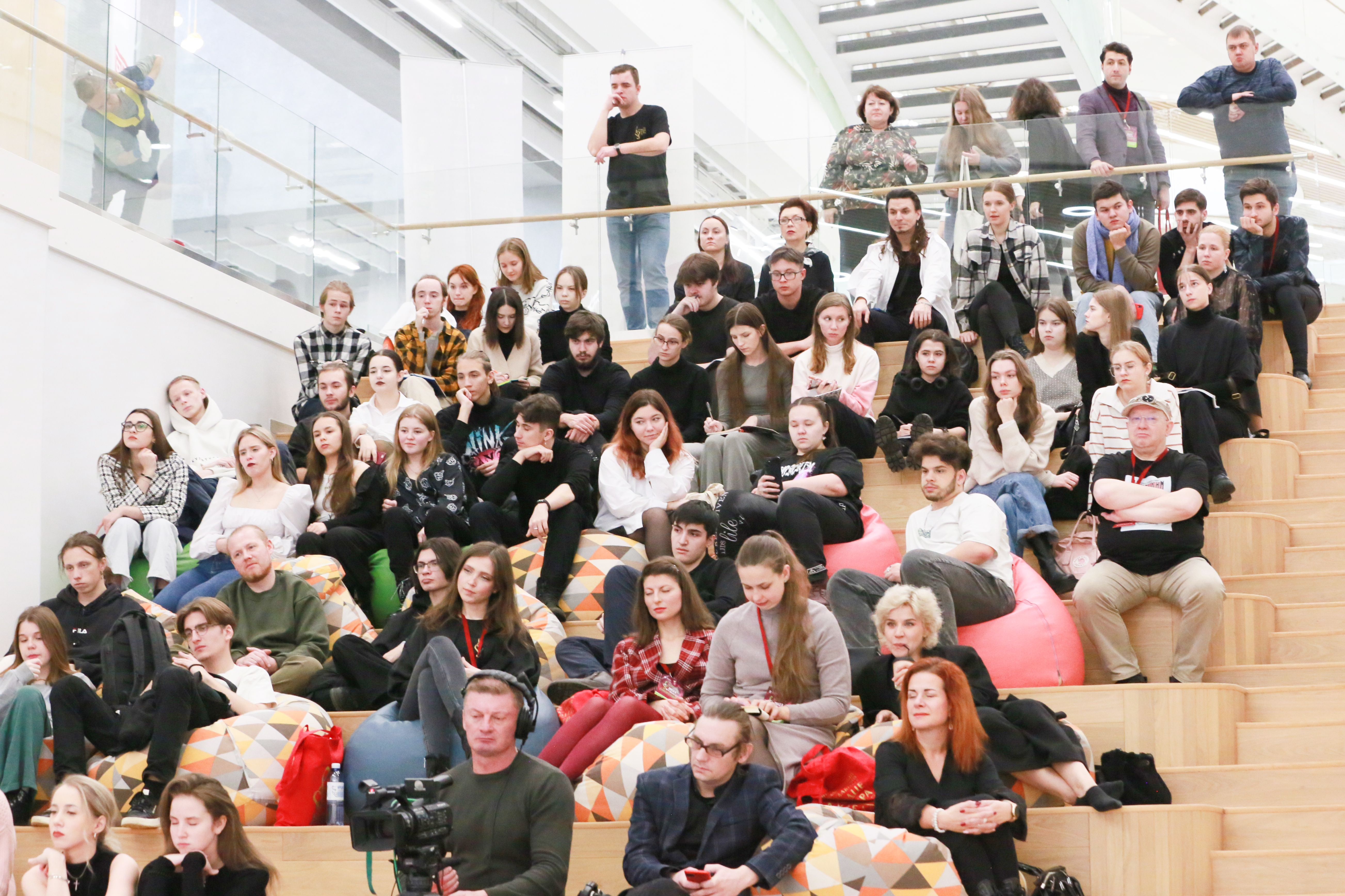
Мастер-класс Александра Рыхлова, режиссера-постановщика, музыкального руководителя, заместителя художественного руководителя Театра Алексея Рыбникова

Череду зрительских мероприятий завершил Гала-концерт «Великолепная семерка, или Семь чудес мюзикла», который прошел на сцене Музыкального театра Кузбасса им. А.Боброва. Великолепную семерку составили композиторы: Максим Дунаевский, Алексей Рыбников, Александр Журбин, Евгений Загот, Александр Пантыкин, Владимир Баскин и Ким Брейтбург. «50 лет назад композитор Александр Колкер написал музыку к спектаклю «Свадьба Кречинского». Наш концерт – своеобразная антология жанра. Он дает зрителям уникальную возможность своими глазами увидеть все разнообразие современного музыкального театра», – говорит генеральный продюсер фестиваля Дмитрий Калантаров.

В этот вечер на сцену вышли звезды мюзиклов: Станислав Беляев, Елена Газаева, Виктор Есин, Эльмира Диваева, Дмитрий и Георгий Колдуны, Ростислав Колпаков, Ирина Медведева, Оксана Костецкая, Эмиль Салес, Дарья Январина и другие представители жанра вместе с солистами Музыкального театра Кузбасса им. А.К. Боброва.

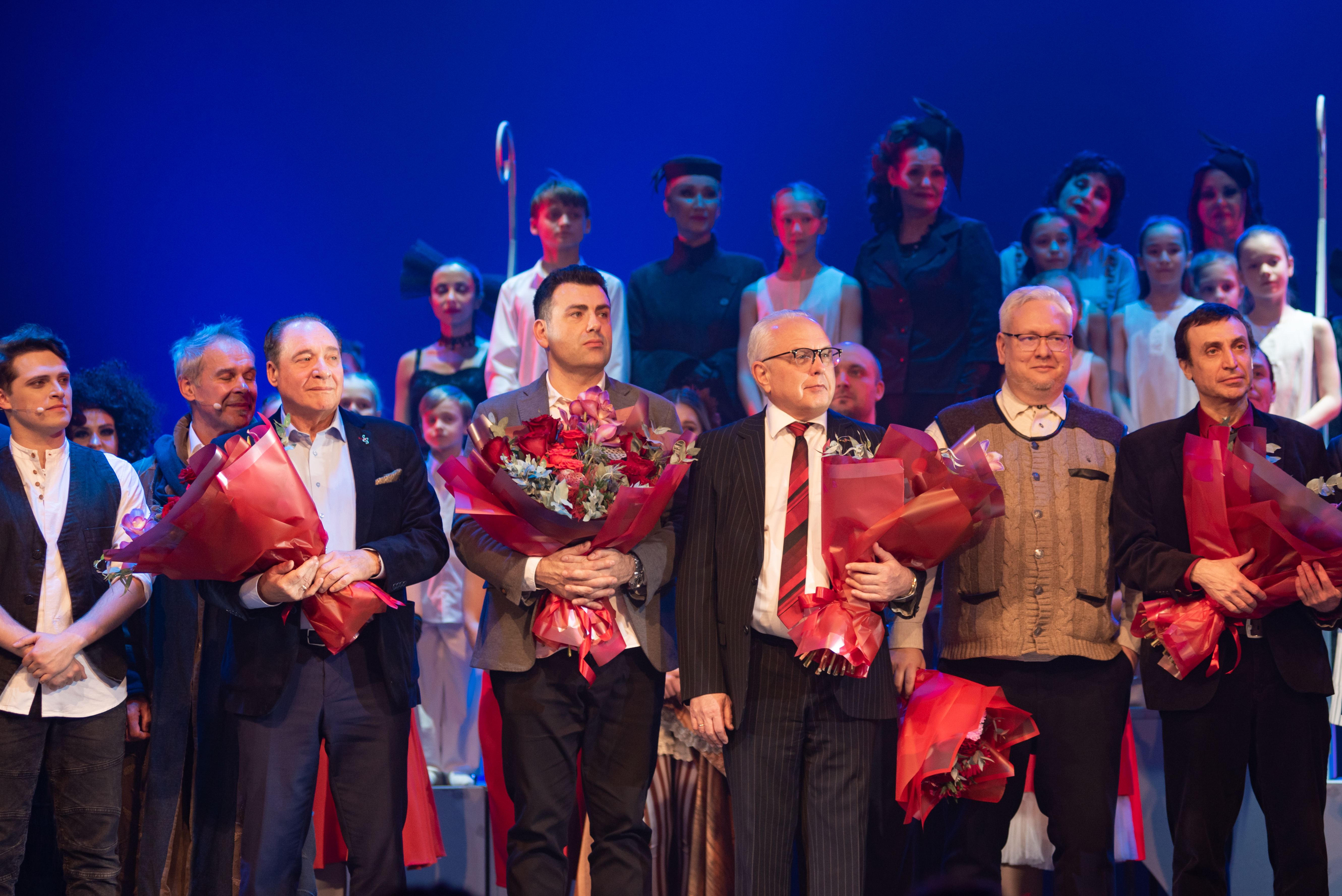
Гала-концерт «Великолепная семерка, или Семь чудес мюзикла» Максим Дунавеский, Евгений Загот, Ким Брейтбург, Константин Рубинский, Владимир Баскин
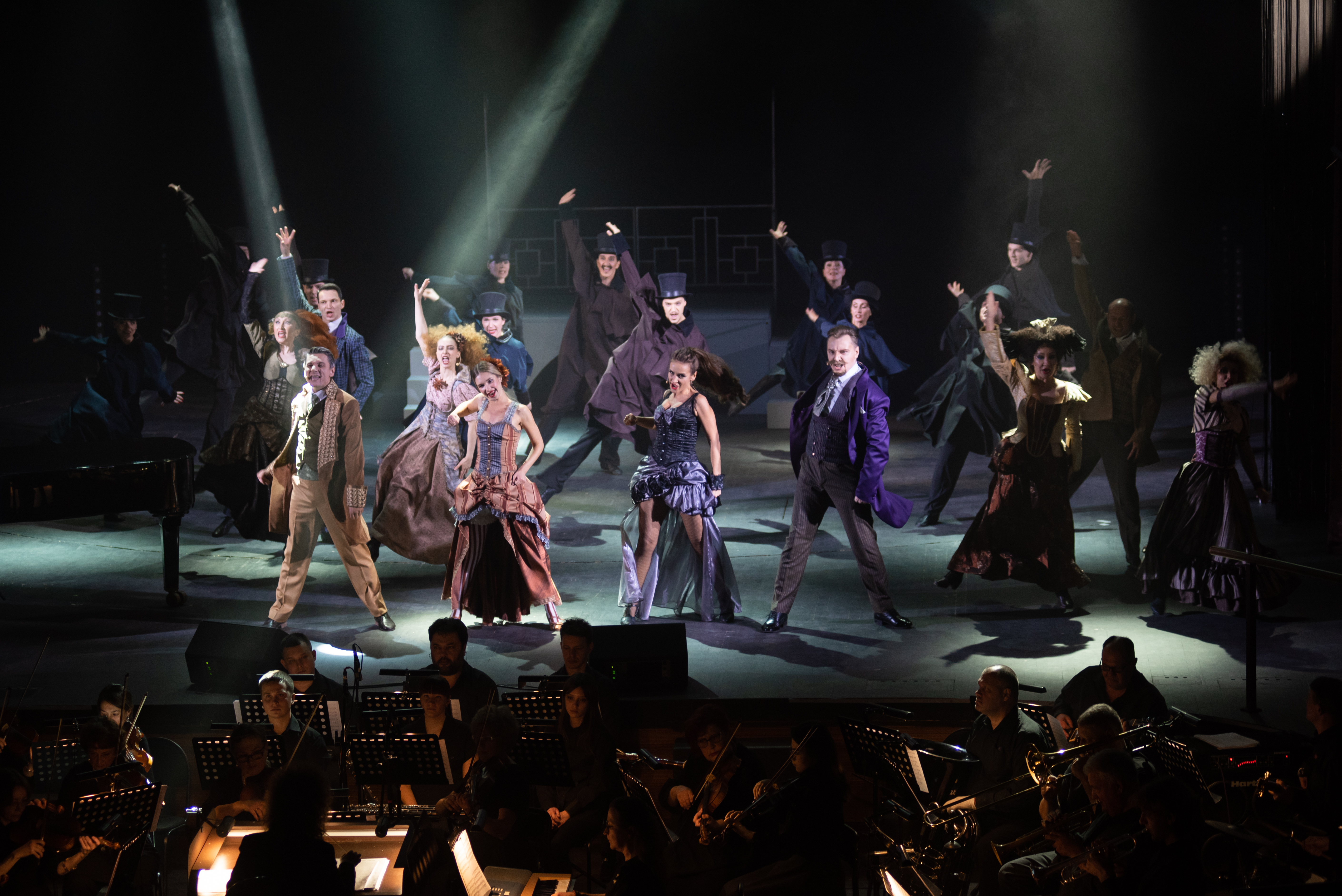
Гала-концерт «Великолепная семерка, или Семь чудес мюзикла»
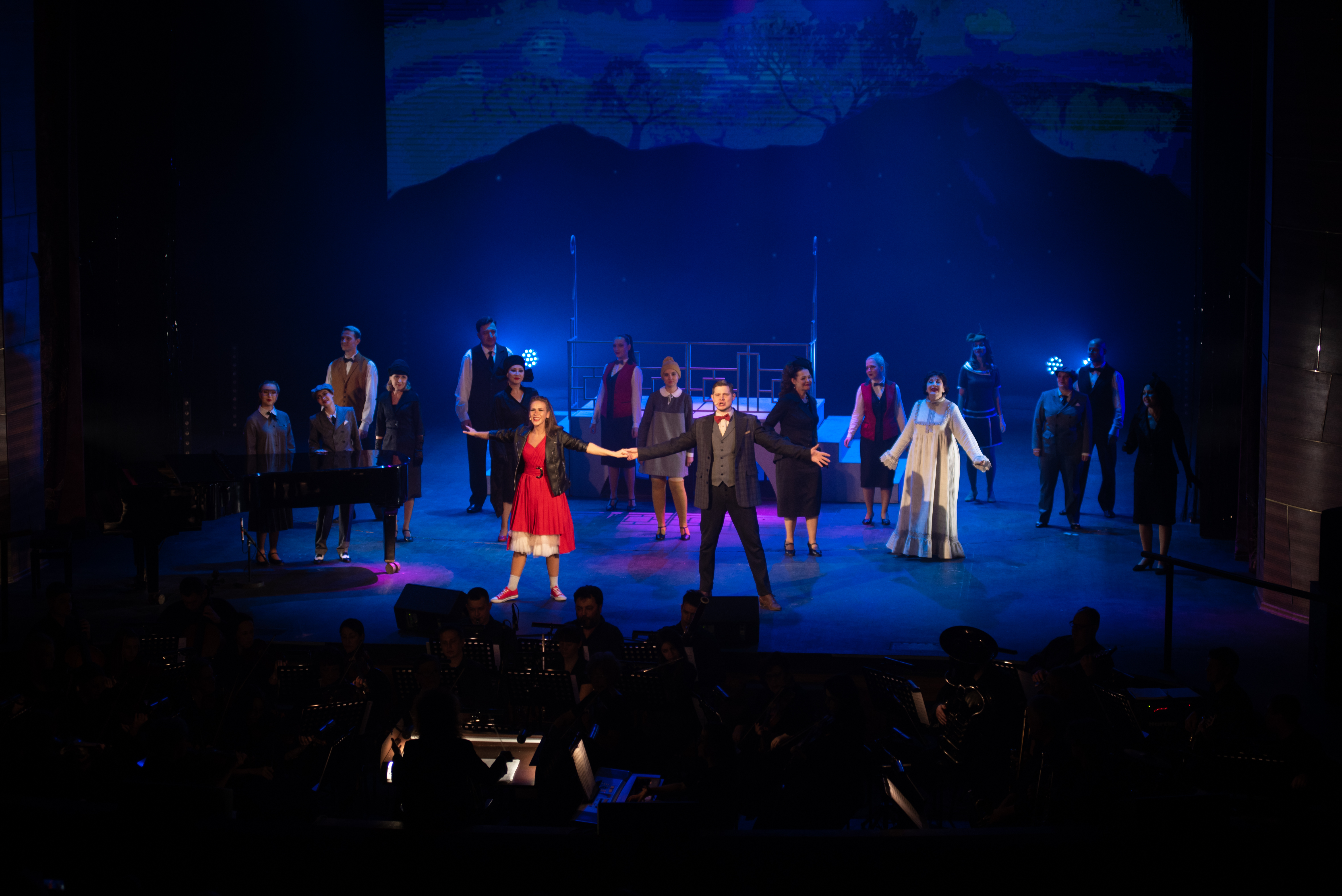
Гала-концерт «Великолепная семерка, или Семь чудес мюзикла»
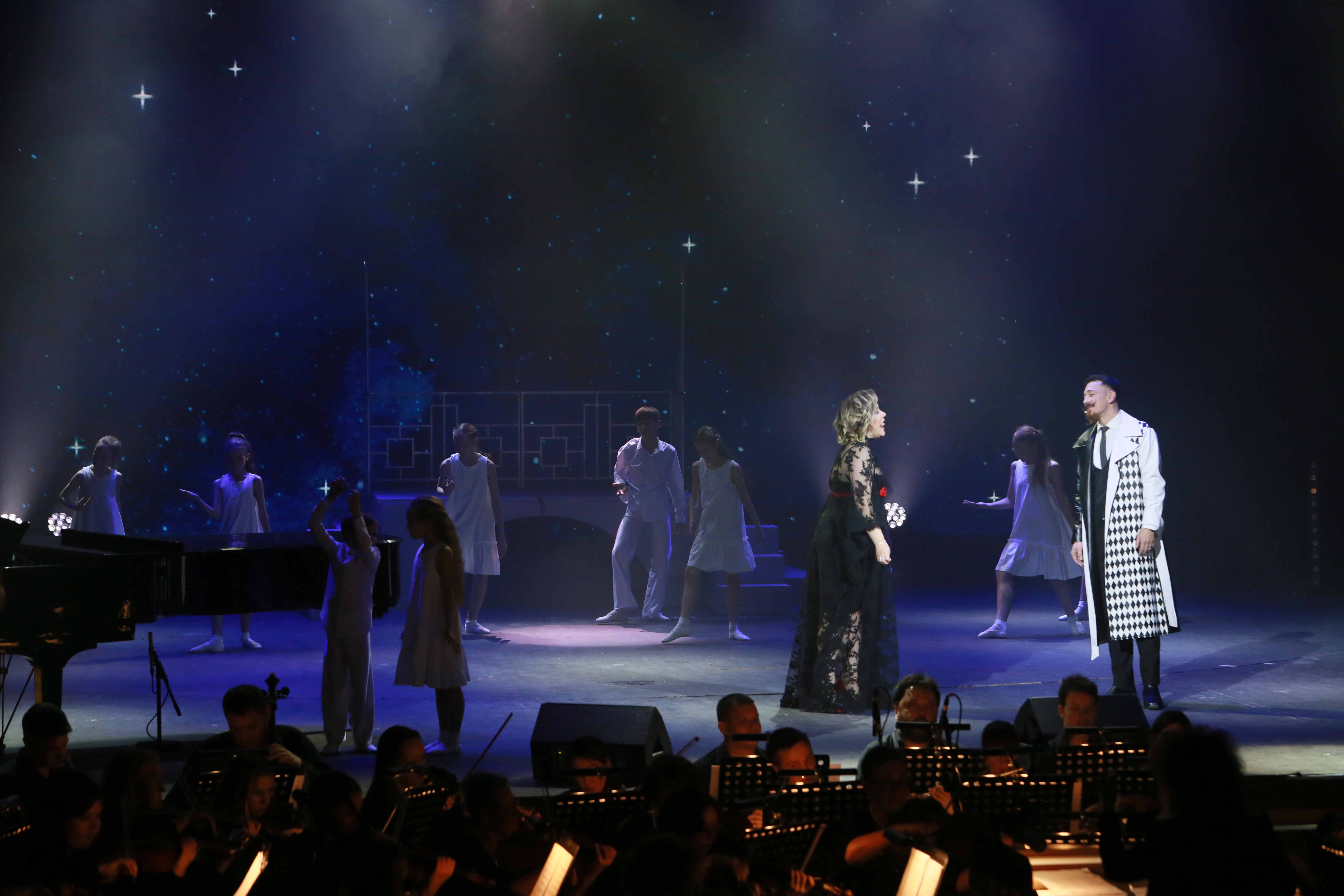
Гала-концерт «Великолепная семерка, или Семь чудес мюзикла»
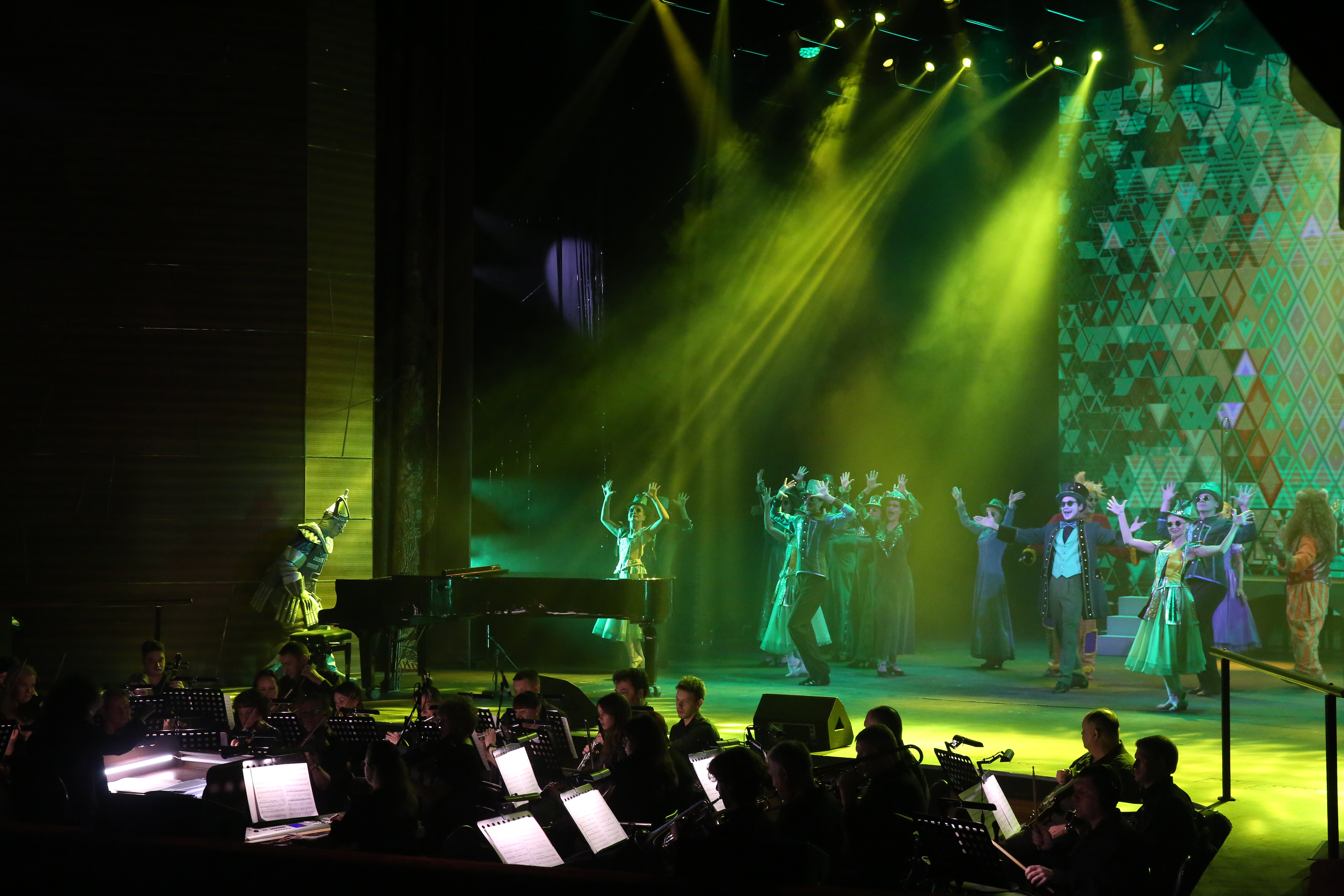
Гала-концерт «Великолепная семерка, или Семь чудес мюзикла»
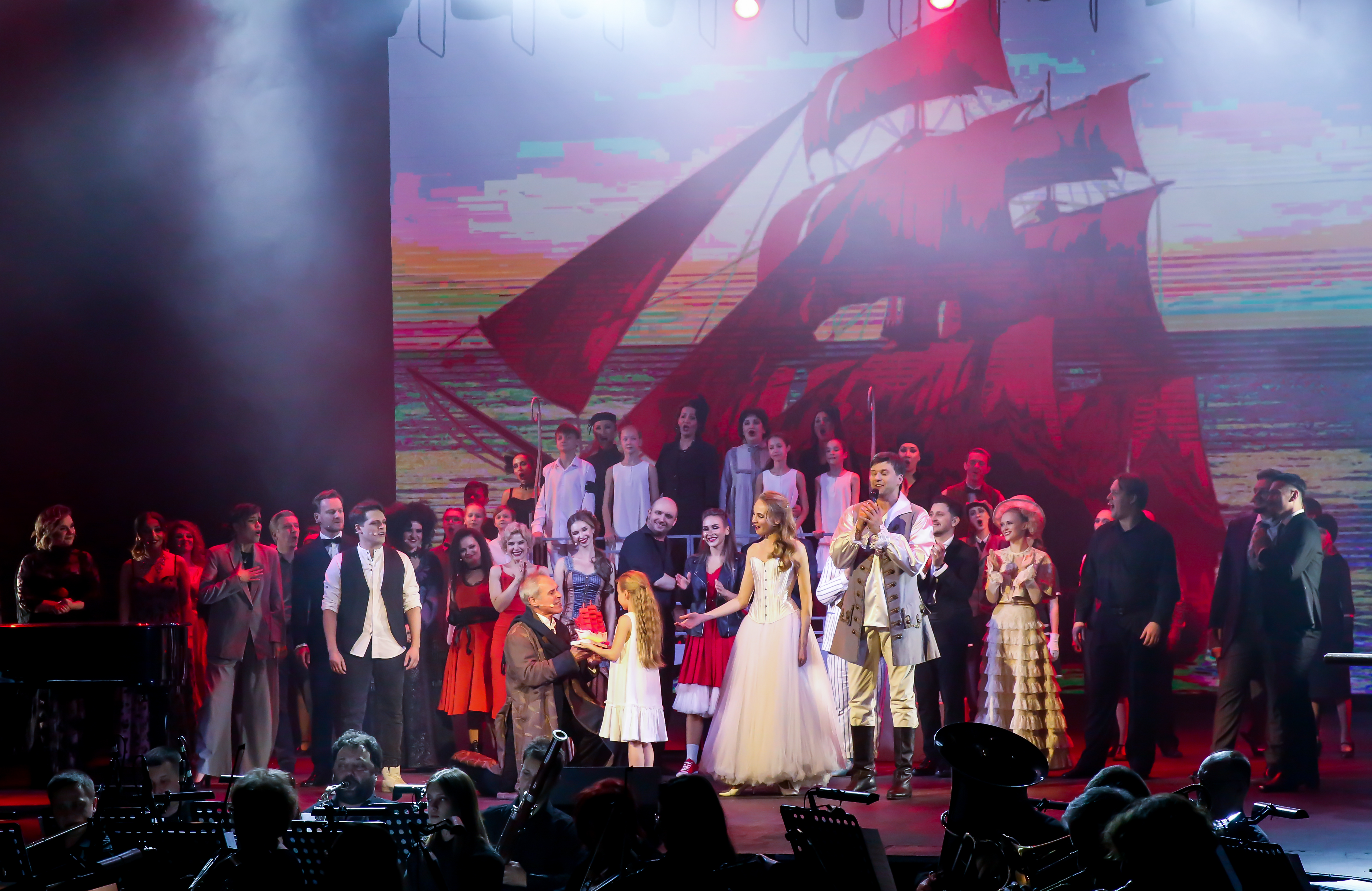
Гала-концерт «Великолепная семерка, или Семь чудес мюзикла»
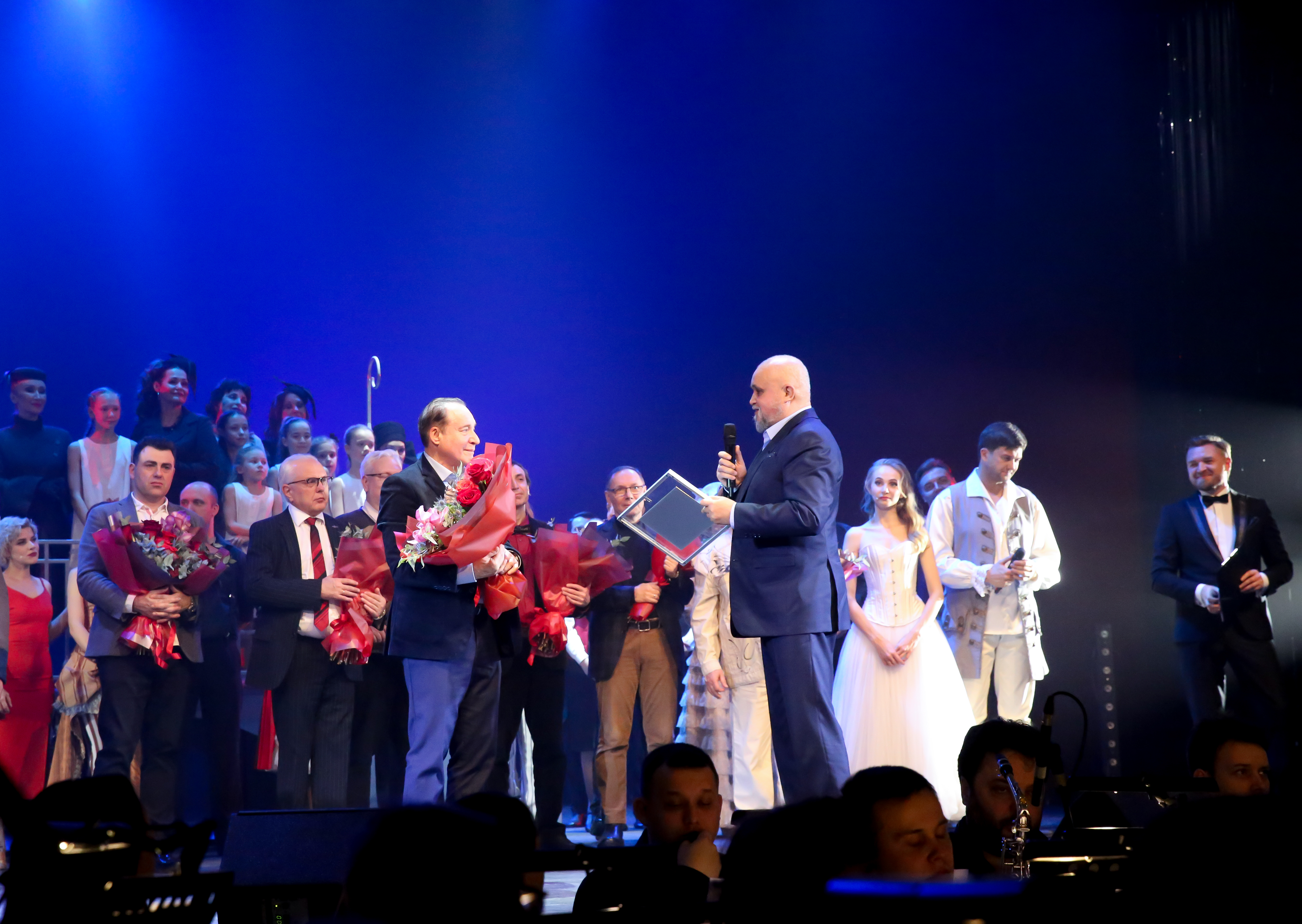
Губернатор Кузбасса – Сергей Цивилев вручает памятный адрес Президенту фестиваля Максиму Дунаевскому

20 ноября в Кемерове на сцене Театрального зала Сибирской Высшей школы музыкального и театрального искусства, состоялась торжественная церемония вручения премии «Музыкальное сердце театра». Гостями и участниками события стали номинанты, известные деятели культуры и представители органов власти. В музыкальных номерах приняли участие звезды российских мюзиклов. Во время церемонии были названы лучшие музыкальные спектакли страны, а также имена выдающихся профессионалов, работавших над их созданием и принимающие участие в постановках. Победителей были определены путем голосования членов Академии современного музыкального театра, состоящий из признанных мастеров театрального искусства. На момент голосования в Академию входило 140 действующих членов. 

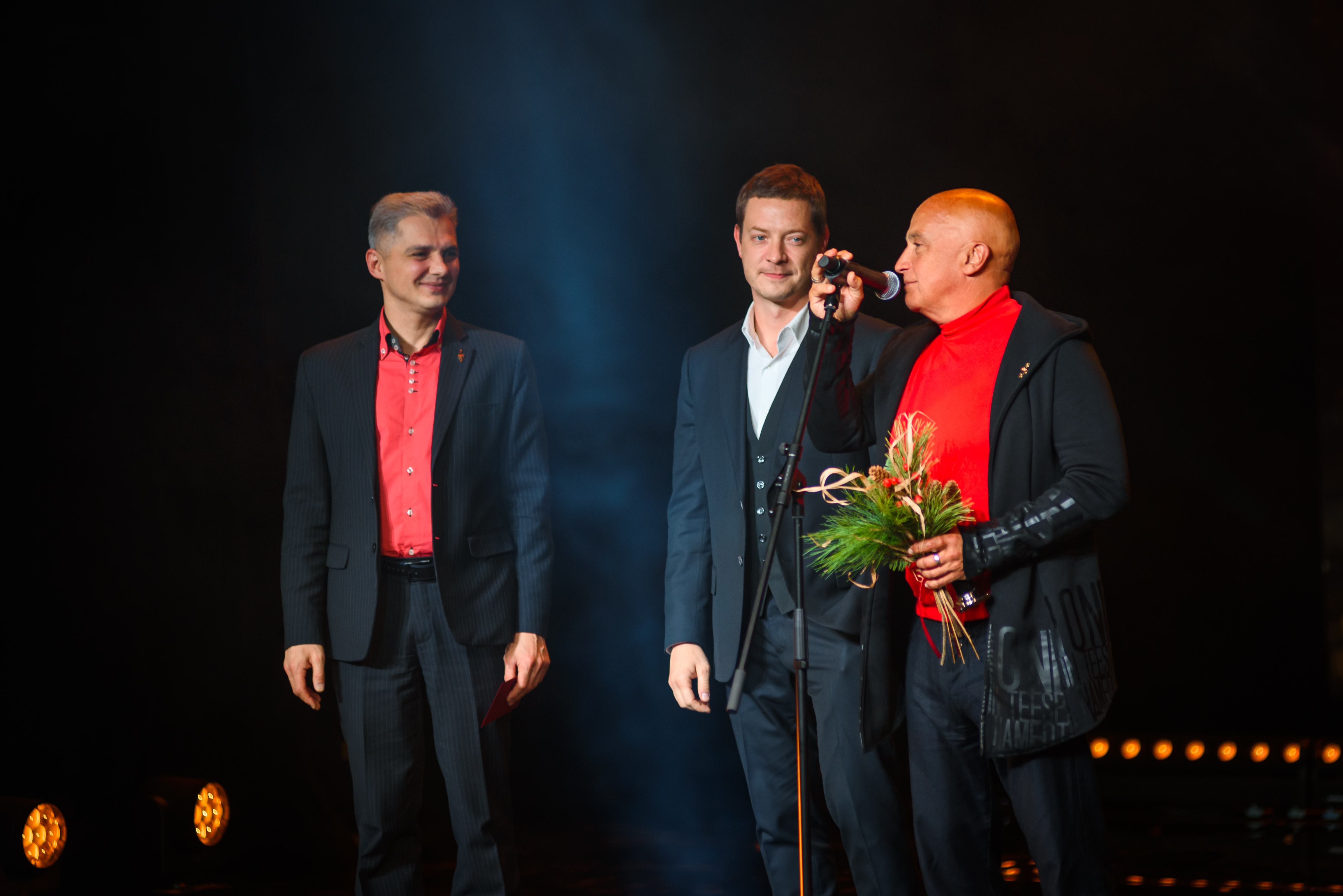
Виктор Крамер с Иваном Виноградовым и Айратом Тухватуллиным получают премию в номинации «Лучший спектакль» за спектакль _Авлабар, или Новая Ханума_ МХТ им. Чехова
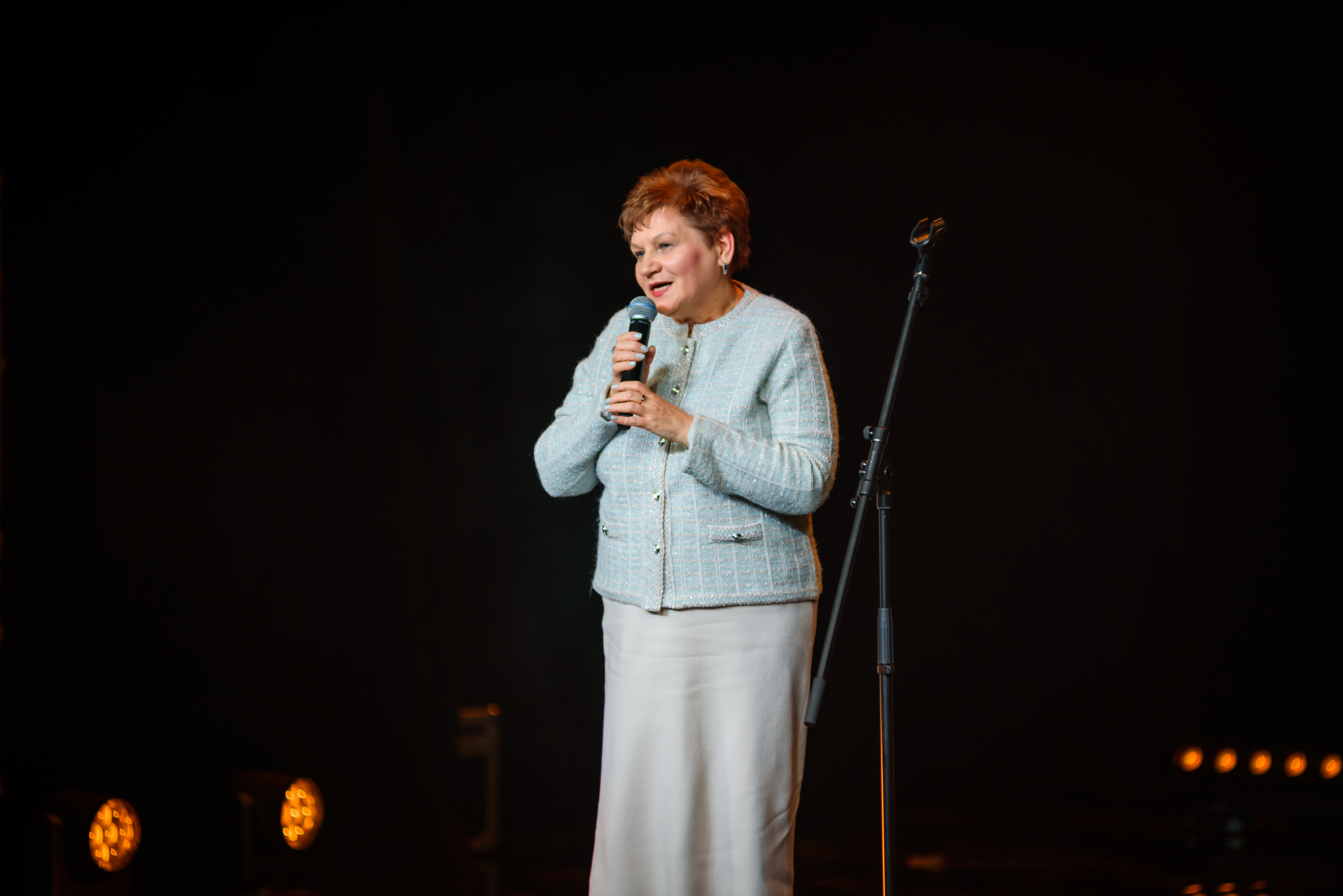
Ирина Калягина, министр культуры Самарской области объявляет о решении проведения фестиваля «Музыкальное сердце театра» в Самарской области в 2024 году
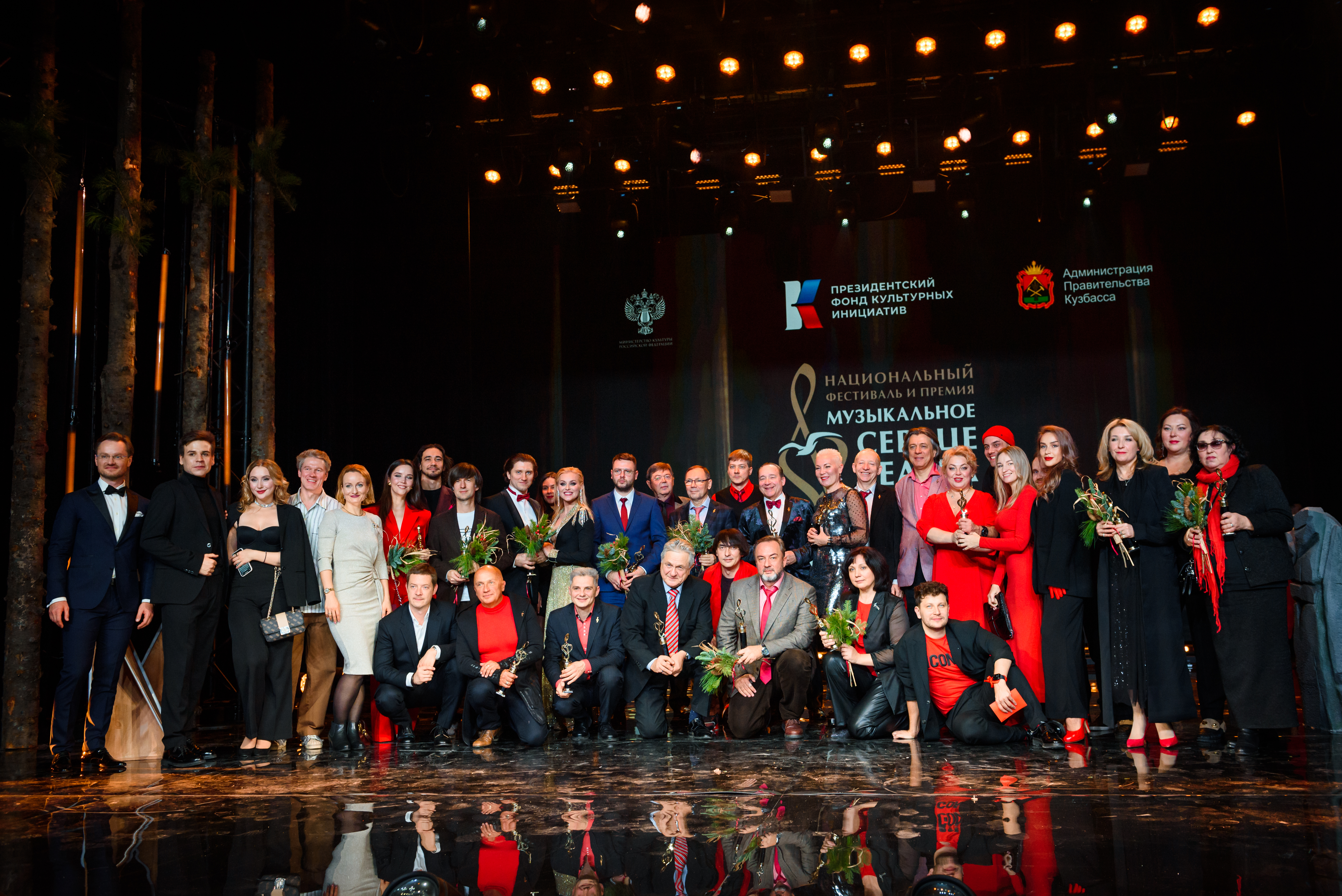
Лауреаты премии «Музыкальное сердце театра» 2023
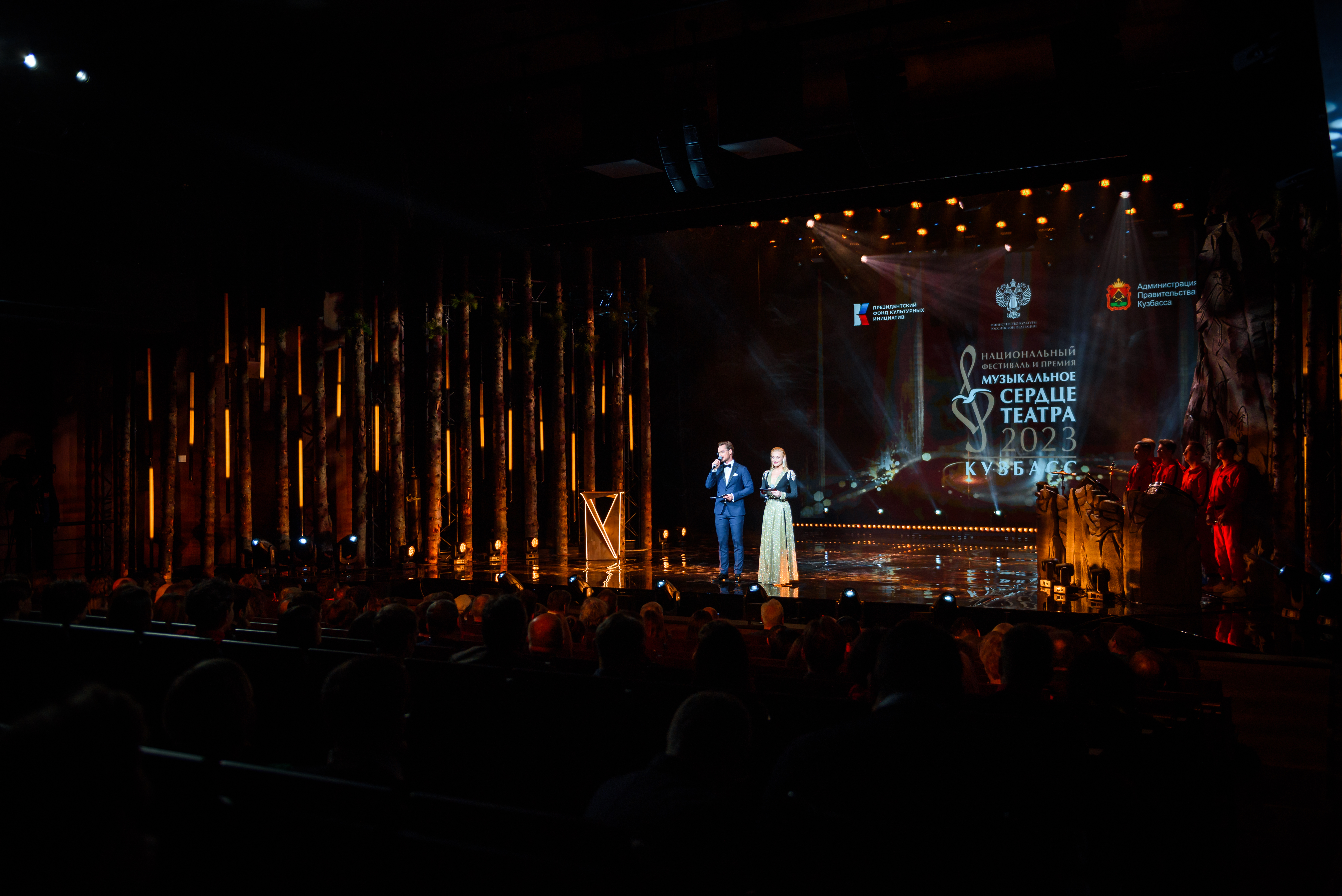
Открытие Церемонии вручения Премии «Музыкальное сердце театра» 2023
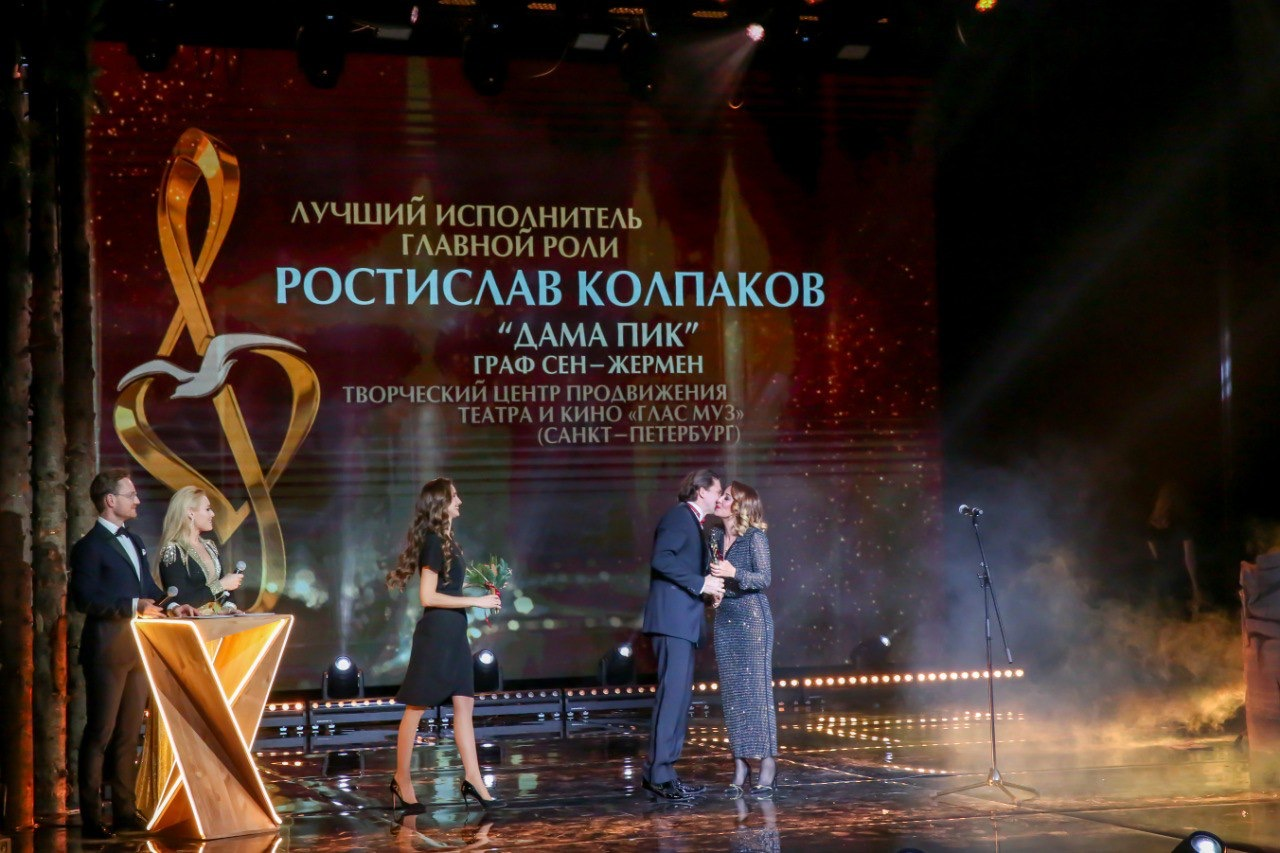
Ростислав Колпаков получает премию в номинации «Лучший исполнитель главной роли»
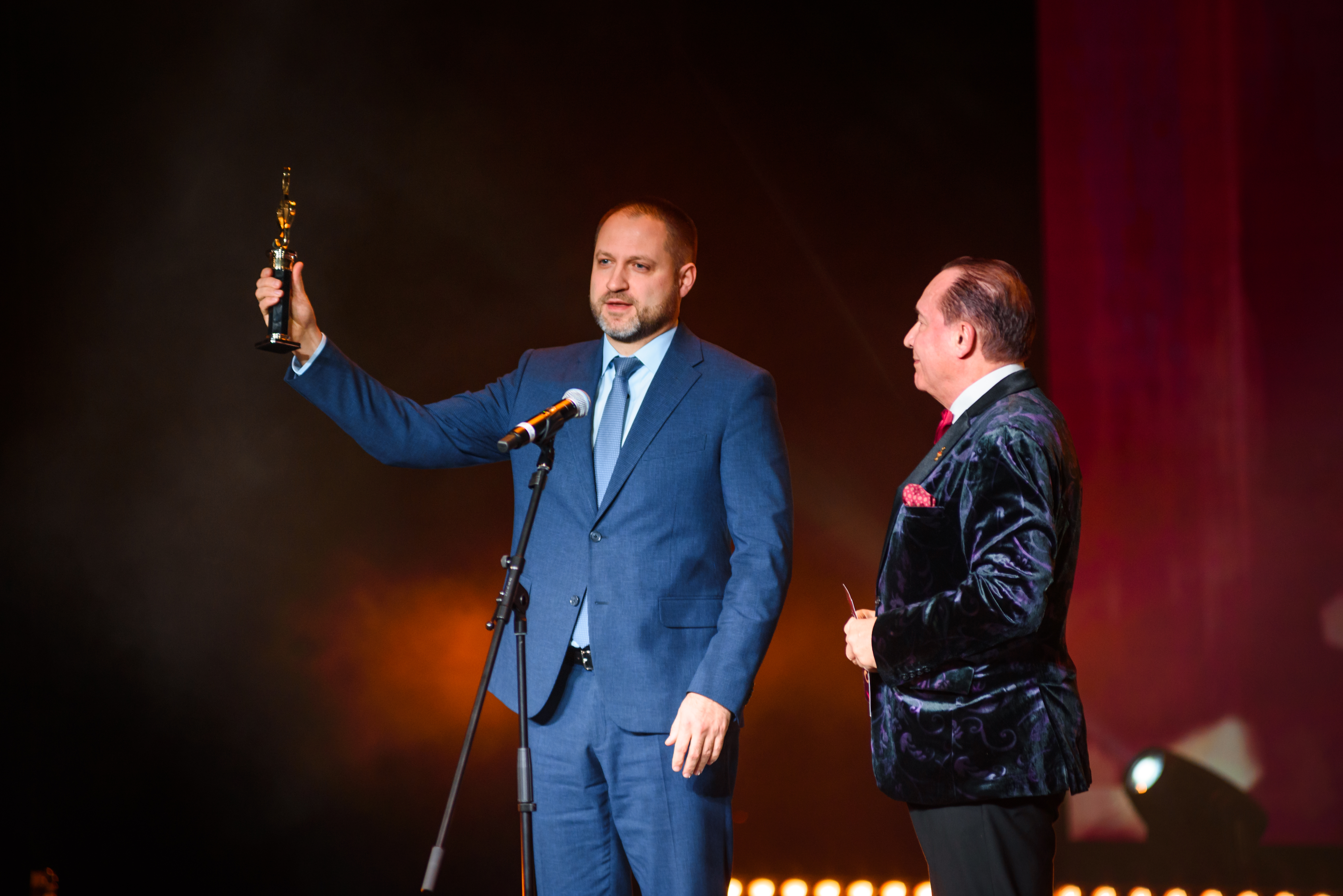
Сергей Алексеев заместитель Председателя Правительства Кузбасса (по вопросам культуры, спорта и туризма) получает премию для губернатора Кузбасса из рук Президента фестиваля Максима Дунаевского
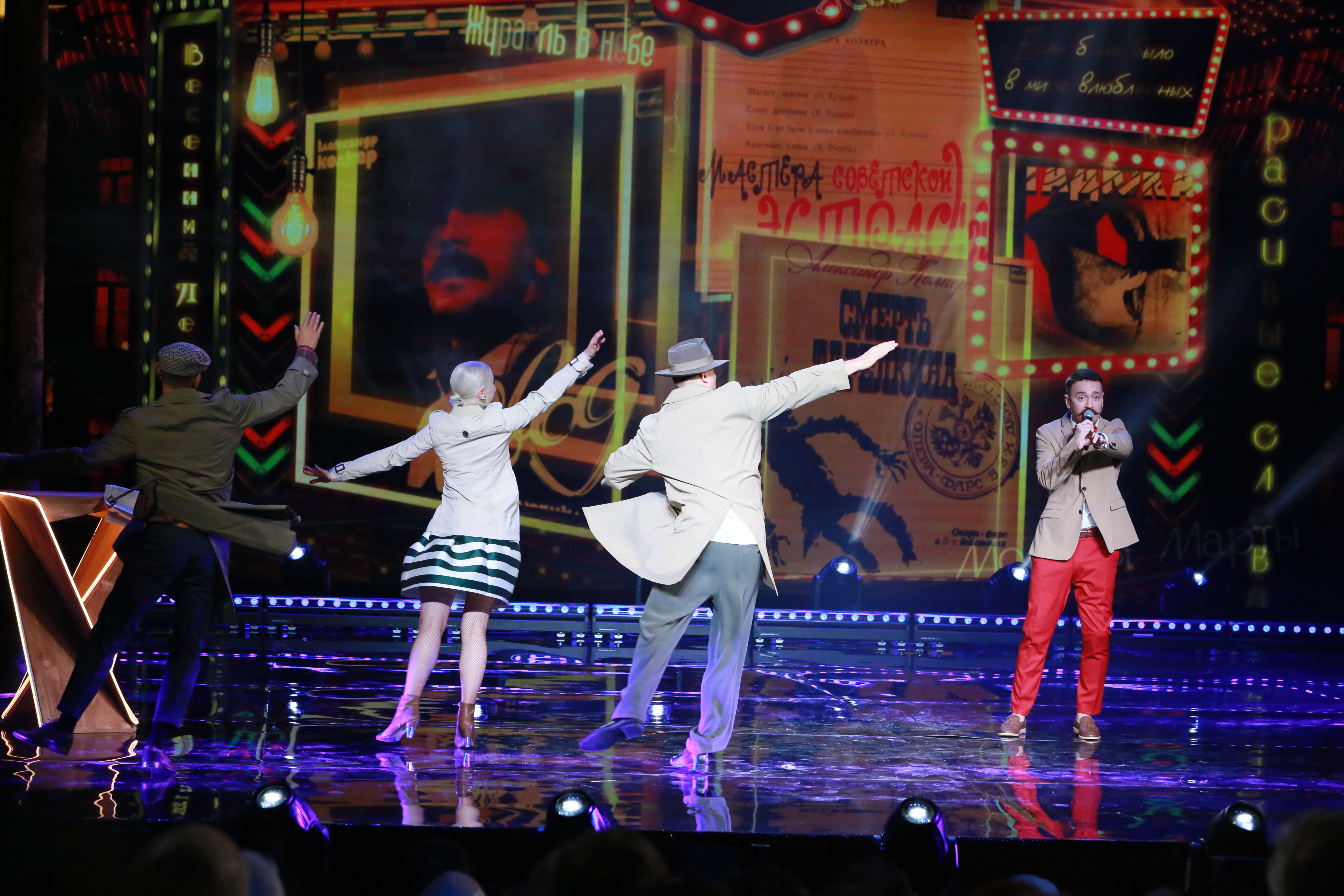
Церемония вручения Премии «Музыкальное сердце театра» 2023
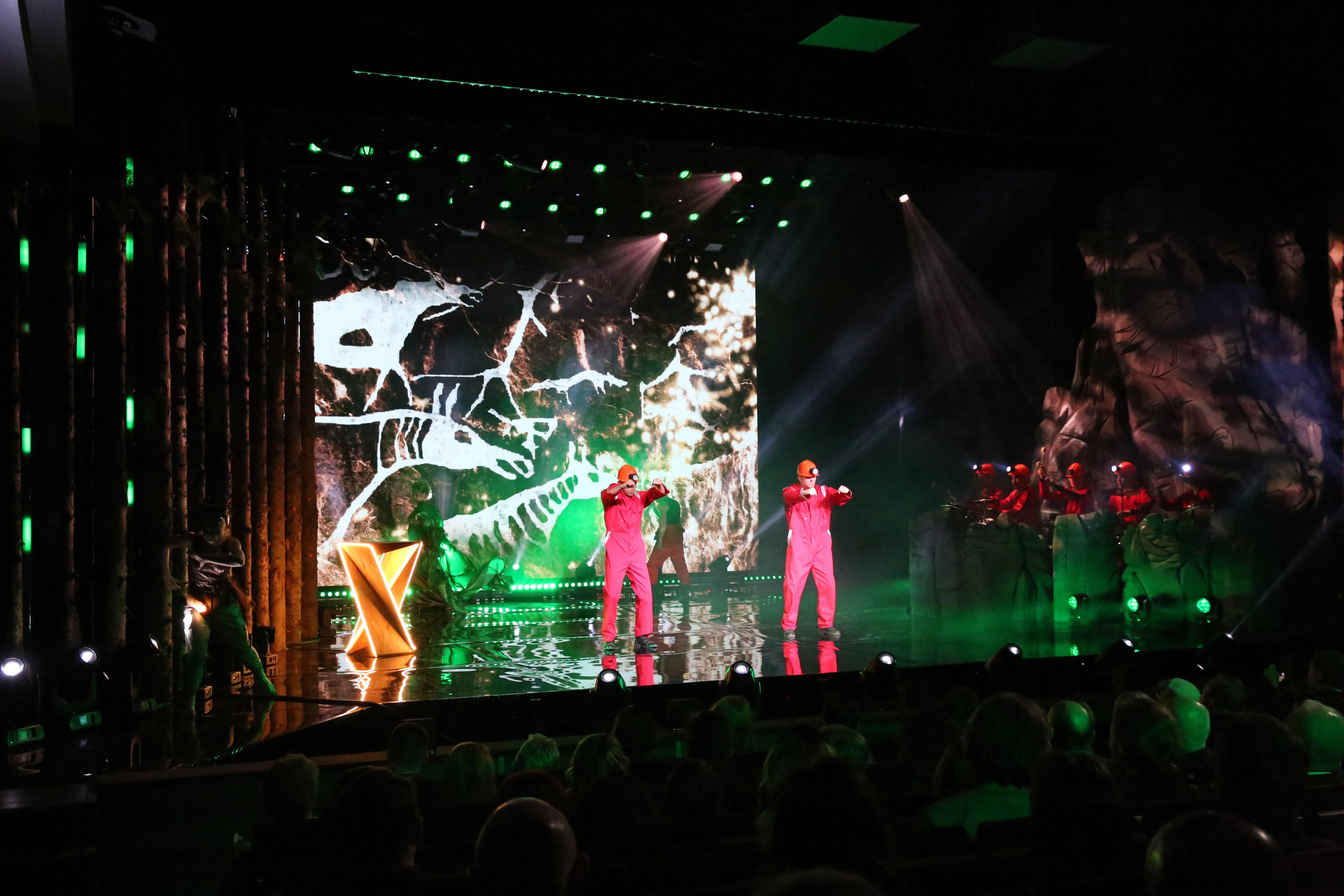
Церемония вручения Премии «Музыкальное сердце театра» 2023
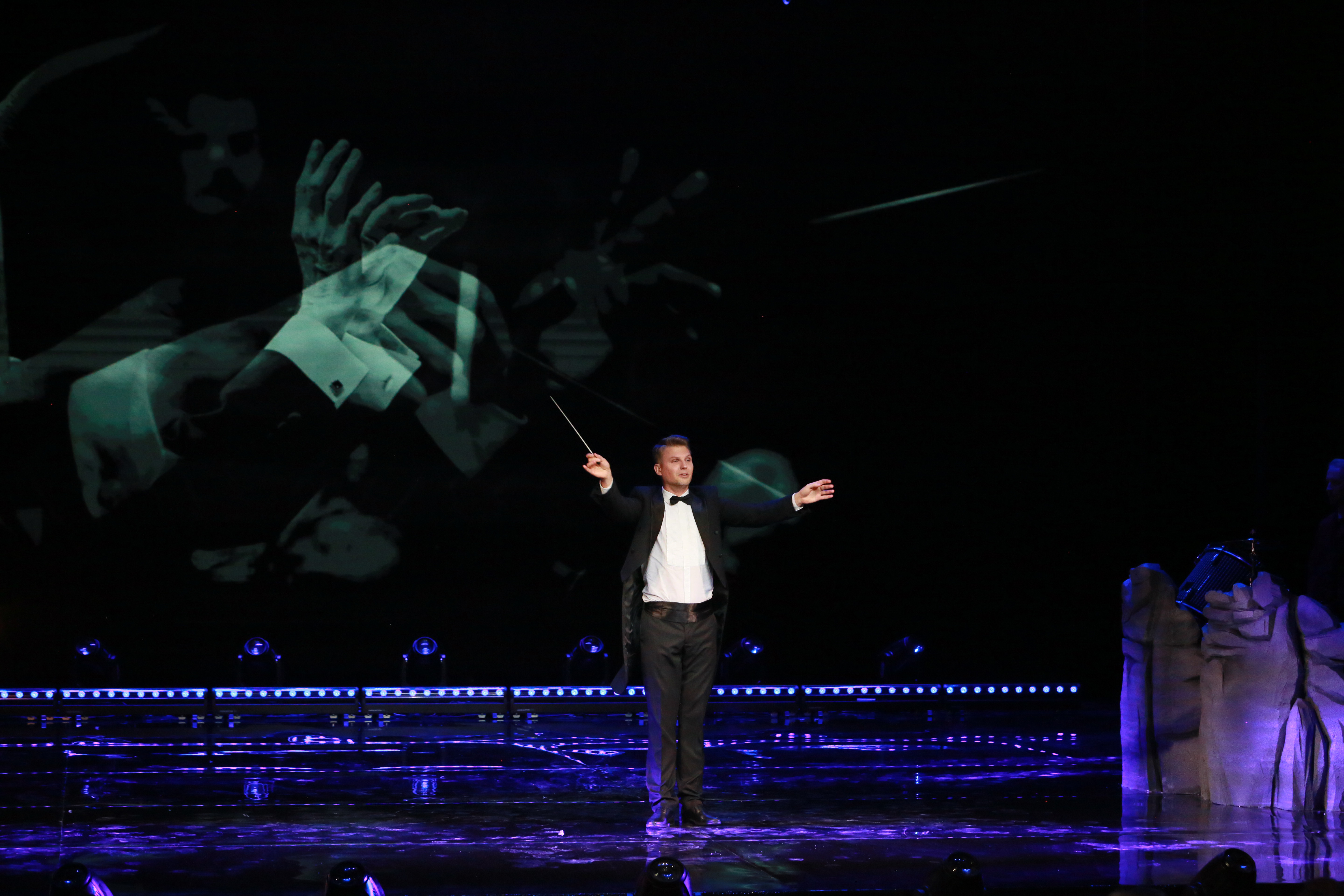
Церемония вручения Премии «Музыкальное сердце театра» 2023

Фестиваль 2023 года состоялся благодаря поддержке Президентского фонда культурных инициатив, Министерства культуры Российской Федерации и Правительства Кузбасса. В 2023 году во время проведения фестиваля было реализовано более 70 мероприятий, участниками и зрителями которых стали более 10 000 человек. Онлайн-охват трансляций составил более 750 000 человек.
Шорт-лист.
«А зори здесь тихие», Омский государственный музыкальный театр
«Авлабар, или Новая Ханума», Московский Художественный театр имени А.П. Чехова
«Бесприданница», Нижегородский Камерный музыкальный театр им. В.Т. Степанова
«В джазе только девушки», Оренбургский государственный областной театр музыкальной комедии
«Вечера на хуторе близ Диканьки», Тюменский большой драматический театр
«Дама Пик», Творческий центр продвижения театра и кино «Глас Муз» (г. Санкт-Петербург)
«Книга силы», Казанский государственный театр юного зрителя
«Кошка, которая гуляла сама по себе», Донецкий республиканский академический молодёжный театр
«Любовь. Чума. Верона», Музыкально-драматический театр Буфф имени И. Р. Штокбанта (Санкт-Петербург)
«Мамонтёнок», Московский театр мюзикла
«Маскарад», Свердловский академический театр музыкальной комедии (Екатеринбург)
«Маугли», Театр Эстрады имени Аркадия Райкина (Санкт-Петербург)
«Между двух миров», ООО «Медиа Группа Первый Еврейский» (Москва)
«Обыкновенное чудо», ТЮЗ им. А.А. Брянцева (Санкт-Петербург)
«Обыкновенное чудо», Самарский театр юного зрителя «СамАрт»
«Опасные связи», Новосибирский музыкальный театр
«Призрак замка Кентервиль», Музыкальный театр Кузбасса им. А.К. Боброва (Кемерово)
«Свадьба Кречинского», Государственный Академический Малый театр (Москва)
«Севастопольский вальс», Московский детский музыкально-драматический театр «Поколение»
«Служебный роман», Нижегородский театр «Комедiя»
«Снегурочка», Калининградский областной музыкальный театр.

### 2024
С 14 по 24 ноября в Самарской области (гг. Самара и Тольятти) состоялись показы лучших российских музыкальных спектаклей, номинированных на соискание премии в 2024 году.
На конкурс было подано 100 заявок от репертуарных театров и независимых коллективов России, созданных в период двух последних сезонов: 2022–2023 и 2023–2024 гг.

В лонг-лист по итогам отбора Малым экспертным советом (который состоит из профессиональных театральных критиков и экспертов музыкального театра) вышли 20 постановок. 17 спектаклей, вошедшие в шорт-лист и персональные номинанты на соискание премий, были объявлены на пресс-конференции в ТАСС 16.07.2024. Шорт-лист был сформирован Большим экспертным советом, состоящим из экспертов и практиков, занятых в сфере музыкального театра. Последний этап отбора – выбор лауреатов премии осуществлялся членами Академии современного музыкального театра, в которую вошли профессионалы-практики самых разных театральных цехов, а также представители СМИ, освещающие темы искусства, и преподавательский состав профильных ВУЗов, всего, на момент голосования, более 140 человек.

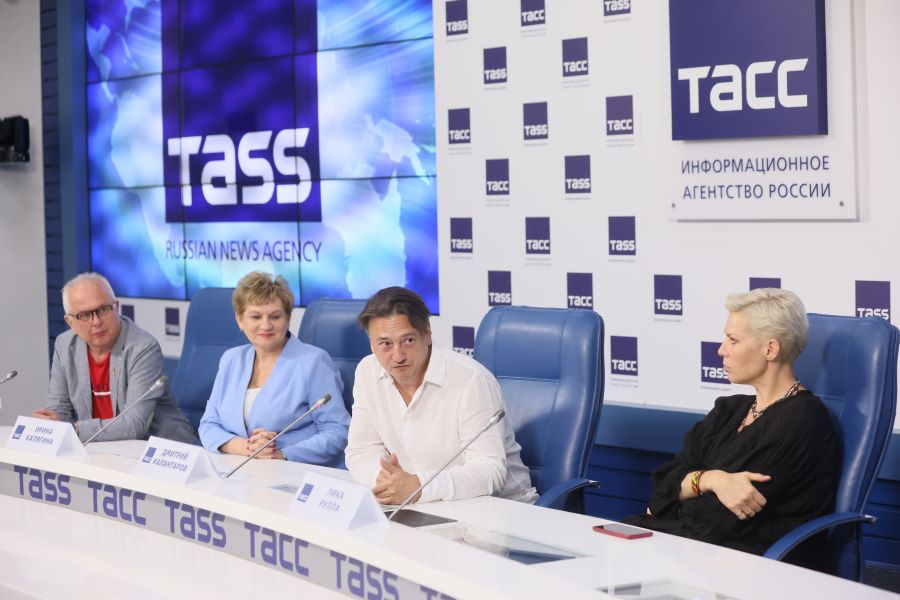
Конференция ТАСС Ким Брейтбург, Ирина Калягина, Дмитрий Калантаров, Лика Рулла

Участники фестивальной афиши в Самарской области:
«Два благородных дона», Самарский академический театр драмы им. М. Горького;
«Медведь», Театр юных зрителей им. А.А. Брянцева, (г. Санкт-Петербург);
«Флешка, рэп и любовь», Татарский государственный театр драмы и комедии им. Карима Тинчурина (г. Казань);
«Три товарища», Музыкальный театр имени Ф.И. Шаляпина, (г. Санкт-Петербург);
«Остров сокровищ», Ивановский музыкальный театр;
«Хозяйка Медной горы», Театральная компания Глеба Матвейчука, г. Москва;
«Яга», Орловский государственный театр для детей и молодежи «Свободное пространство»;
«Лунная история», Концертно-театральный центр «Югра-Классик» (г. Ханты-Мансийск);
«Сказка странствий», Санкт-Петербургский государственный детский музыкальный театр «Карамболь».

Спецпроектом фестиваля в этом году стала инициатива, ориентированная на поддержку и развитие юных талантов в сфере музыкального театра – «Юные актеры». В рамках данного проекта были организованы показы спектаклей, в которых выступают юные артисты, уже успевшие зарекомендовать себя на профессиональной сцене.
Спектакли – участники фестивальной афиши, показанные в рамках спецпрограммы «Юные актёры»:
«В стране невыученных уроков», Свердловская государственная детская филармония, (г. Екатеринбург);
«Юная любовь в пяти театральных измерениях», Театральная студия Светланы Горшковой, (г. Москва)
«Золотая Семруг», Частная школа искусств «Вдохновение», (г. Казань)

В 2024 году в рамках фестиваля был реализован проект, направленный на создание условий для доступа к искусству для людей с ограниченными возможностями. Основная часть спектаклей фестивальной афиши и специальной программы была адаптирована с помощью тифлокомментирования.

В рамках Национального фестиваля ежегодно проводится творческая лаборатория по созданию и доработке новых произведений для музыкального театра. В 2024 году куратором лаборатории выступил Александр Пантыкин - композитор, драматург, заслуженный деятель искусств РФ, доцент Уральской государственной консерватории имени М. П. Мусоргского. Режиссёром-наставником стала режиссёр, арт-директор фестиваля, преподаватель РАМ им. Гнесиных Светлана Горшкова. Во время очной части лаборатории была реализована не только работа над эскизами произведений, но также с 19 по 23 ноября прошла серия мастер-классов от ведущих практиков музыкального театра. 25 ноября состоялся показ эскизов, созданных в рамках лаборатории, в формате питчинга для художественных руководителей и директоров театров, продюсеров, представителей органов управления в сфере культуры и СМИ.

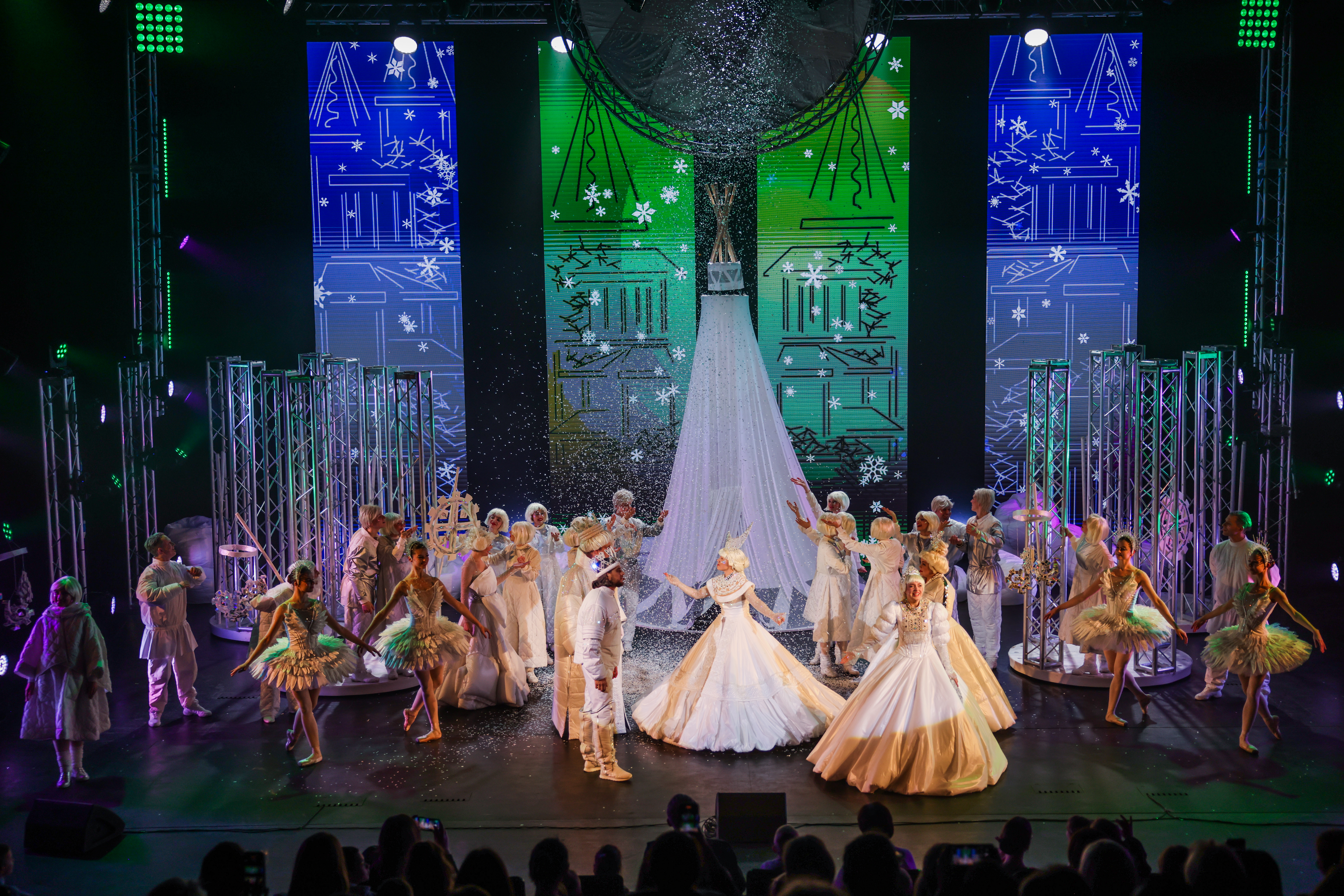
Мюзикл Лунная история Концертно-театральный центр Югра-классик
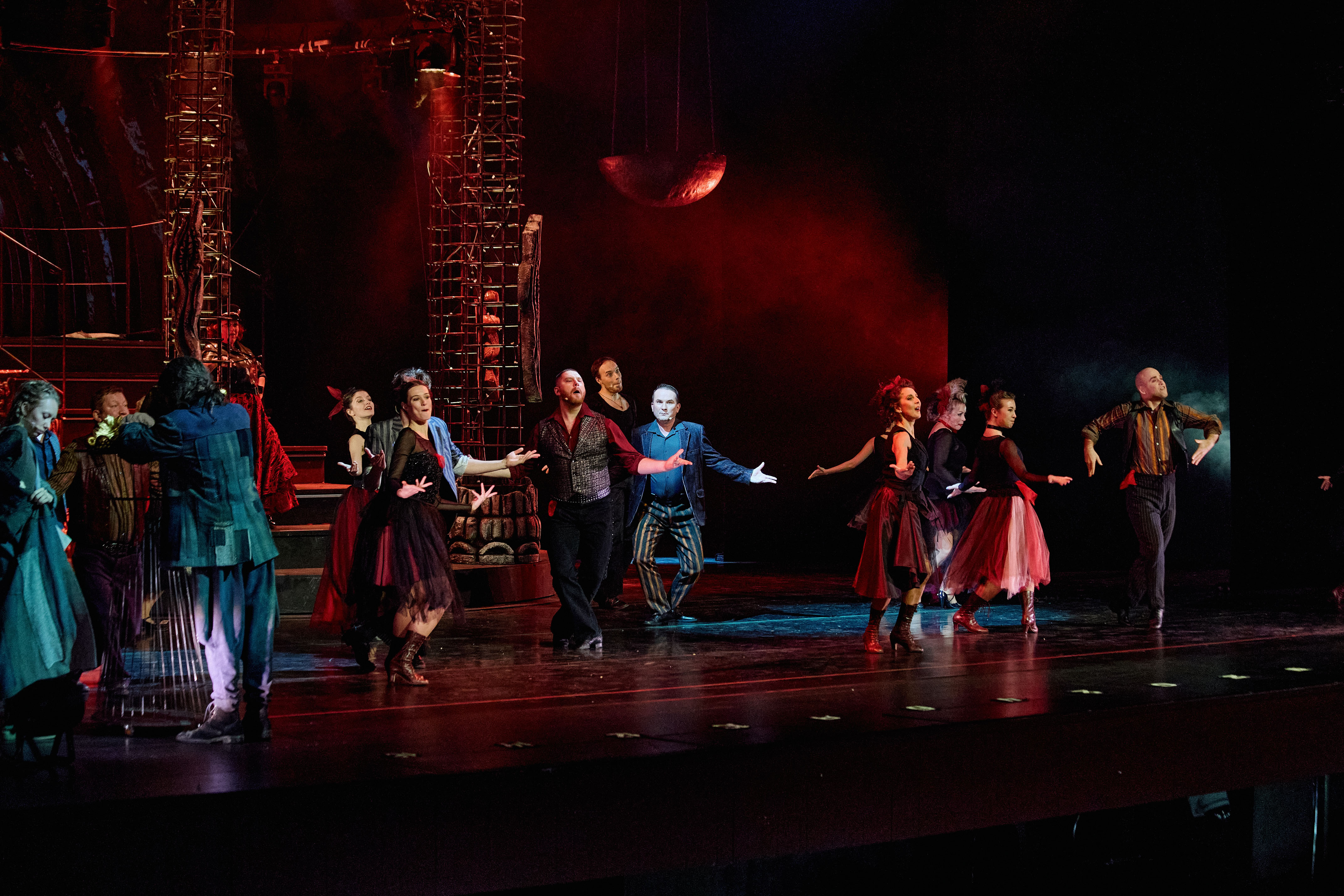
Мюзикл Сказка странствий детский музыкальный театр Карамболь , г Санкт-Петербург
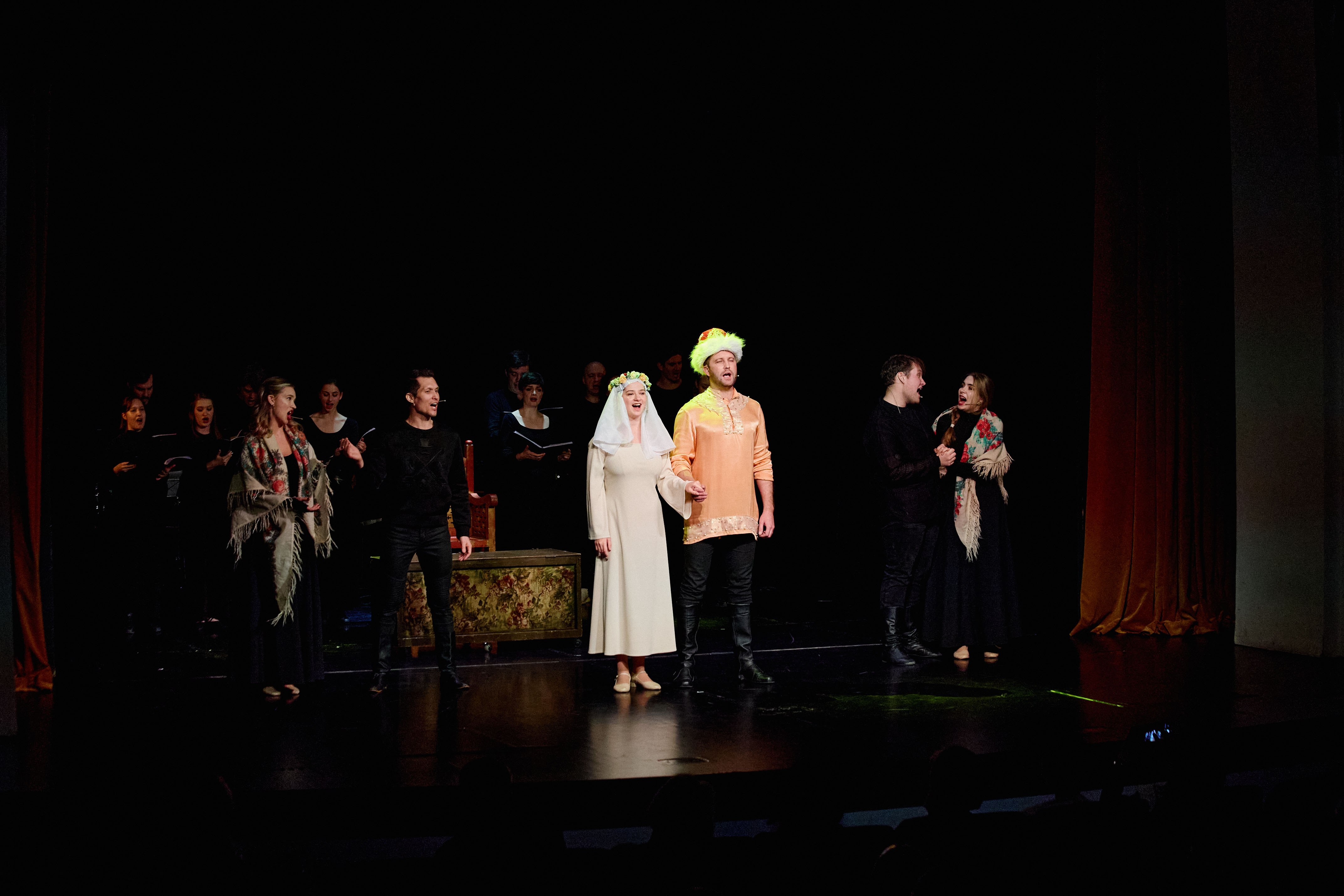
Питчинг эскиз музыкального сказания О Петре и Февронии
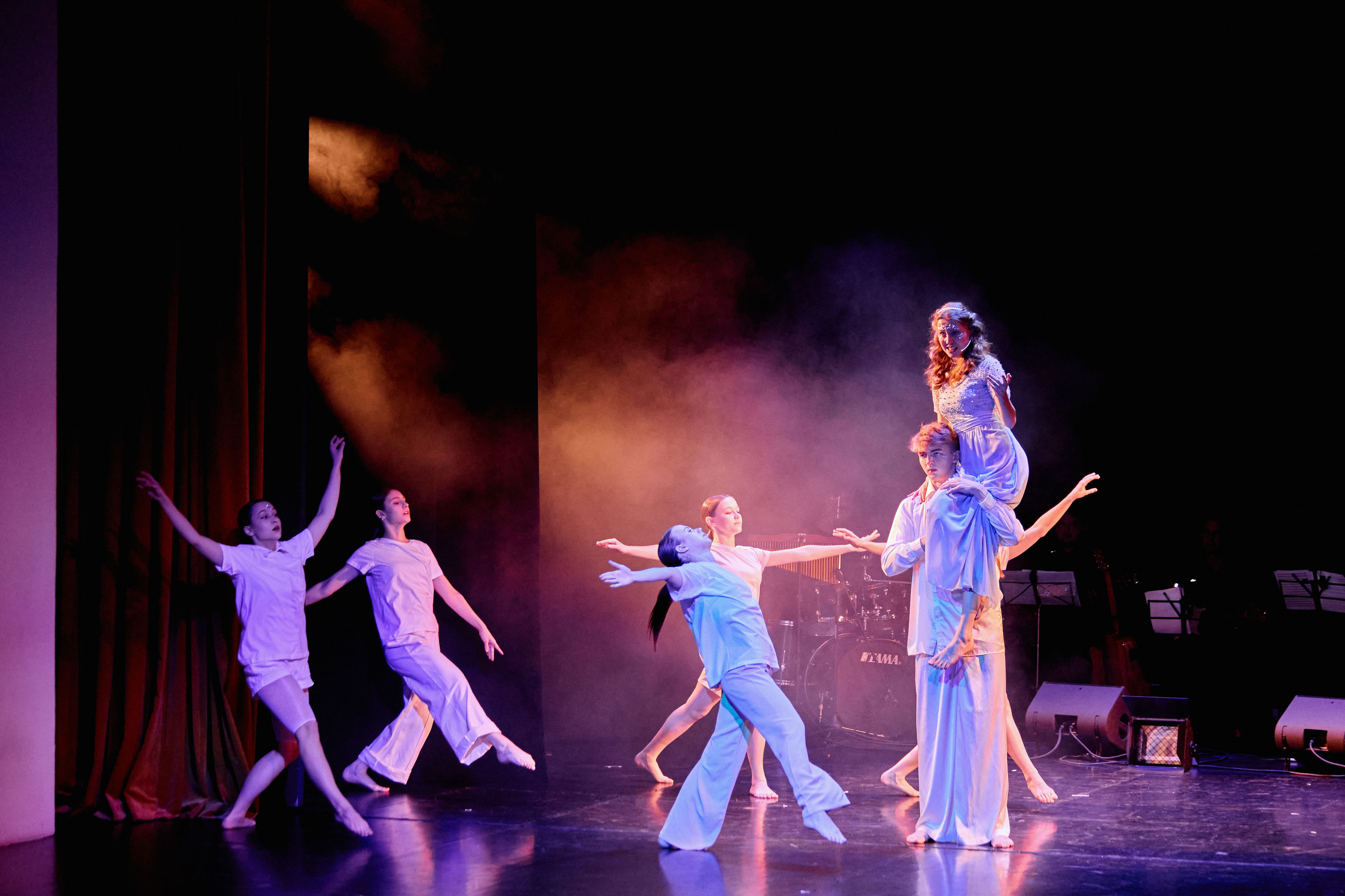
Питчинг эскиз мюзикла Золотая рыбка

Церемония.
25 ноября 2024 г. на сцене Самарского театра юного зрителя «СамАрт» состоялась торжественная церемония вручения премии «Музыкальное сердце театра».
Церемония прошла в необычном формате – мероприятие стилизовали под Грушинский фестиваль, который проходит в Самарской области с 1968 года. Ведущие мероприятия и артисты: Юрий Мазихин, Иван Ожогин, Наталия Быстрова, Михаил Дорожкин, Елена Газаева, Станислав Беляев и другие, выступали в амплуа участников знаменитого бардовского фестиваля.
Среди гостей церемонии награждения были Максим Дунаевский, Марк Розовский, Ким Брейтбург, Александр Пантыкин, Сергей Сашин, Дмитрий Калантаров, Светлана Горшкова, Виктор Минков, Евгений Загот, Сусанна Цирюк, Карина Вартанова, Ирина Брондз, Валерий Архипов, Ольга Кудишина, Ирина Калягина, Нонна Гришаева, Евгений Марчелли, Алексей Франдетти и многие другие. С приветственным словом выступила министр культуры РФ Ольга Любимова.

Фестиваль 2024 года состоялся благодаря поддержке Президентского фонда культурных инициатив, Министерства культуры Российской Федерации, Союза театральных деятелей России и Правительства Самарской области.

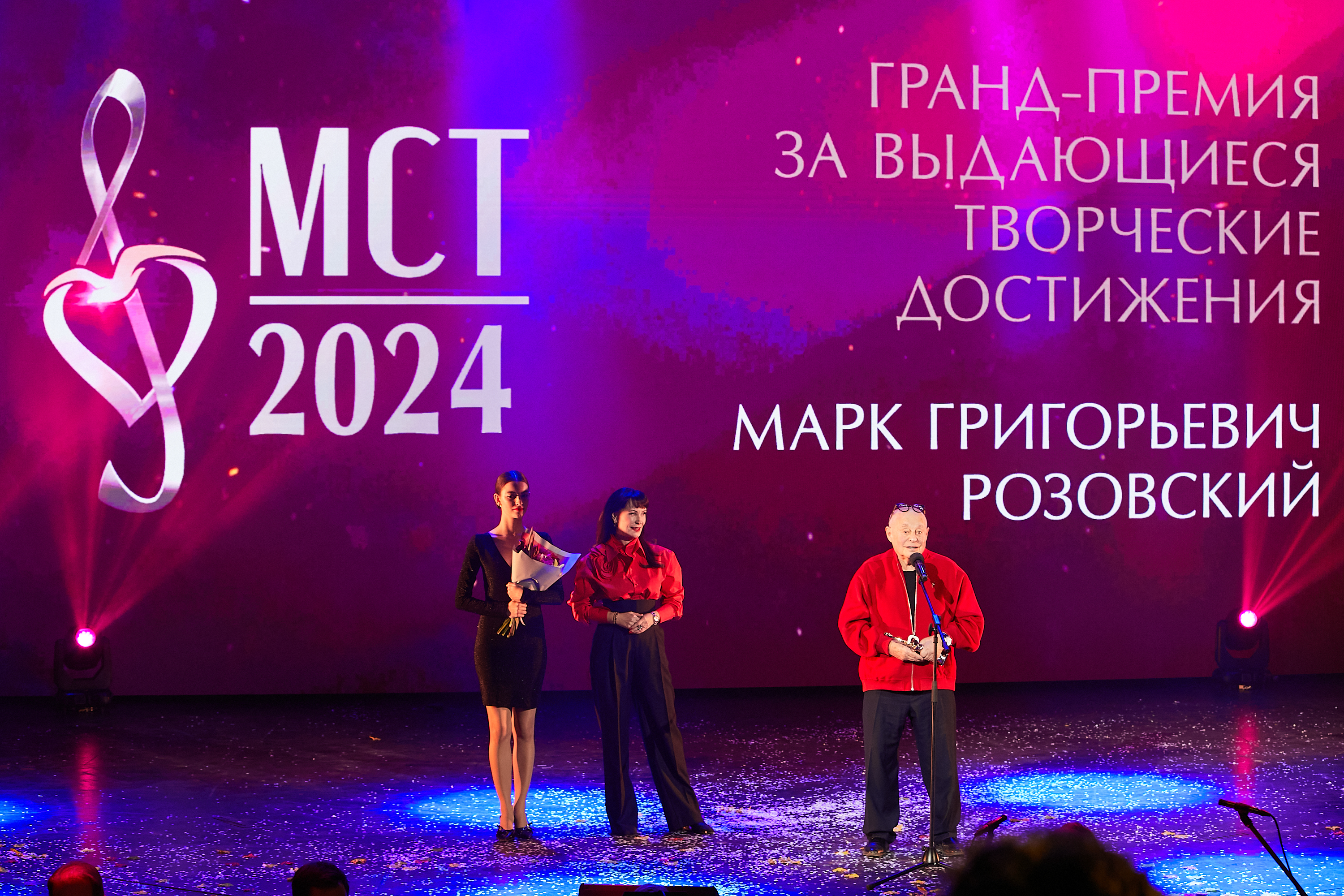
Церемония - вручение Гранд-премии за выдающиеся творческие достижения
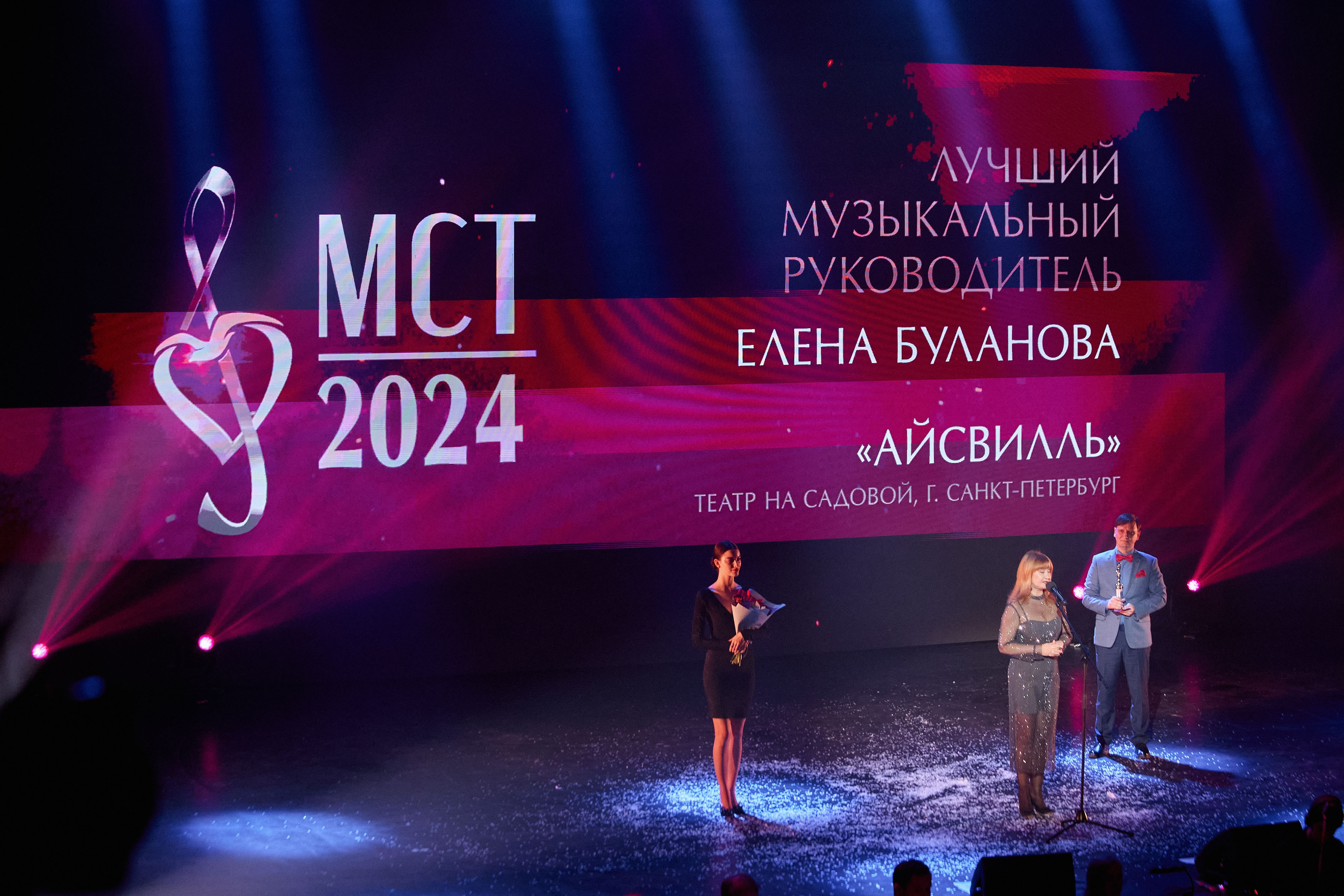
Церемония - вручение Премии Лучший музыкальный руководитель, спектакль Айсвилль
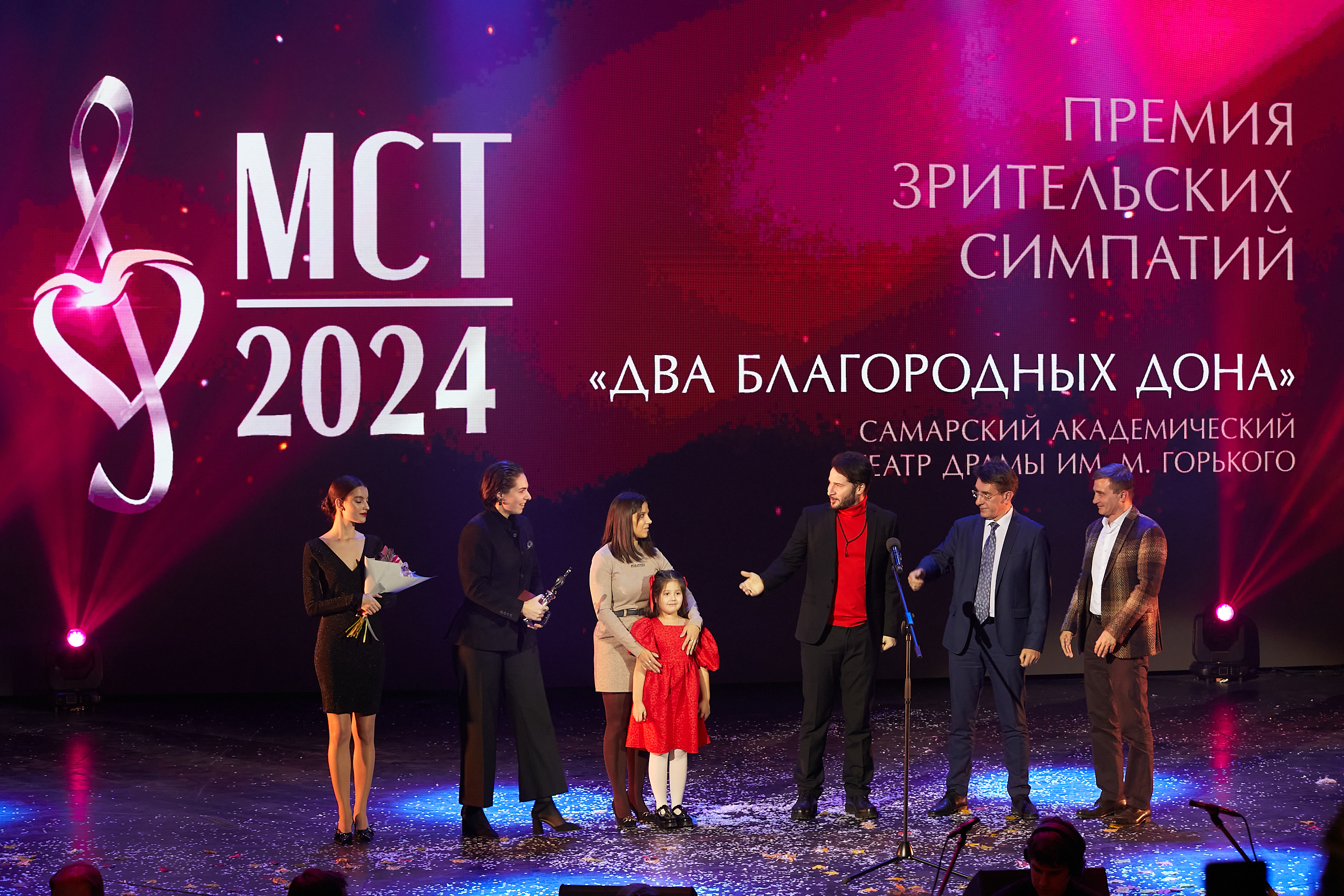
Церемония - вручение Премии зрительских симпатий, спектакль Два благородных дона
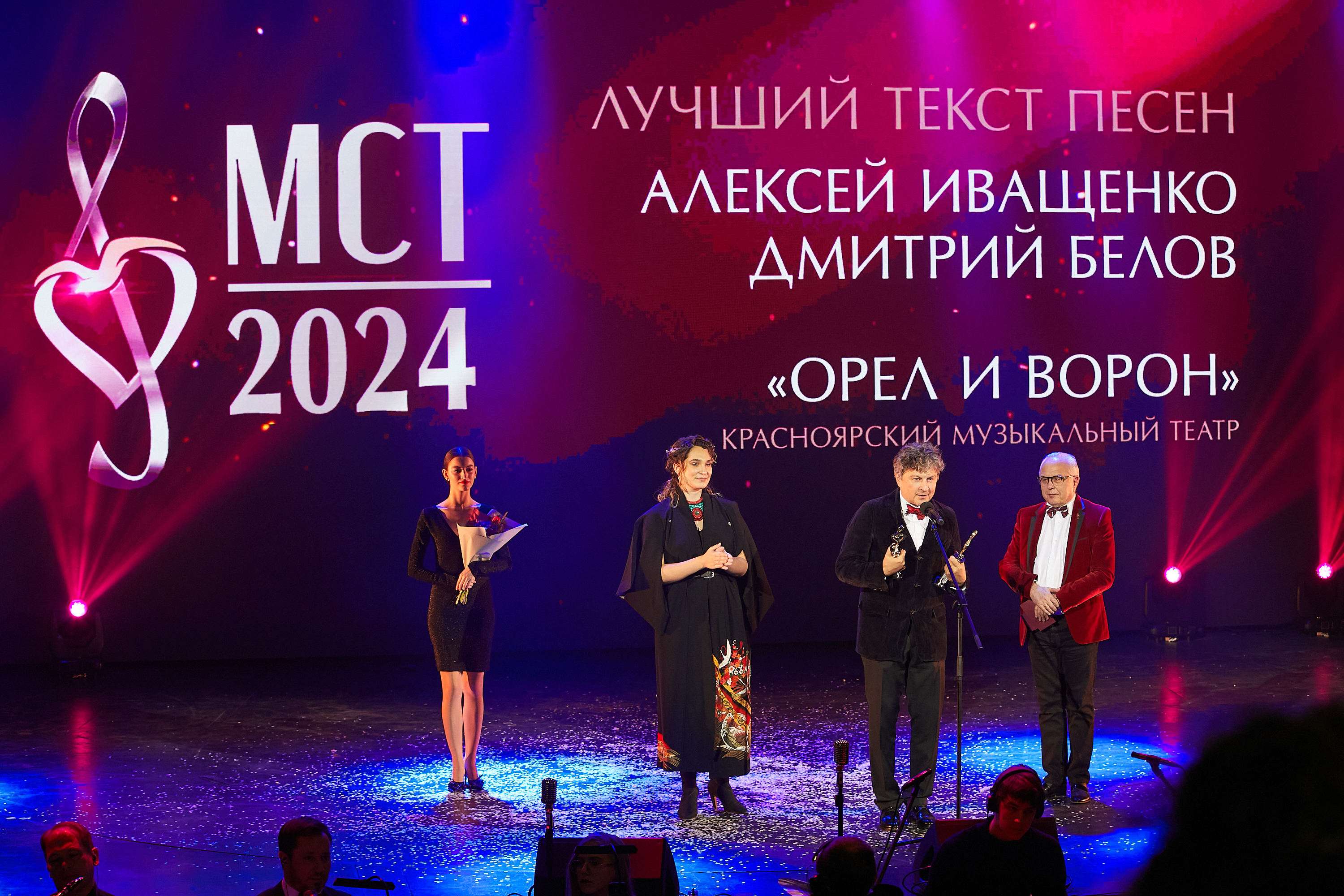
Церемония вручение Премии Лучший текст песен, спектакль Орел и Ворон
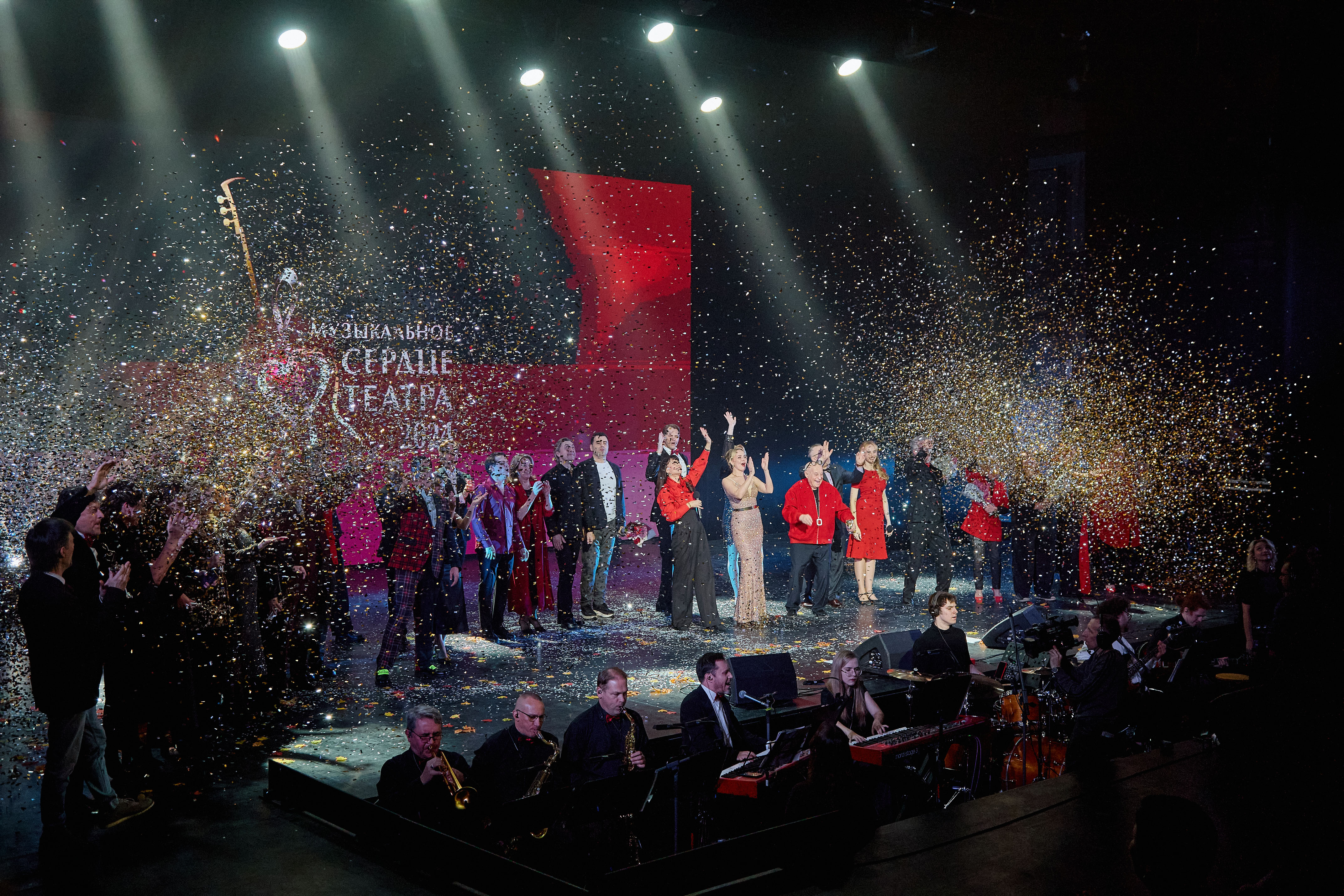
Церемония финал

Шорт-лист.
«Айсвилль», «Театр на Садовой», г. Санкт-Петербург
«Бременские музыканты», «Театр имени Моссовета», г. Москва
«В поисках времени», Омский государственный музыкальный театр
«Два благородных дона», Самарский академический театр драмы им. М. Горького
«Капитанская дочка», «Театр музыки, драмы и комедии», г. Новоуральск
«Медведь», Театр юных зрителей им. А.А. Брянцева, г. Санкт-Петербург
«На всякого мудреца...», Краснодарское творческое объединение «Премьера» им. Л.Г. Гатова
«Орел и Ворон», Красноярский музыкальный театр
«Остров сокровищ», Ивановский музыкальный театр
«Римские каникулы», Северский музыкальный театр (Томская область)
Северный мюзикл «Лунная история», Концертно-театральный центр «Югра-Классик», г. Ханты-Мансийск
«Сказка странствий», Санкт-Петербургский государственный детский музыкальный театр «Карамболь»
«Три товарища», Музыкальный театр имени Ф.И. Шаляпина, г. Санкт-Петербург
«Флешка, рэп и любовь», Татарский государственный театр драмы и комедии им. Карима Тинчурина, г. Казань
«Хозяйка Медной горы», Театральная компания Глеба Матвейчука, г. Москва
«Человек, нашедший своё лицо», Новосибирский музыкальный театр
«Яга», Орловский государственный театр для детей и молодежи «Свободное пространство».

### 2025
В 2025 году мероприятия «Музыкального сердца театра» запланированы на территории Северо-Западного федерального округа. Студенческая программа «Большой дебют» будет проведена в сотрудничестве с Российским государственным институтом сценических искусств в культурно-образовательном кластере г. Калининграда на базе филиала РГИСИ – в Балтийской высшей школе музыкального и театрального искусства с 20 по 25 октября.
С 14 по 24 ноября в Санкт-Петербурге планируются к реализации фестивальные мероприятия основного блока, в рамках которых: пройдут показы лучших российских музыкальных спектаклей, организована Лаборатория, включающая в себя отбор новых произведений, не имеющих ранее сценического воплощения с питчингом эскизов спектаклей (в том числе и по специальному направлению «Защитники Отечества»), деловая программа для руководителей театров, показ джукбокс-мюзикла «Дунаевские. Двойной портрет» к 125-летию Исаака и 80-летию Максима Дунаевских и торжественная Церемония награждения победителей премии «Музыкальное сердце театра».

## Номинации
Национальная премия «Музыкальное сердце театра» присуждается в 19 конкурсных номинациях по решению членов Академии современного музыкального театра:
1. Лучшая пьеса (автор/перевод)
2. Лучший текст песен (автор/перевод)
3. Лучшая музыка (композитор)
4. Лучшая оркестровка (аранжировщик)
5. Лучший музыкальный руководитель
6. Лучший дирижёр
7. Лучшее пластическое решение (хореограф)
8. Лучшая сценография (художник-сценограф)
9. Лучшие костюмы (художник по костюмам)
10. Лучшее световое оформление (художник по свету)
11. Лучшая исполнительница роли второго плана
12. Лучший исполнитель роли второго плана
13. Лучшая исполнительница главной роли
14. Лучший исполнитель главной роли
15. Лучший режиссёр
16. Лучший продюсер
17. Лучший спектакль для детей и подростков
18. Лучший спектакль малой формы
19. Лучший спектакль.

Также вручаются 3 специальные премии:
1. Гранд-премия за выдающиеся достижения (по решению Президента фестиваля и премии)
2. За партнёрство/за поддержку (решением Дирекции по представлению Академиками)
3. Премия зрительских симпатий (голосуют зрители).

## Лауреаты премии

### 2007
1. Лучшая пьеса (драматург/перевод): Михаил Бартенев («Вино из одуванчиков» по произведению Р. Бредбери, Самарский театр юного зрителя «СамАрт»)
2. Лучший текст песен (автор/перевод): Юлий Ким («Безразмерное Ким-танго», Московский театр «Эрмитаж»)
3. Лучшая музыка (композитор): Александр Журбин («Владимирская площадь», Пермский Академический театр драмы)
4. Лучшая оркестровка (аранжировщик): Александр Марченко и Олег Синкин («P.S. Грезы…», Театр Музыки и Поэзии п/р Елены Камбуровой, Москва)
5. Лучшее пластическое решение (хореограф): Валерий Архипов («Страна любви», Театр «Сатирикон» им. Аркадия Райкина, Москва)
6. Лучшая сценография (художник-сценограф): Александр Орлов («Пышка», Драматический театр «на Литейном», Санкт-Петербург)
7. Лучшие костюмы (художник по костюмам): Валентина Комолова («Маугли», Московский государственный академический театр оперетты)
8. Лучшее световое оформление (художник по свету): Владислав Фролов («Абсент», «P.S. Грезы…», Театр Музыки и Поэзии п/р Е. Камбуровой, Москва)
9. Лучшее звуковое оформление спектакля (звукорежиссёр): Антон Бобышев и Сергей Ципис («Mamma Mia!», Stage Entertainment Россия)
10. Лучшая исполнительница роли второго плана: Ирина Максимкина (Нелли — «Владимирская площадь», Пермский Академический театр драмы)
11. Лучший исполнитель роли второго плана: Александр Голубев*[12] (Балу — «Маугли», Московский государственный академический театр оперетты).
12. Лучшая исполнительница главной роли: Наталия Быстрова (Софи — «Mamma Mia!», Stage Entertainment Россия)
13. Лучший исполнитель главной роли: Искандер Хайруллин (Тузар — «Черная бурка», Татарский государственный академический театр им. Галиасгара Камала, Казань)
14. Лучший музыкальный руководитель: Игорь Субботин («Липериада» Национальный театр Республики Карелия, Петрозаводск)
15. Лучший дирижёр: Евгений Загот («Mamma Mia!», Stage Entertainment Россия)
16. Лучший режиссёр: Фарид Бикчантаев («Черная бурка», Татарский государственный академический театр им. Галиасгара Камала, Казань)
17. Лучший продюсер: Дмитрий Богачёв («Mamma Mia!», Stage Entertainment Россия)
18. Лучший спектакль: «Черная бурка» (Татарский государственный академический театр им. Галиасгара Камала, Казань)
19. Специальный Приз Жюри: Театр Музыки и Поэзии п/р Е. Камбуровой.

Специальные премии:
- Премия за партнерство в развитии жанра присуждена компании Volvo
- Премия за поддержку музыкального театра присуждена Губернатору Пермского края Олегу Чиркунову
- Гранд-премия за выдающиеся творческие достижения в области музыкального театра присуждена Марку Захарову.

### 2009
1. Лучшая пьеса (драматург/перевод): Братья Пресняковы («Конёк-Горбунок», МХТ им. А. П. Чехова)
2. Лучший текст песен (автор / перевод): Юрий Ряшенцев и Галина Полиди («Шербурские зонтики», Санкт-Петербургский государственный музыкальный театр «Карамболь»)
3. Лучшая музыка (композитор): Александр Колкер («Гадюка», Новосибирский театр музыкальной комедии)
4. Лучшая оркестровка (аранжировщик): Олег Синкин («ВРЕМЕНА… ГОДА…», Театр Музыки и Поэзии п/р Е. Камбуровой)
5. Лучшее пластическое решение (хореограф): Альберт Альбертс («Конёк-Горбунок», МХТ им. А. П. Чехова)
6. Лучшая сценография (художник-сценограф): Зиновий Марголин («Шербурские зонтики», Санкт-Петербургский государственный музыкальный театр «Карамболь»)
7. Лучшие костюмы (художник по костюмам): Мария Данилова («Конёк-Горбунок», МХТ им. А. П. Чехова)
8. Лучшее световое оформление (художник по свету): Дамир Исмагилов («Шербурские зонтики», Санкт-Петербургский государственный музыкальный театр «Карамболь»)
9. Лучшее звуковое оформление спектакля (звукорежиссёр): Александр Гусев и Сергей Родюков («Гоголь… Вечера..», Музыкальная студия «Саунд-Драма»)
10. Лучшая исполнительница роли второго плана: Юлия Чуракова (Анита — «Вестсайдская история», Новосибирский театр «Глобус»)
11. Лучший исполнитель роли второго плана: Алексей Черных (Роджер Бри, режиссёр — «Продюсеры», Московский театр «Et Cetera»)
12. Лучшая исполнительница главной роли: Ольга Белохвостова (Золушка — «Золушка», Государственный академический театр «Московская оперетта»)
13. Лучший исполнитель главной роли (2 премии): Максим Леонидов (Макс Бьялосток — «Продюсеры», Московский театр «Et Cetera»), Юрий Мазихин (Макс Бьялосток — «Продюсеры», Московский театр «Et Cetera»)
14. Лучший музыкальный руководитель: Ирина Брондз («Человек-амфибия», Санкт-Петербургский государственный музыкальный театр «Карамболь»)
15. Лучший дирижёр: Алексей Людмилин («Вестсайдская история», Новосибирский академический молодёжный театр «Глобус»)
16. Лучший режиссёр: Иван Поповски («ВРЕМЕНА… ГОДА…» Театр Музыки и Поэзии п/р Е. Камбуровой)
17. Лучший продюсер: Александр Калягин и Давид Смелянский («Продюсеры», Московский театр «Et Cetera»)
18. Лучший спектакль: «Продюсеры» (Московский театр «Et Cetera»)
19. Специальный Приз Жюри: «Карлсон, который живёт на крыше» (Фонд Герарда Васильева и Академия Детского мюзикла)[13].

Специальные премии:
- Премия за поддержку жанра: открытый фестиваль искусств «Черешневый лес»
- Премия за поддержку музыкального театра: телеканал «ТВ-Центр»
- Гранд-премия за выдающиеся творческие достижения: Геннадий Гладков.

### 2012
1. Лучшая пьеса (драматург): Константин Фёдоров («Лёнька Пантелеев», Театр юных зрителей имени А. А. Брянцева, Санкт-Петербург)
2. Лучший текст песен (автор / перевод): Михаил Бартенев и Андрей Усачёв («Алые паруса», Свердловский государственный академический театр музыкальной комедии, Екатеринбург; Пермский академический Театр-Театр; Новосибирский академический молодёжный театр «Глобус»)
3. Лучшая музыка (композитор): Максим Дунаевский («Алые паруса», Свердловский государственный академический театр музыкальной комедии, Екатеринбург; Пермский академический Театр-Театр; Новосибирский академический молодёжный театр «Глобус»)
4. Лучшая оркестровка (аранжировщик): Евгений Загот («Алые паруса», Свердловский государственный академический театр музыкальной комедии, Екатеринбург)
5. Лучший музыкальный руководитель: Алексей Людмилин («Алые паруса», Новосибирский академический молодёжный театр «Глобус»)
6. Лучший дирижёр: Светлана Филиппович («Огниво», «Театриум на Серпуховке под руководством Терезы Дуровой», Москва)
7. Лучшие костюмы (художник по костюмам): Вячеслав Окунев («Граф Орлов», Московский государственный академический театр оперетты)
8. Лучшая сценография (художник-сценограф): Виктор Шилькрот («Алые паруса», Пермский академический Театр-Театр)
9. Лучшее световое оформление (художник по свету): Евгений Виноградов («Алые паруса», Пермский академический Театр-Театр)
10. Лучшая исполнительница роли второго плана: Екатерина Гусева (Екатерина II — «Граф Орлов», Московский государственный академический театр оперетты)[14]
11. Лучший исполнитель роли второго плана: Юрий Веденеев (Людовик XV — «Фанфан-Тюльпан», Московский государственный академический театр оперетты)
12. Лучшая исполнительница главной роли: Теона Дольникова (Елизавета — «Граф Орлов», Московский государственный академический театр оперетты)
13. Лучший исполнитель главной роли: Иван Ожогин (Граф фон Кролок — «Бал вампиров», Санкт-Петербургский театр музыкальной комедии)
14. Лучшее пластическое решение (хореограф): премия не присуждалась
15. Лучший режиссёр: Борис Мильграм («Алые паруса», Пермский академический Театр-Театр)
16. Лучший продюсер: Владимир Тартаковский, Алексей Болонин («Граф Орлов», Московский государственный академический театр оперетты)
17. Лучший спектакль: «Ленька Пантелеев» (Театр юных зрителей имени А. А. Брянцева, Санкт-Петербург)
18. Специальный приз Жюри «Большой дуэт»: Лариса Долина и Дмитрий Харатьян за звёздный тандем в мюзикле «Мата Хари: любовь и шпионаж» («РуАртсПроджект», Москва)

Специальные премии:
- Премия за поддержку жанра: телеканал «Москва 24»
- Премия за партнёрство: Посольство США в Беларуси
- Премия за вклад в развитие музыкального театра: Михаил Швыдкой.

### 2021
Лучшая пьеса (перевод) – Женя Беркович, «Антигона» (Пермский академический Театр-Театр)

Лучший текст песен (автор/перевод) – Сергей Плотов, Алексей Франдетти, Алексей Кортнев, «Cabaret» (Новосибирский академический молодежный театр «Глобус»)

Лучшая оркестровка (аранжировщик) – Александр Антонов и оркестр «Папоротник», «Питер Пэн» (Московский областной театр юного зрителя)

Лучший музыкальный руководитель – Владимир Сапожников, «Cabaret»  (Новосибирский академический молодежный театр «Глобус»)

Лучший дирижер – Артем Макаров, «Герцогиня.G» (Башкирский государственный театр оперы и балета, Уфа)

Лучшая музыка (композитор) – Евгений Загот, «Винил» (Северский музыкальный театр, Северск)

Лучшие костюмы (художник по костюмам) – Виктория Севрюкова, «Иосиф и его удивительный плащ снов» (Санкт-Петербургский государственный детский музыкальный театр «Карамболь»)

Лучшее световое оформление (художник по свету) – Иван Виноградов, «Cabaret» (Новосибирский академический молодежный театр «Глобус»)

Лучшая сценография – Елена Вершинина, «Фома» (Новосибирский музыкальный театр)

Лучшее пластическое решение/хореограф – Жанна Шмакова,  Городской мюзикл «Маяковский» (АНО «Музыкальное сердце театра»,  Театр Луны, Москва)

Лучший исполнитель роли второго плана – Денис Юченков (Емельян Пугачев), «Капитанская дочка» (Московский государственный театр «У Никитинских ворот»)

Лучшая исполнительница роли второго плана – Нонна Гришаева (Взрослая Венди), «Питер Пэн» (Московский областной государственный театр юного зрителя)

Лучшая исполнительница главной роли – Эва Мильграм (Антигона), «Антигона» (Пермский академический Театр-Театр)

Лучший исполнитель главной роли – Андрей Школдыченко (Владимир Маяковский), Городской мюзикл «Маяковский» (АНО «Музыкальное сердце театра», Театр Луны, Москва)

Премия зрительских симпатий – «Парижские тайны» (Музыкальный театр Кузбасса им. А. Боброва, Кемерово)

Гран-при «За выдающиеся творческие и организационные достижения» – Сафронов Михаил Вячеславович

Специальная премия «Лучший информационный партнер» – развлекательный и семейный телеканал «Продвижение»

Лучший продюсер – Леонид Кипнис, «Фома» (Новосибирский музыкальный театр)

Лучший режиссер – Филипп Разенков, «Фома» (Новосибирский музыкальный театр)

Лучший спектакль для детей и подростков – «Питер Пэн» (Московский областной государственный театр юного зрителя)

Лучший спектакль – «Антигона» (Пермский академический Театр-Театр).

### 2022
Лучшая пьеса (автор\перевод) — Наталья Индейкина — «Великий Гэтсби», Новосибирский музыкальный театр.

Лучший текст песен (автор\перевод) — Константин Рубинский — «Великий Гэтсби», Новосибирский музыкальный театр.

Лучшая музыка (композитор) — Ким Брейтбург — «РОК», Музыкальный театр Кузбасса им. А. Боброва (Кемерово).

Лучшая оркестровка (аранжировщик) — Сергей Дрезнин — «Кабаре Терезин», ИП Шейнин (Москва).

Лучший музыкальный руководитель — Ирина Брондз — «Путешествие Голубой Стрелы», Санкт-Петербургский государственный детский музыкальный театр «Карамболь».

Лучший дирижёр текст песен (автор\перевод) — Александр Новиков — «Великий Гэтсби», Новосибирский музыкальный театр.

Лучшая сценография (художник-сценограф) — Мария Утробина — «Семейка Аддамс», Тюменский драматический театр.

Лучшие костюмы (художник по костюмам) — Ирина Долгова — «Труффальдино», Краснодарский музыкальный театр (Творческое объединение «Премьера» им. Л. Гатова).

Лучшее световое оформление (художник по свету) — Глеб Фильштинский — «Дорогой мистер Смит», Государственный драматический театр «Приют комедианта» (Санкт-Петербург).

Лучшая исполнительница роли второго плана — Жанна Сырникова (Элис Байнеке) — «Семейка Аддамс», Тюменский драматический театр.

Лучший исполнитель роли второго плана — Евгений Вальц (Рассказчик) — «24 часа из жизни женщины», Театр музыки и поэзии п/р Елены Камбуровой (Москва).

Лучшая исполнительница главной роли — Мария Биорк (Ханна) — «Кабаре Терезин» (Москва).

Лучший исполнитель главной роли — Александр Кудрин (Гомес Аддамс) — «Семейка Аддамс», Тюменский драматический театр.

Лучшее пластическое решение (хореограф) — Анатолий Войнов и Ирина Кашуба — «Семейка Аддамс», Тюменский драматический театр.

Лучший режиссёр — Нина Чусова — «Кабаре Терезин» (Москва).

Лучший продюсер — Ким Брейтбург — «РОК», Музыкальный театр Кузбасса им. А. Боброва (Кемерово).

Лучший спектакль для детей и подростков — «Путешествие Голубой Стрелы», Санкт-Петербургский государственный детский музыкальный театр «Карамболь».

Лучший спектакль — «Кабаре Терезин» (Москва).
Также были вручены специальные награды:
- Гранд-премия за выдающиеся творческие достижения (решение выносится Президентом премии) – Юрий Ряшенцев
- Премия зрительских симпатий – «Летучий корабль», Орловский государственный театр для детей и молодежи «Свободное пространство».

### 2023[15]
«Лучшая пьеса (автор / перевод)» - Нонна Кротова, «А зори здесь тихие», Омский государственный музыкальный театр.

«Лучший текст песен (автор / перевод)» - Евгений Муравьёв, «В джазе только девушки», Оренбургский государственный областной театр музыкальной комедии.

«Лучшая сценография (художник-сценограф)» - Юрий Хариков, «Обыкновенное чудо», Самарский театр юного зрителя «СамАрт».

«Лучшие костюмы (художник по костюмам)» - Светлана Чазова, «Мамонтёнок», Московский театр мюзикла.

«Лучшее световое оформление (художник по свету)» - Владимир Пономарёв, «Дама Пик», Творческий центр продвижения театра и кино «Глас Муз» (Санкт-Петербург).

«Лучший дирижёр» - Юрий Крылов, «Маскарад», Свердловский академический театр музыкальной комедии (Екатеринбург).

«Лучший музыкальный руководитель» - Валерия Брейтбург, «Служебный роман», Нижегородский театр «Комедiя».

«Лучшая оркестровка (аранжировщик)» - Артур Байдо, «Маугли», Театр Эстрады им. Аркадия Райкина (Санкт-Петербург).

«Лучшая музыка (композитор)» - Максим Дунаевский, «Любовь. Чума. Верона», Музыкально-драматический театр «Буфф» им. И.Р. Штокбанта (Санкт-Петербург).

«Лучшая исполнительница роли второго плана» - Оксана Костецкая, «Мамонтёнок» – Черепаха, Московский театр мюзикла.

«Лучший исполнитель роли второго плана» - Иван Коряковский, «Обыкновенное чудо» – Медведь, Театр юных зрителей им. А.А. Брянцева (Санкт-Петербург).

«Лучшая исполнительница главной роли» - Валерия Ланская, «Между двух миров» – Лия, ООО «Медиа Группа Первый Еврейский».

«Лучший исполнитель главной роли» - Ростислав Колпаков, «Дама Пик» – граф Сен-Жермен, Творческий центр продвижения театра и кино «Глас Муз» (Санкт-Петербург).

«Лучший продюсер» - Софья Стрейзанд, «Дама Пик», Творческий центр продвижения театра и кино «Глас Муз» (Санкт-Петербург).

«Лучшее пластическое решение (хореограф)» - Марина Суконцева, «В джазе только девушки», Оренбургский государственный областной театр музыкальной комедии.

«Лучший режиссер» - Виктор Крамер, «Авлабар, или Новая Ханума», Московский Художественный театр им. А.П. Чехова.

«Лучший спектакль для детей и подростков» - «Кошка, которая гуляла сама по себе», Донецкий республиканский академический молодёжный театр.

«Лучший спектакль» - «Авлабар, или Новая Ханума», Московский Художественный театр им. А.П. Чехова.
Специальные награды:
- «Премия зрительских симпатий» - «Призрак замка Кентервиль», Музыкальный театр Кузбасса им. А.К. Боброва (Кемерово).
- «Гран-при за выдающиеся творческие достижения» (объявлена 01.07.2023 на пресс-конференции) - Александр Колкер, композитор.
- «Премия за партнёрство» - телеканал «Сибирь 24. Кузбасс»
- «Премия за поддержку» - Сергей Евгеньевич Цивилев, губернатор Кузбасса.

### 2024
Лучшая пьеса (автор/перевод) – Алексей Иващенко, Дмитрий Белов – «Орел и Ворон» (Красноярский музыкальный театр)

Лучший текст песен (автор/перевод) – Алексей Иващенко, Дмитрий Белов – «Орел и Ворон» (Красноярский музыкальный театр)

Лучшая музыка (композитор) – Артур Байдо – «Орел и Ворон» (Красноярский музыкальный театр)

Лучшая оркестровка (аранжировщик) – Евгений Загот – «Айсвилль» («Театр на Садовой», г. Санкт-Петербург)

Лучший музыкальный руководитель –  Елена Буланова – «Айсвилль» («Театр на Садовой», г. Санкт-Петербург)

Лучший дирижер – Валерий Шелепов – «Орел и Ворон» (Красноярский музыкальный театр)

Лучшее пластическое решение (хореограф) – Никита Борис – «Медведь» (Театр юных зрителей им. А.А. Брянцева, г. Санкт-Петербург)

Лучшая сценография (художник-сценограф) – Анастасия Пугашкина – «Айсвилль» («Театр на Садовой», г. Санкт-Петербург)

Лучшие костюмы (художник по костюмам) – Ирэна Белоусова – «Орел и Ворон» (Красноярский музыкальный театр)

Лучшее световое оформление (художник по свету) – Иван Виноградов – «Айсвилль» («Театр на Садовой», г. Санкт-Петербург)

Лучшая исполнительница роли второго плана – Манана Гогитидзе (Бо и Бо) – «Айсвилль» («Театр на Садовой», г. Санкт-Петербург)

Лучший исполнитель роли второго плана – Валерий Ярёменко (Гениальный сыщик) – «Бременские музыканты» («Театр имени Моссовета», г. Москва)

Лучшая исполнительница главной роли – Вера Свешникова (Пат) – «Три товарища» (Музыкальный театр имени Ф.И. Шаляпина, г. Санкт-Петербург)

Лучший исполнитель главной роли – Станислав Сикирин (Гринев Пётр) – «Орел и Ворон» (Красноярский музыкальный театр)

Лучший режиссер – Дмитрий Белов – «Орел и Ворон» (Красноярский музыкальный театр)

Лучший продюсер – Юлия Стрижак – «Три товарища» (Музыкальный театр имени Ф.И. Шаляпина, г. Санкт-Петербург)

Лучший спектакль для детей и подростков – «Сказка странствий» (Санкт-Петербургский государственный детский музыкальный театр «Карамболь»)

Лучший спектакль малой формы – «Айсвилль» («Театр на Садовой», г. Санкт-Петербург)

Лучший спектакль – «Орел и Ворон» (Красноярский музыкальный театр)
Специальные номинации:
- Гранд-премия за выдающиеся творческие достижения: Марк Григорьевич Розовский
- Премия «За партнерство»: Компания МТС Live
- Премия зрительских симпатий: «Два благородных дона», Самарский академический театр драмы им. М. Горького

## Продюсерские проекты
Постепенно учредитель премии и фестиваля — АНО «Музыкальное сердце театра» (генеральный директор и продюсер Дмитрий Калантаров) расширила поле деятельности и вышла за рамки фестивального формата. Обладая опытом в реализации проектов со смешанным финансированием, когда помимо использования целевого взноса/гранта на создание проекта подключаются источники внебюджетного финансирования и привлекаются иные материальные ресурсы партнёров, АНО «Музыкальное сердце театра» стала одной из немногих негосударственных компаний, специализирующаяся на создании исключительных театральных проектов, среди которых:
- Спектакль-урок «Юная любовь в пяти театральных измерениях» в Театре Модерн (2017)[16]
- Городской мюзикл «Маяковский» в Театре Луны (2018)[17]
- Первый всероссийский театральный фестиваль «Месяц в деревне» в Орле (2018)[18]
- Мюзикл Максима Дунаевского «Алые паруса» (2019, новая сценическая редакция)[19]
- Московская премьера мюзикла Евгения Крылатова «Красная шапочка & Серый волк» (2019)[20]
- «Война глазами детей» в МХАТ им. Горького (2020)[21]